# المتحف الوطني بنيودلهي
يعد المتحف الوطني بنيودلهي، المعروف أيضًا باسم متحف الهند الوطني، أحد أكبر المتاحف في الهند. تأسس المتحف في عام 1949، ويحتوي على مجموعة متنوعة من المقتنيات تتراوح من حقبة ما قبل التاريخ إلى الأعمال الفنية الحديثة. يقع المتحف تحت إشراف وزارة الثقافة بحكومة الهند في جانباث. أعد مخطط المتحف لجنة جوير التي أنشأتها حكومة الهند في عام 1946. يحتوي المتحف على حوالي 200000 عمل فني معظمها هندي، ولكن بعضها ذا أصل أجنبي، ويغطي حقبة أكثر من 5000 عام.
ويضم المتحف المعهد الوطني لتاريخ الفن والحفاظ على المتاحف في الطابق الأول الذي تم إنشاؤه في عام 1983، وكان جامعة منذ عام 1989 تشرف على رسائل الماجستير والدكتوراه في تاريخ الفن والحفظ وعلم المتاحف.

## تاريخ المتحف
اقترحت لجنة جوير في عام 1946 فكرة بناء متحف وطني للهند. ترأس اللجنة سير موريس جوير، رئيس المحكمة العليا السابق، ونائب رئيس جامعة دلهي. وكان أحد أعضاء اللجنة هو السير مورتيمر ويلر،الذي ترأس فيما بعد هيئة المسح الأثري للهند (ASI)، والذي غالبًا ما يُشار إليه على أنه المبادرين الرئيسيين لإنشاء المتحف الوطني حيث دعا إلى تطوير المتحف على الرغم من التقارير التي تشير إلى أنه كان مهتمًا بتوحيد المتاحف تحت مظلة هيئة المسح الأثري للهند بدلاً من إنشاء متحف جديد.

## الأقسام والمجموعات

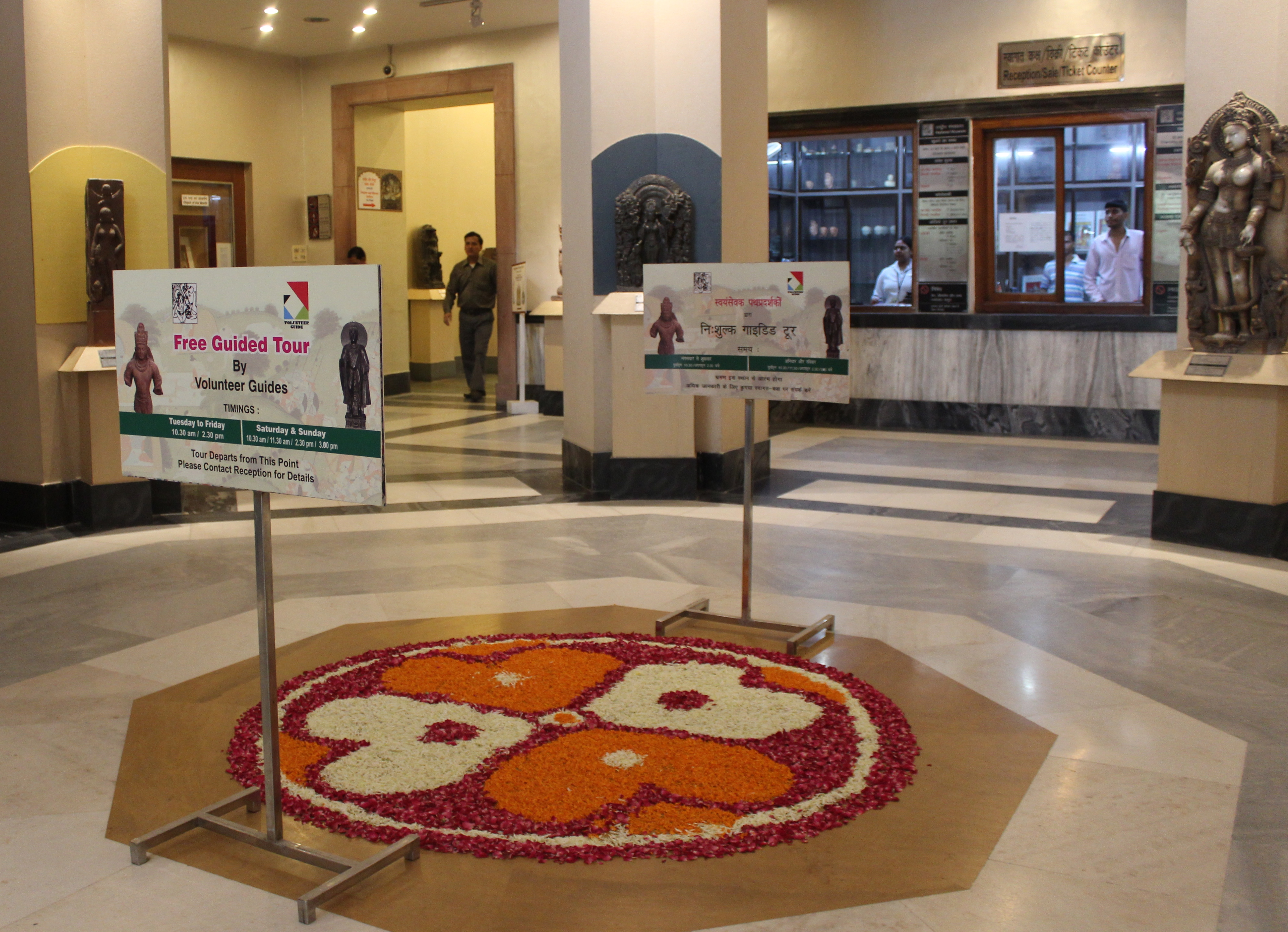
واجهة استقبال المتحف.

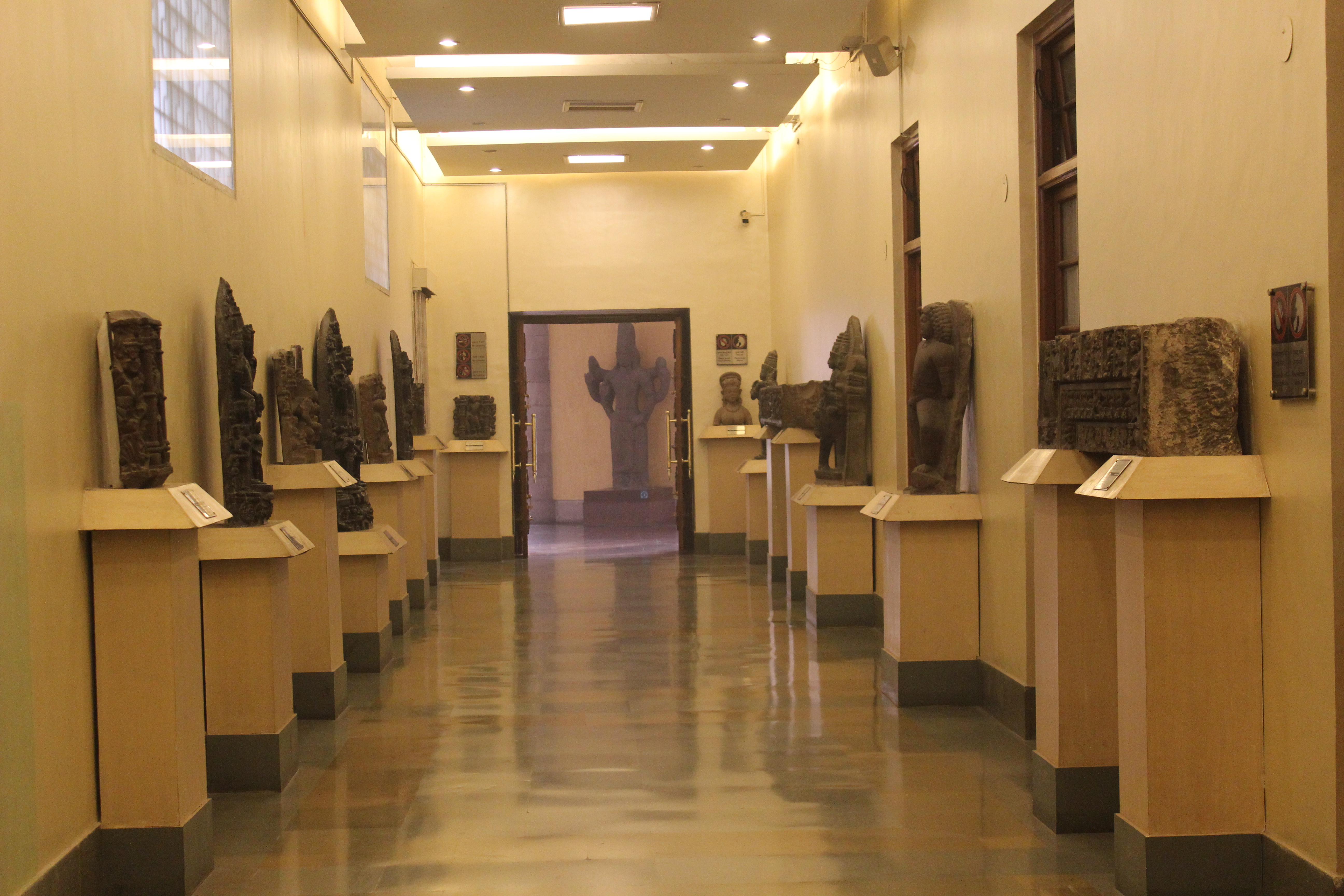
ممر مدخل المتحف الوطني يضم قطعًا أثرية علىالجانبين.

يوجد حاليًا العديد من الأقسام في المتحف الوطني.
- علم آثار قبل التاريخ
- علم الآثار
- المخطوطات
- علم العملات والنقوش
- اللوحات
- الأسلحة والدروع
- الفنون الزخرفية
- آثار آسيا الوسطى
- الفن قبل الكولومبي
- مجوهرات
- الأنثروبولوجيا
- قسم الخبرات
- التعليم
- العلاقات العامة
- النشر
- العرض

تمثل مجموعات المتحف الوطني جميع تخصصات الفن تقريبًا: علم الآثار (المنحوتات من الحجر والبرونز والطين)، والأسلحة ، والدروع، والفنون الزخرفية، والمجوهرات، والمخطوطات، والمنمنمات ولوحات التنجور، والمنسوجات، والعملات، والنقوش من العصورالوسطى بآسيا، وعلم الأنثروبولوجيا ومجموعات الفن الأمريكي والغربي لفترة ما قبل كولومبوس.
يمتلك المتحف أكثر من 200000 عمل فني من أصل هندي وأجنبي، بينما يحتوي المتحف الوطني على أكثر من 200000 معروضة، ويعرض حاليًا من ستة إلى سبعة بالمائة من مجموعته. كما تُعرض باقي المعروضات بالتناوب أو في المعارض المؤقتة. وستسمح المرحلة الأخيرة من التوسع بعرض ثلاثة إلى أربعة بالمائة أخرى من آثار المتحف.

## البناء

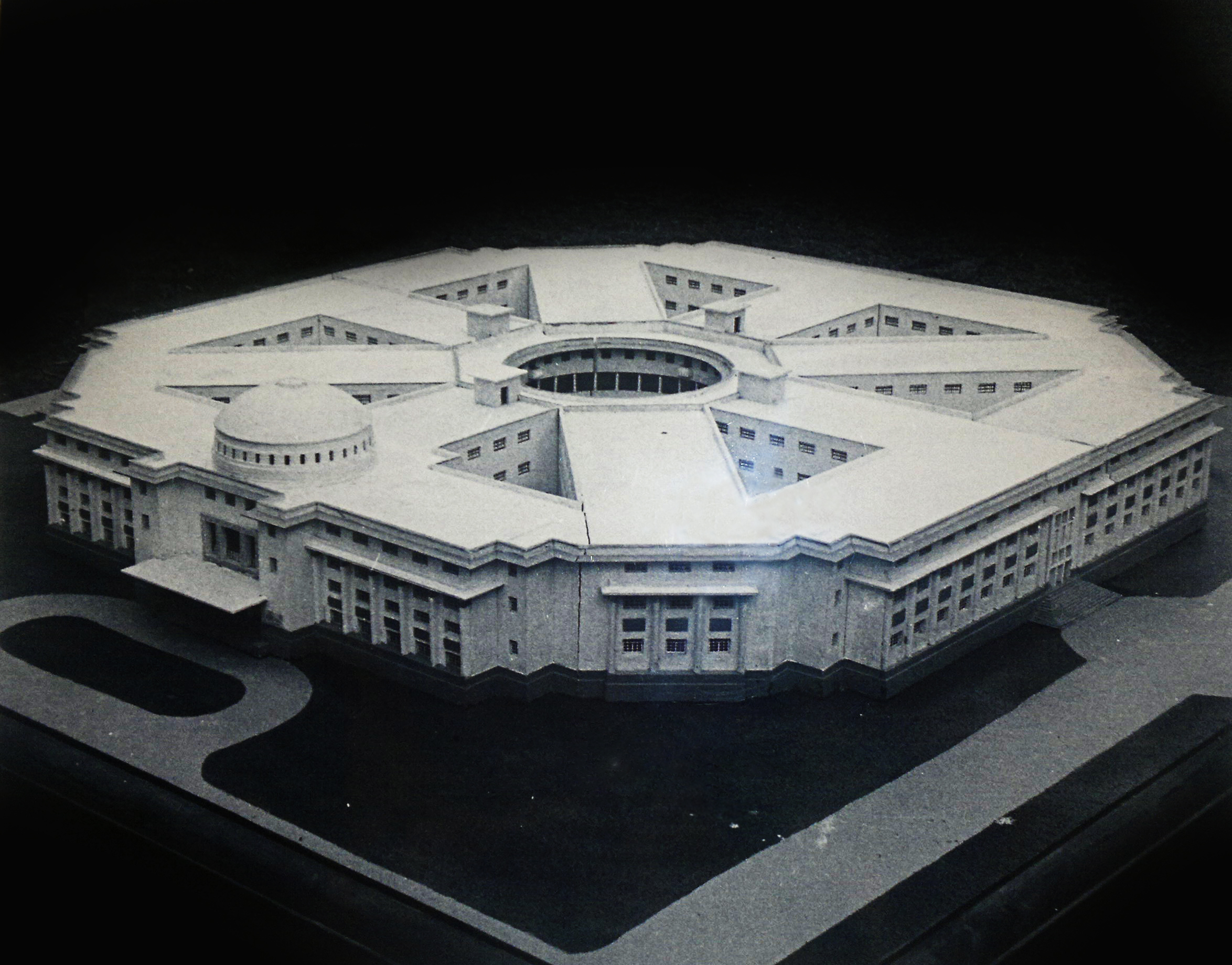
المتحف الوطني ، مخطط مخطط المبنى

صمم المبنى الحالي للمتحف الوطني المهندس المعماري غانيش بيكاجي ديولاليكار، ووضع رئيس الوزراء جواهر لال نهرو حجر الأساس في 12 مايو 1955. افتتح الدكتور سارفيبالي راذاكريشنان نائب رئيس الهند  المتحف الجديد في 18 ديسمبر 1960. يوجد المتحف اليوم على قطعة الأرض مخصصة له في خطة إدوين لوتينز للمتحف الإمبراطوري وكان يشغلها متحف صغير لآثار آسيا الوسطى يضم المجموعة المهمة للمستكشف السير أوريل شتاين.

## المجموعات

### معرض هارابان
يحتوي المتحف على العديد من القطع الأثرية من حضارة هارابان المعروفة بحضارة وادي السند، وتحتوي المجموعة على أكبر مجموعة تماثيل من آثار حضارة هارابان في العالم - أكثر من 3500 قطعة مُعارة بشكل دائم من هيئة المسح الأثري للهند إلى المتحف. تشمل القطع الأكثر شهرة[22]  قطعة الفتاة الراقصة، وهي قطعة مصنوعة من البرونز تنتمي إلى فترة هارابان المبكرة، وهيكل عظمي محفور من فترة راخيغار في هاريانا، وصور تراكوتا للإلهة الأم والفخار الطيني. كما يحتوي المعرض على منحوتات من البرونز والطين، وقطع عظمية، وأخرى مصنوعة من العاج، والحجر الصخري، والأحجار شبه الكريمة، والفخار المطلي، والمجوهرات. كما تُعرض العديد من الأختام المُكتشفة خلال التنقيب عن العديد من الحفريات، وربما كانت تستخدم لأغراض تجارية. تُصور هذه الأختام الثيران والفيلة ووحيد القرن والنمور والتماسيح ورموز غير معروفة. ويوجد على أحد الأختام صورة فُسرت على أنها تعود إلى بورتو شيبا. ويحاول المعرض تقديم حيوية الحضارة الإنسانية في الهند على قدم المساواة مع الحضارات المعاصرة لبلاد الرافدين، ومصر والصين.

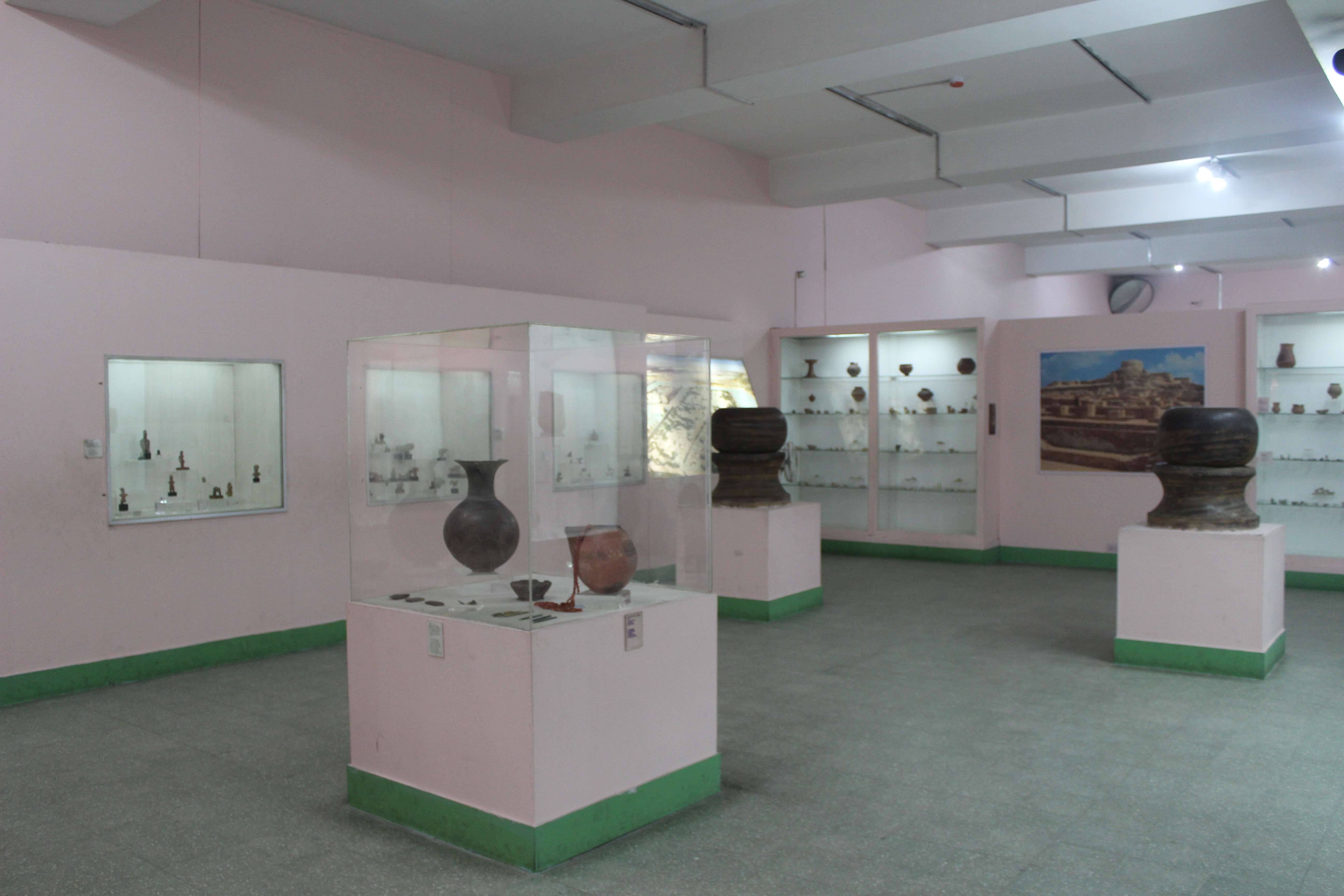
منظر لمعرض هارابان

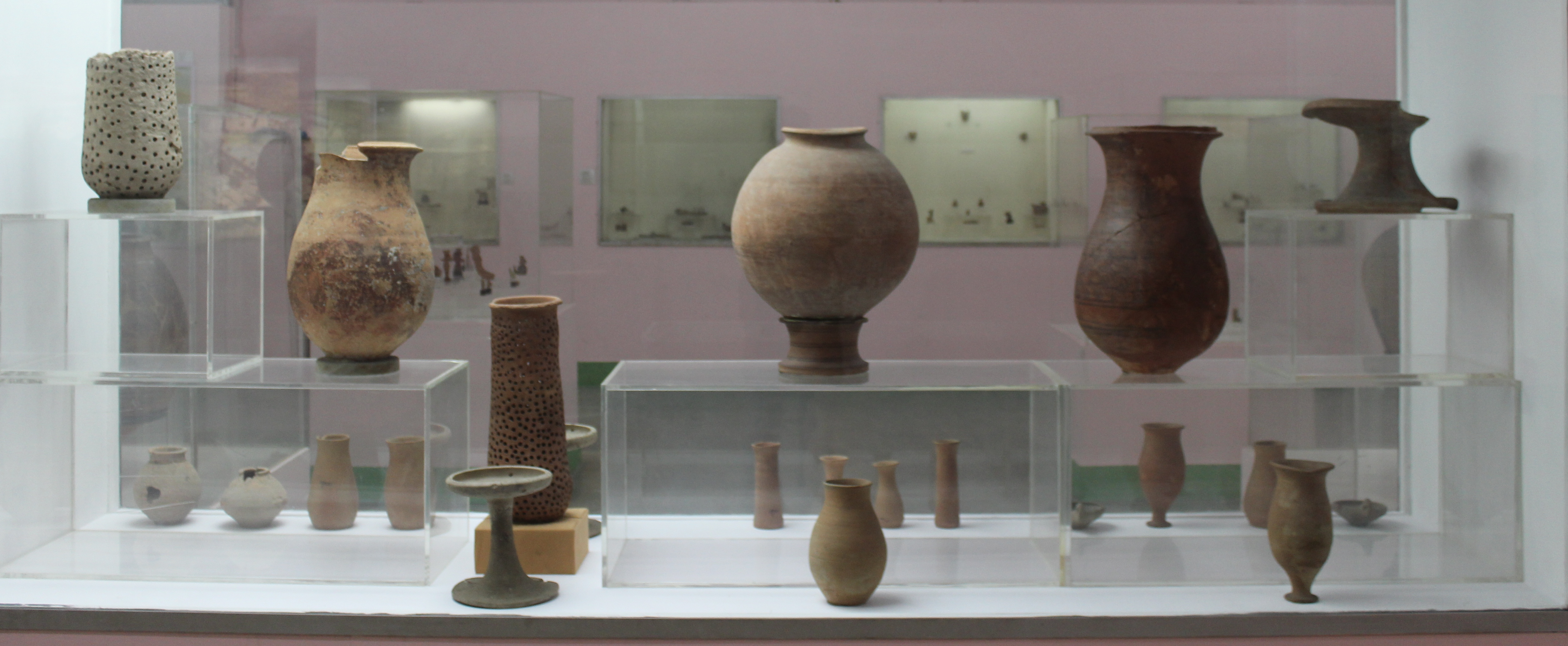
منظر للفخار من معرض هارابان

- الآلهة الأم (2700 - 2100 قبل الميلاد)
- عربة اللعب (2700-2100 قبل الميلاد)
- الثور (2700 - 2100 قبل الميلاد)
- ختم باسوباتي (2700 - 2100 قبل الميلاد)
- تسلق القرد (2700 - 2100 قبل الميلاد)
- فتاة راقصة (2700 - 2100 قبل الميلاد)

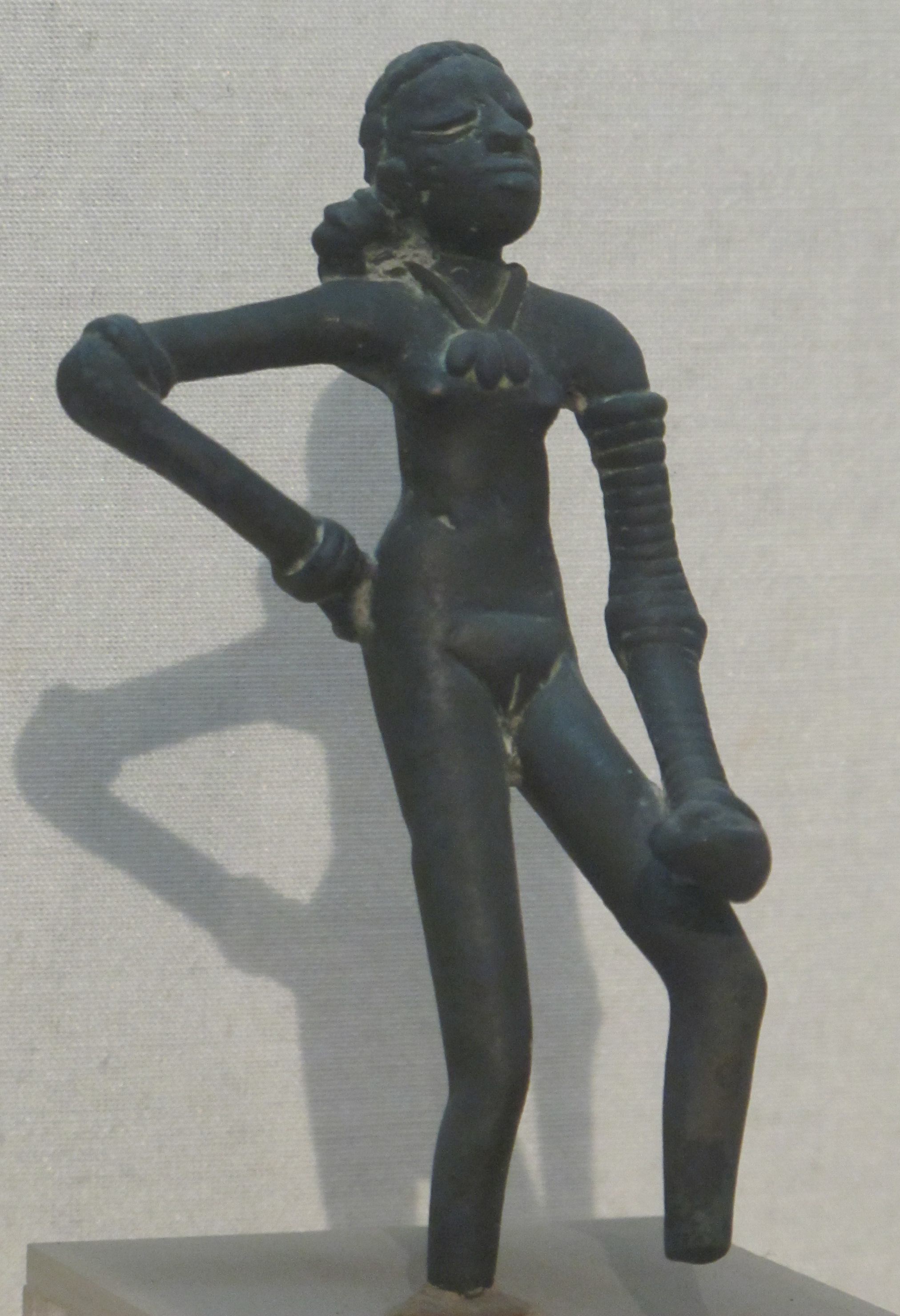
فتاة راقصة
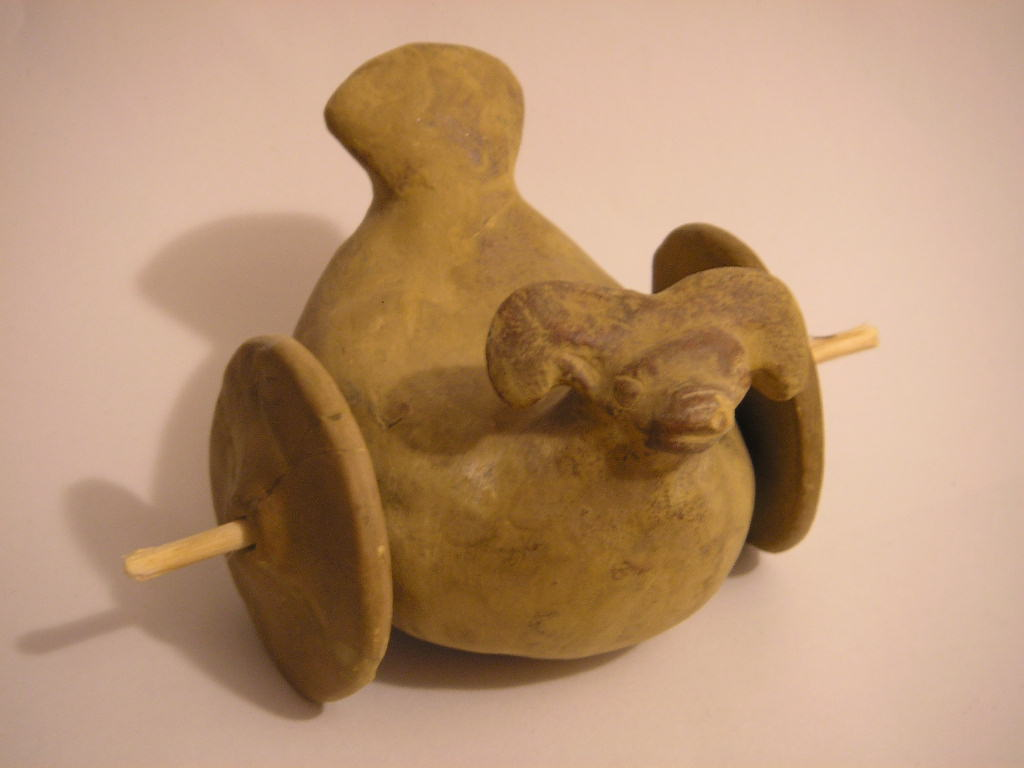
عربة لعبة من موهينجو دارو
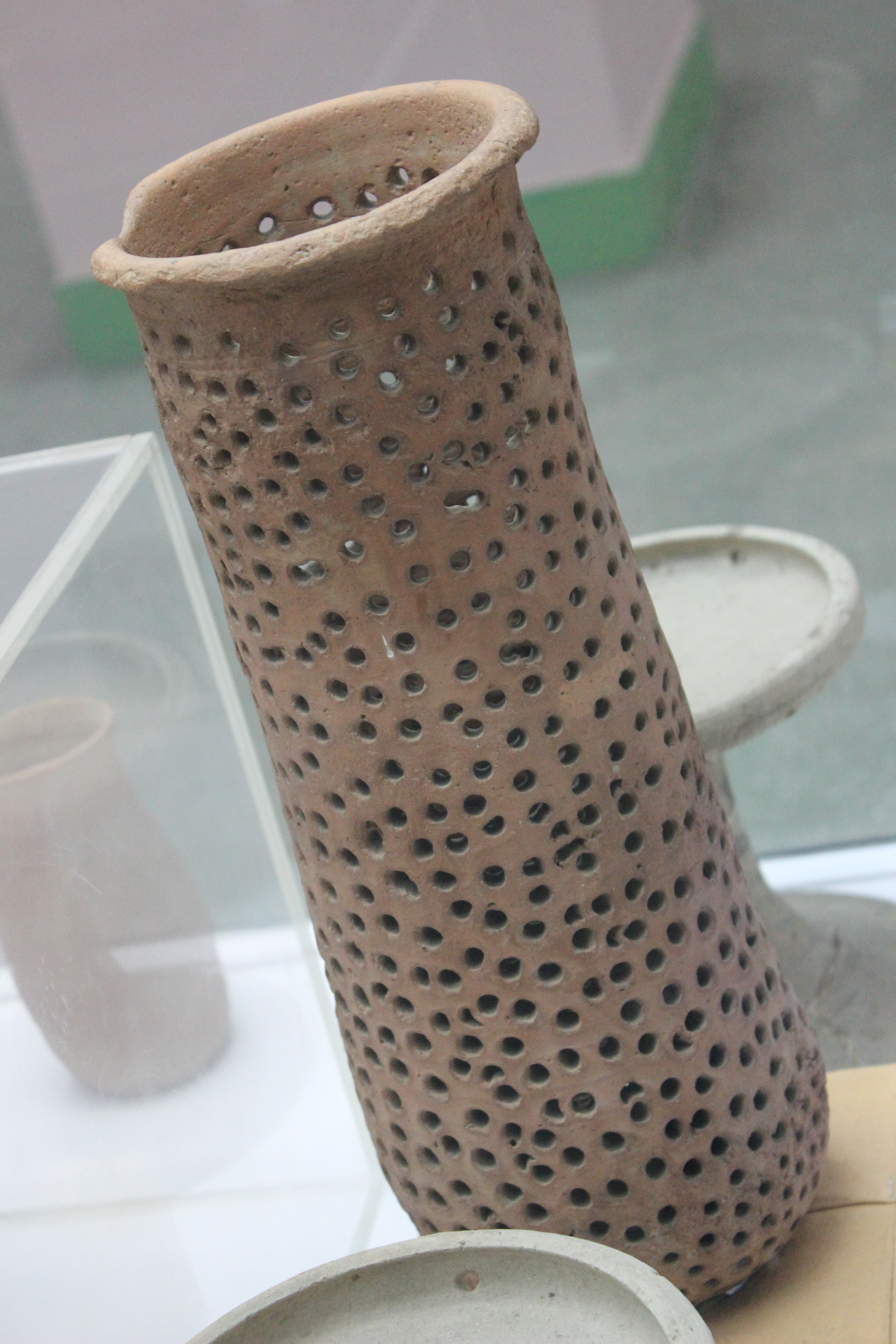
جرة مثقبة
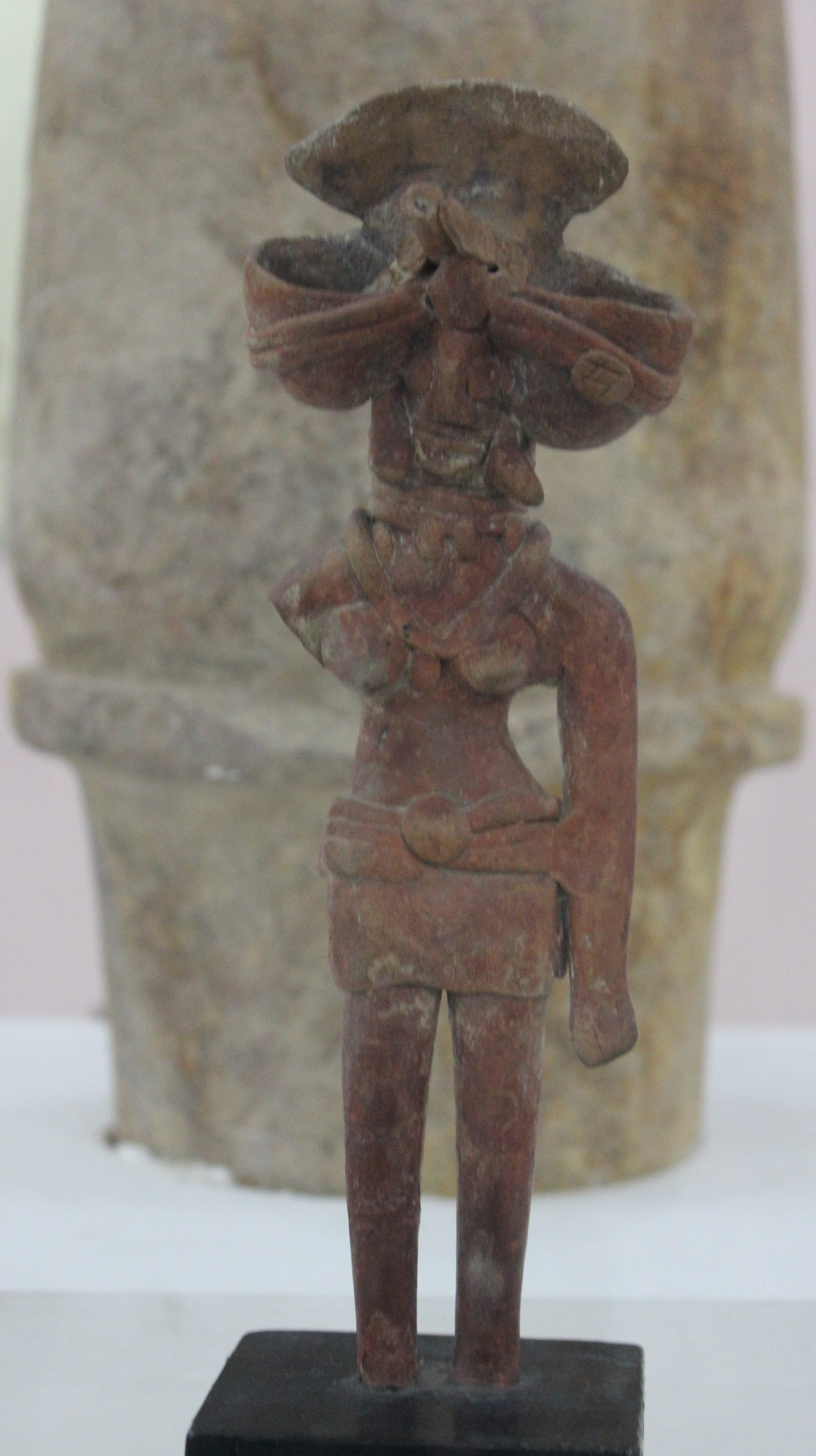
الآلهة الأم
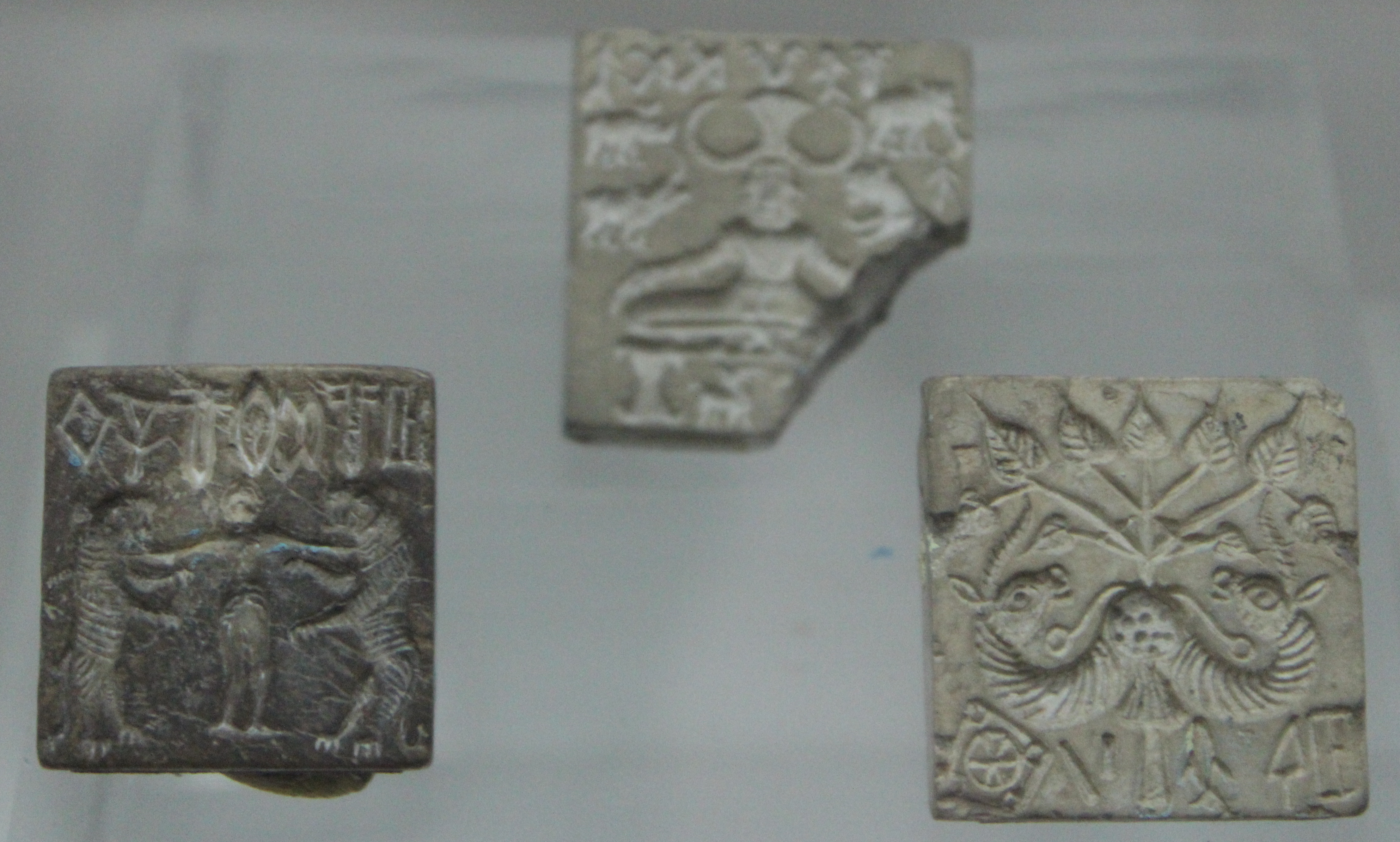
الأختام
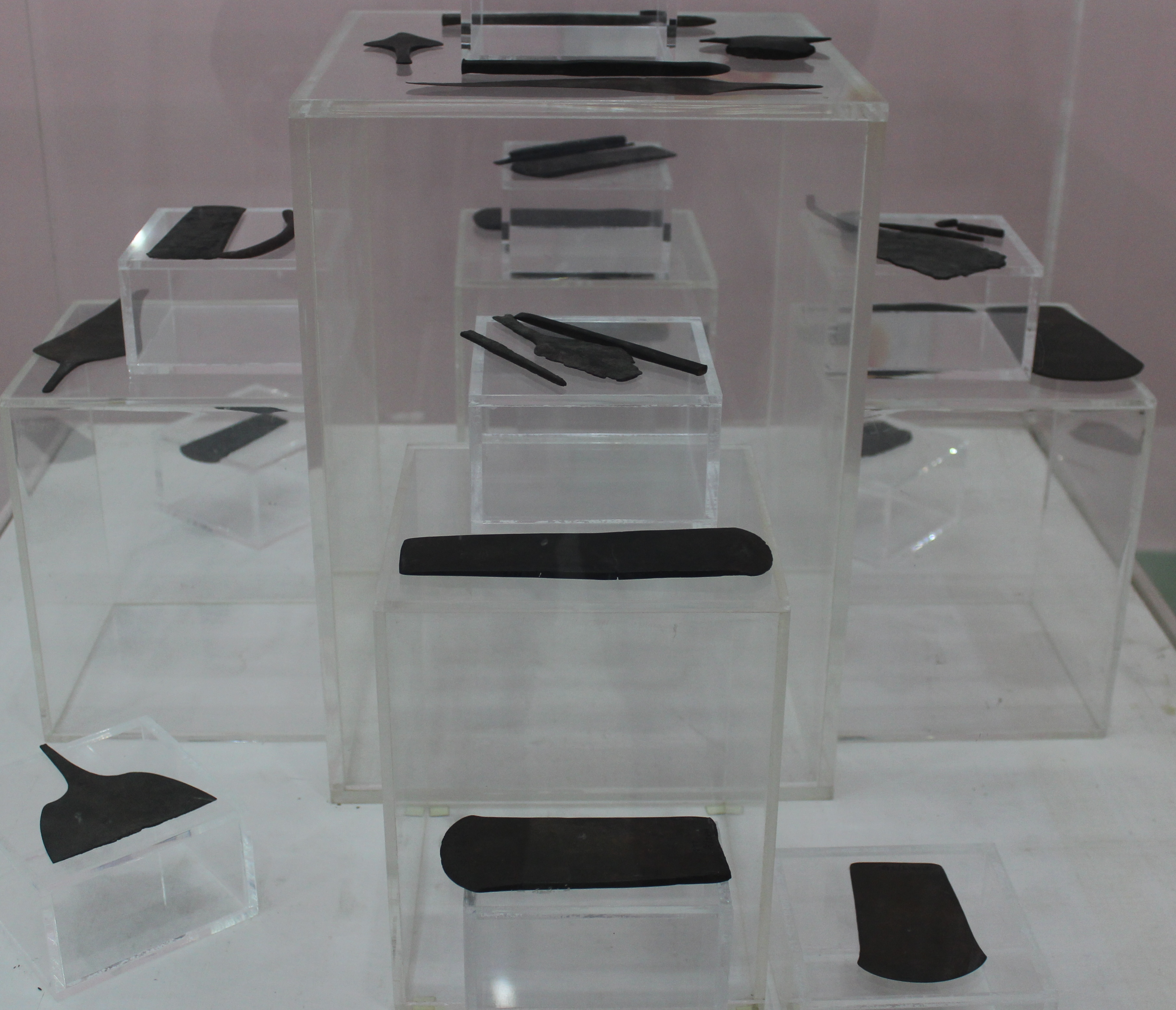
أسلحة من حضارة هارابان
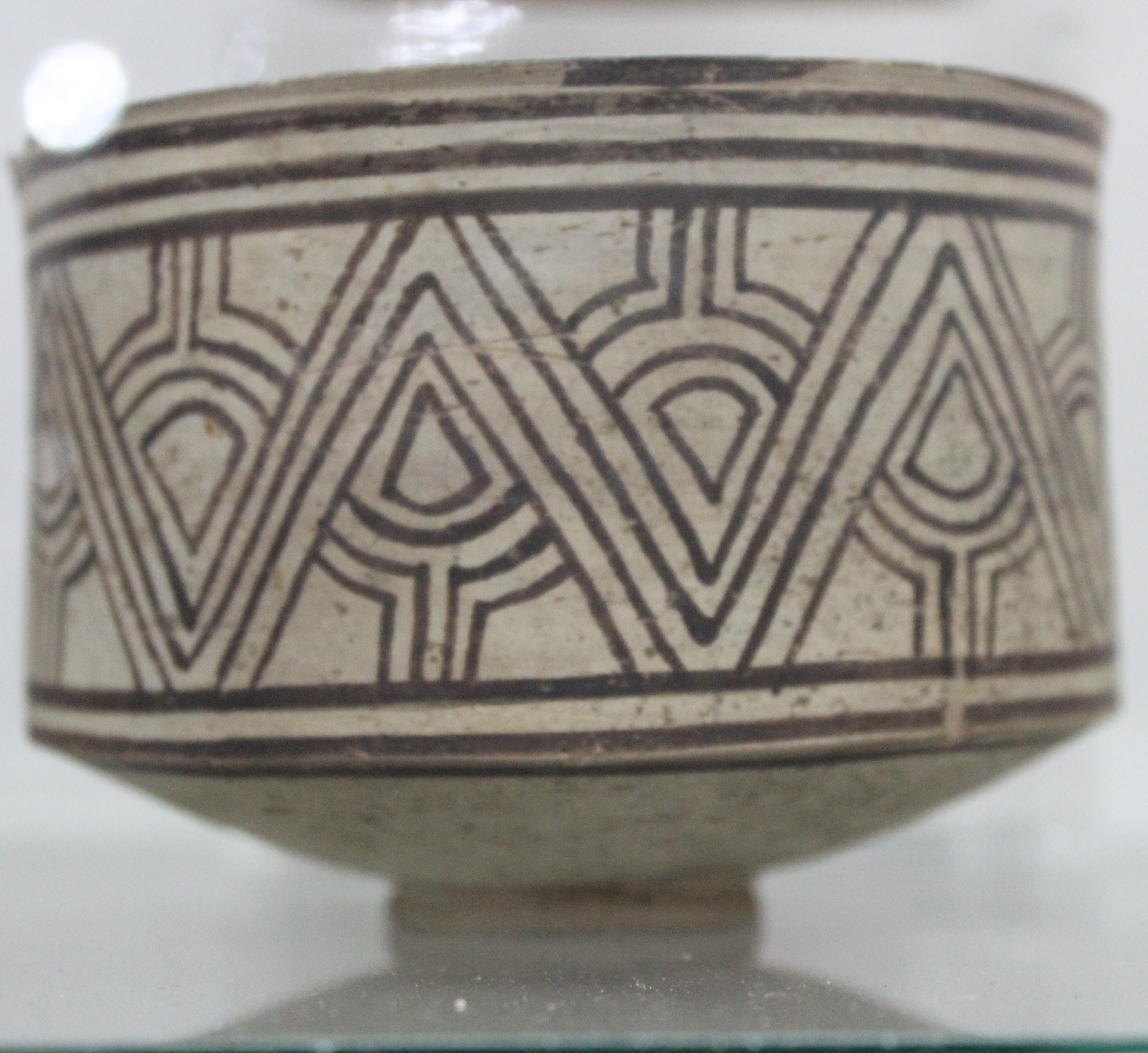
صَحن
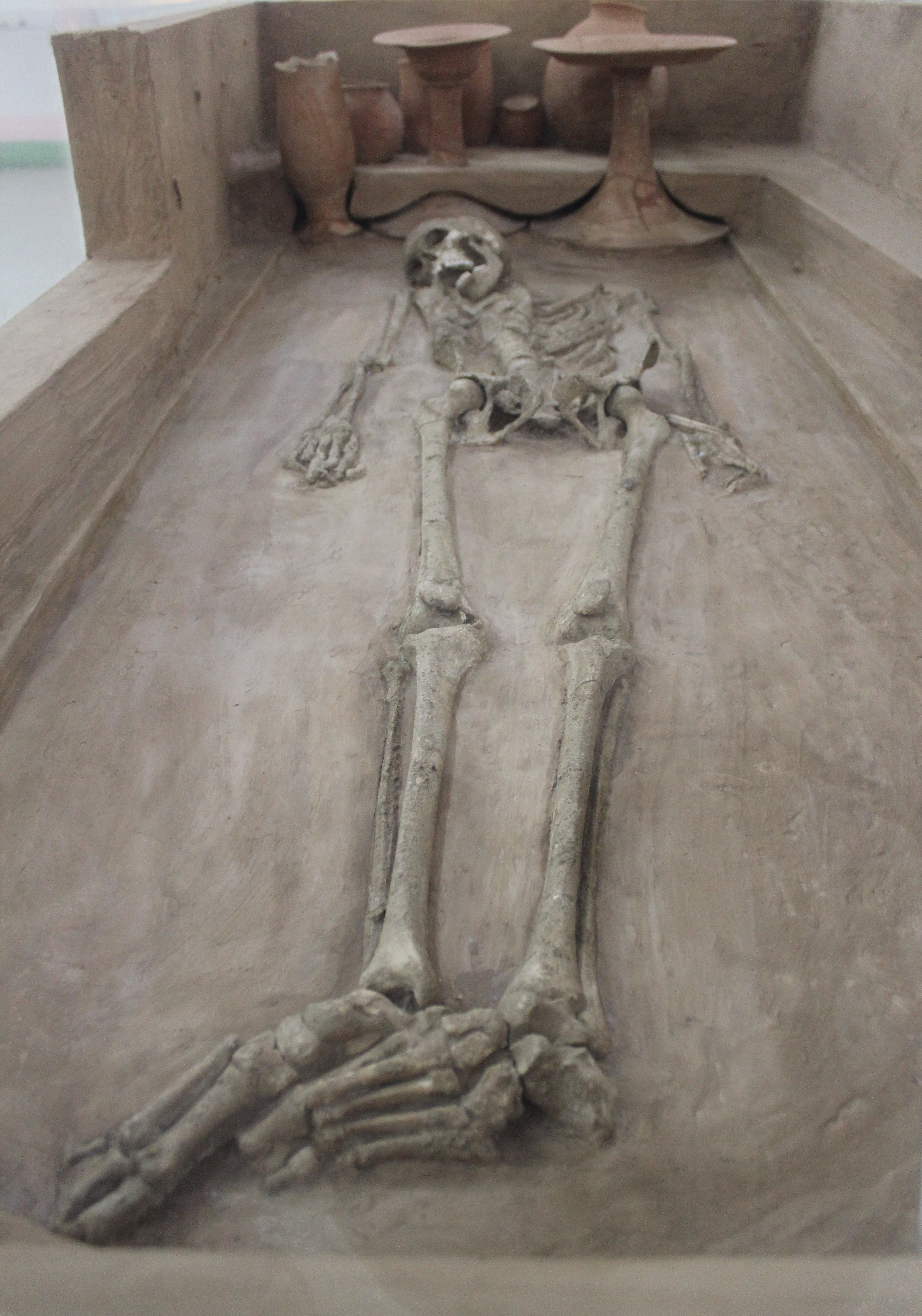
واحد من 11 هيكل عظمي عُثر عليهم في راخيغارهي

### معرض فنون موريا وشونجا وساتفاهانا

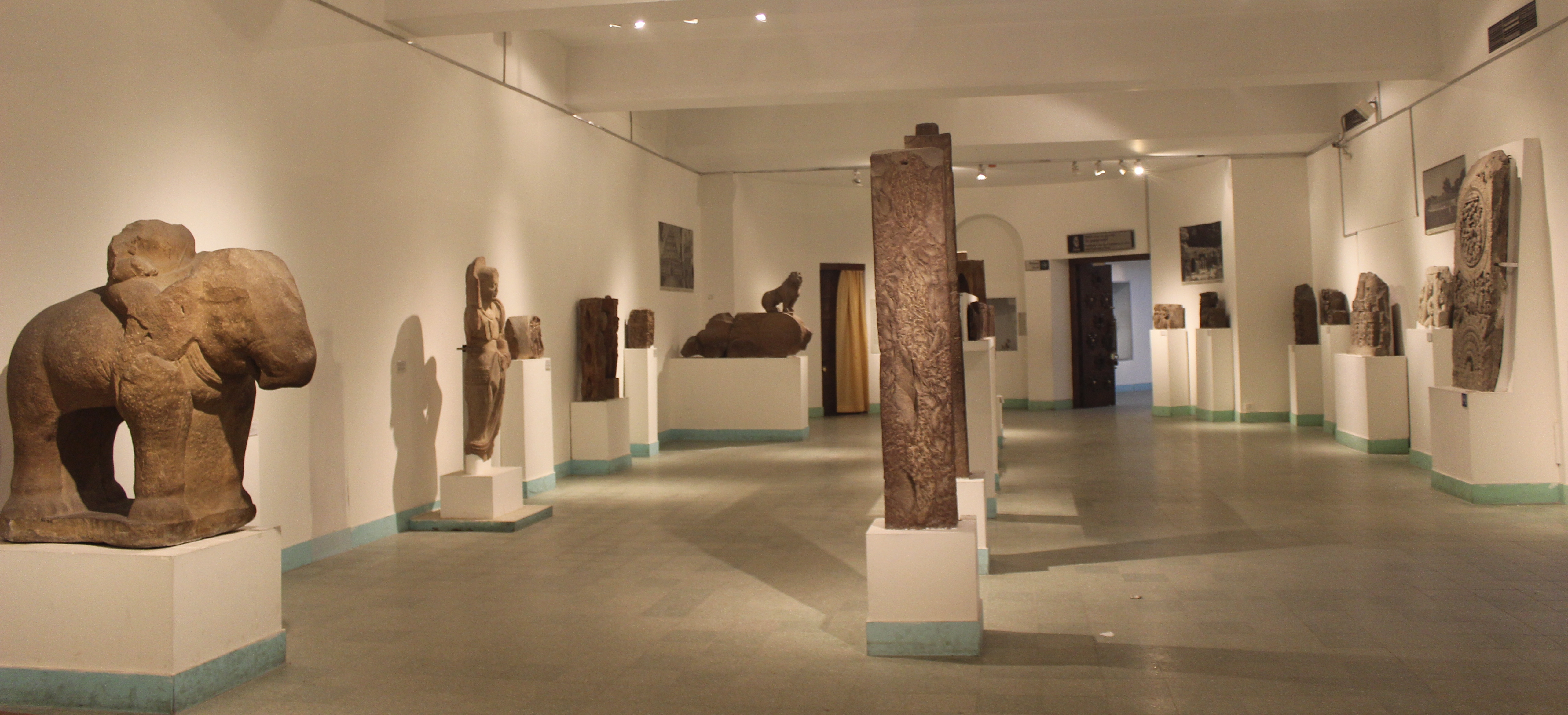
قطع أثرية في معرض الفنون ماوريا وشونجا وساتفاهانا

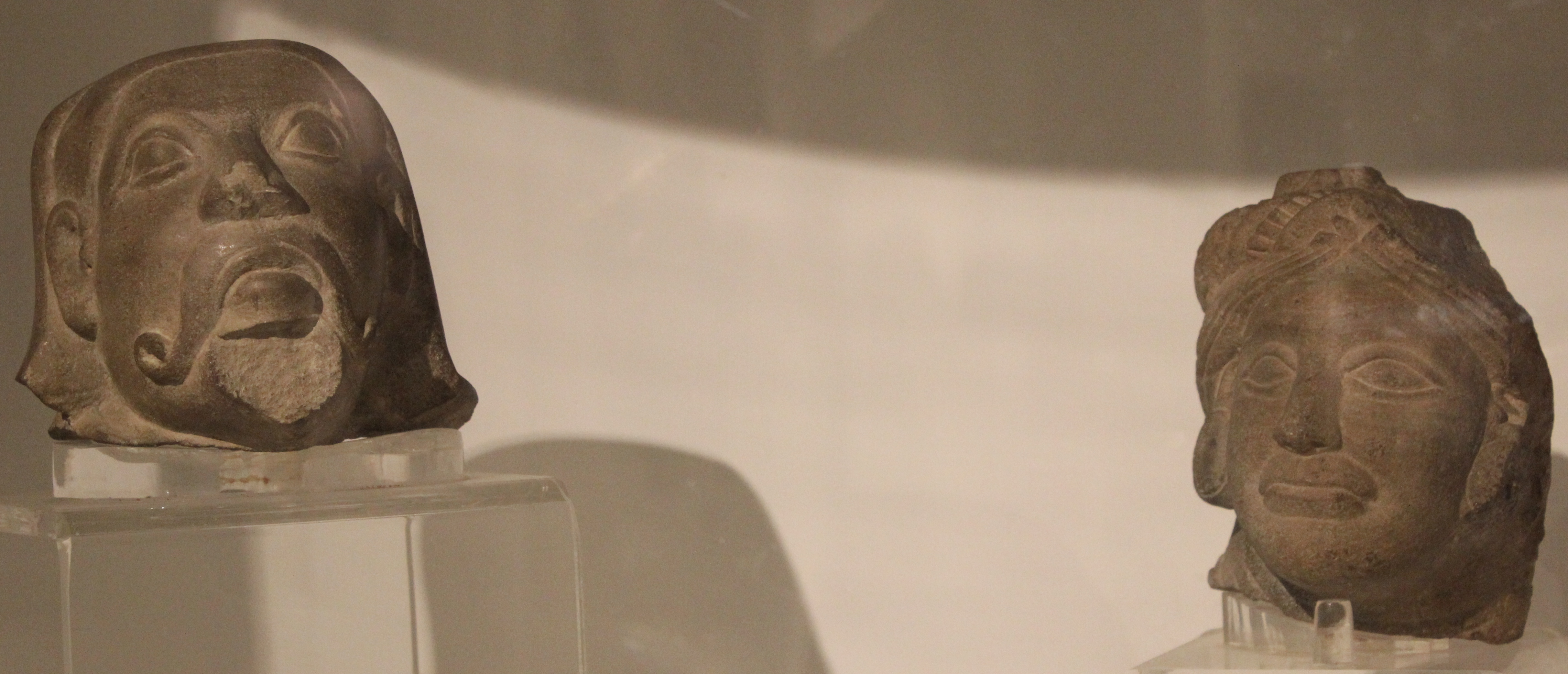
الرؤساء الذكور (فترة موريا)
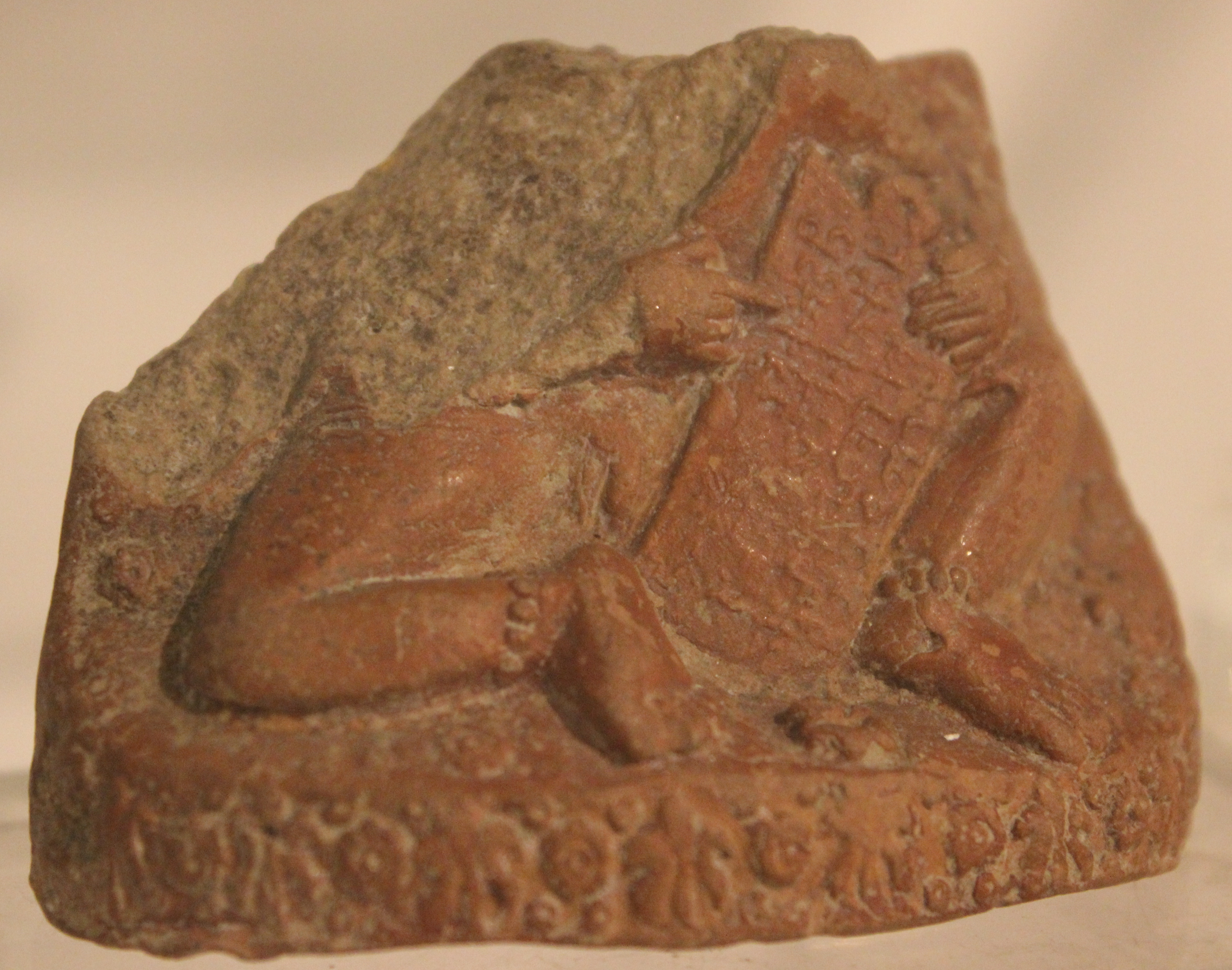
طفل يتعلم مخطوطة براهمي في سروغنة بالقرن الثاني قبل الميلاد.
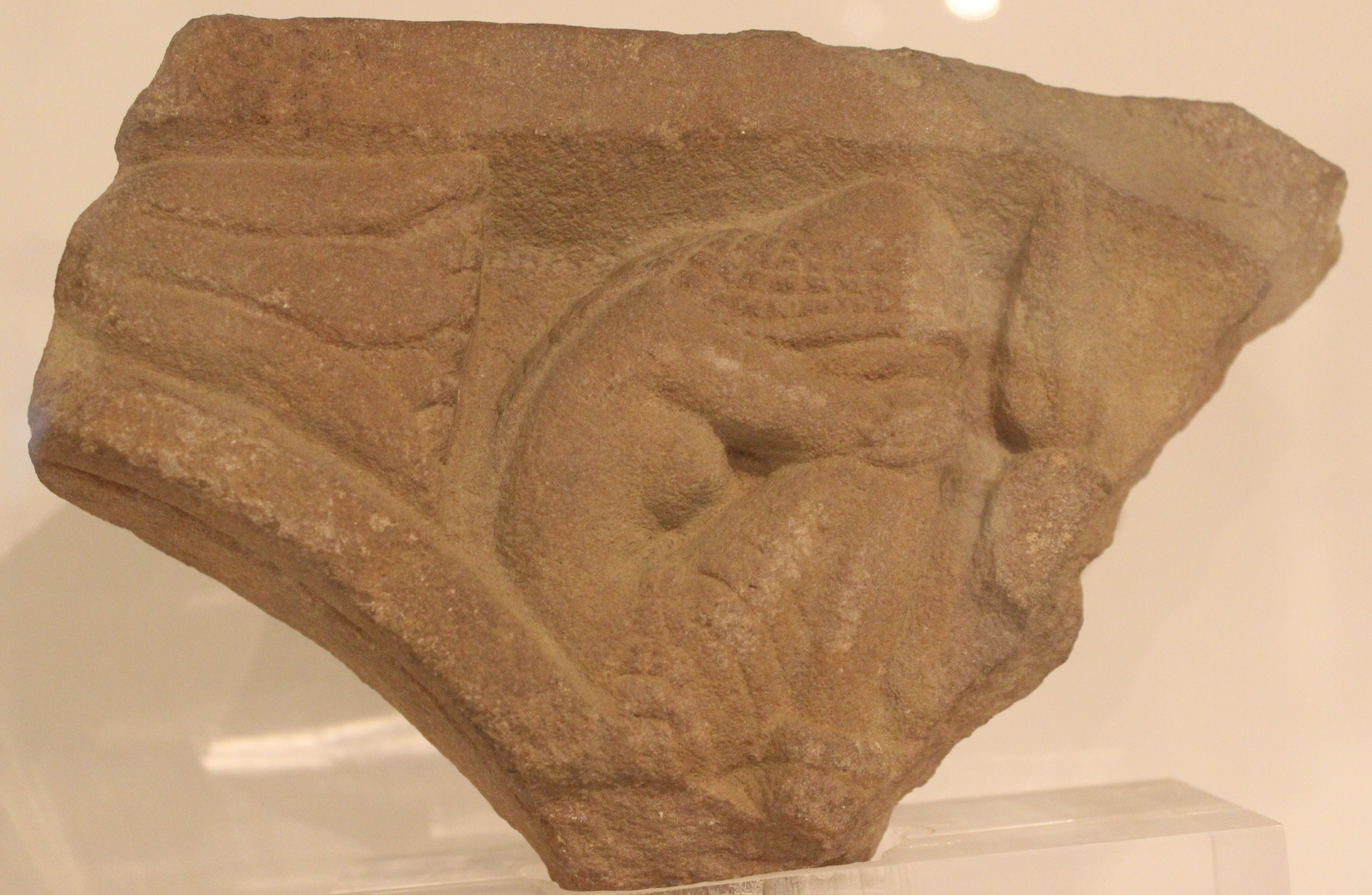
امرأة حزينة (فترة شونغا)
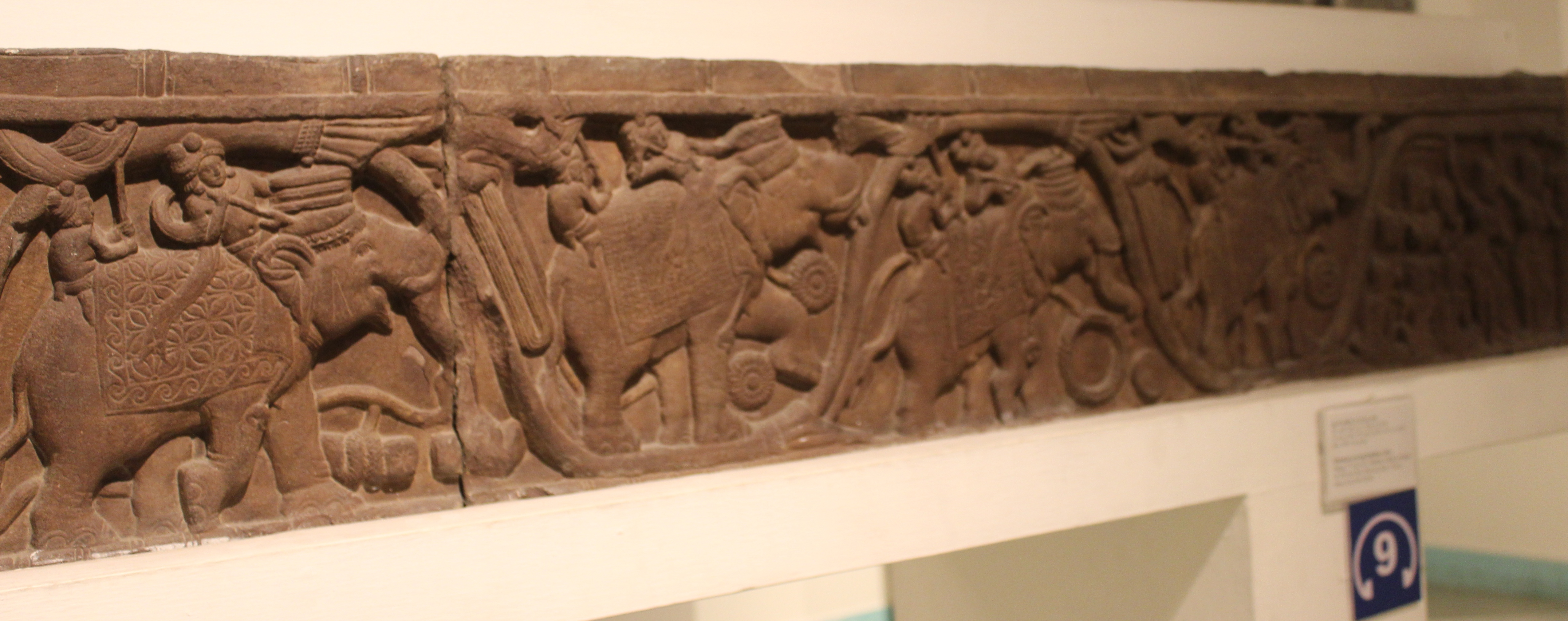
قطعة من الجبس يظهر الحلقة الأخيرة من حياة بوذا.
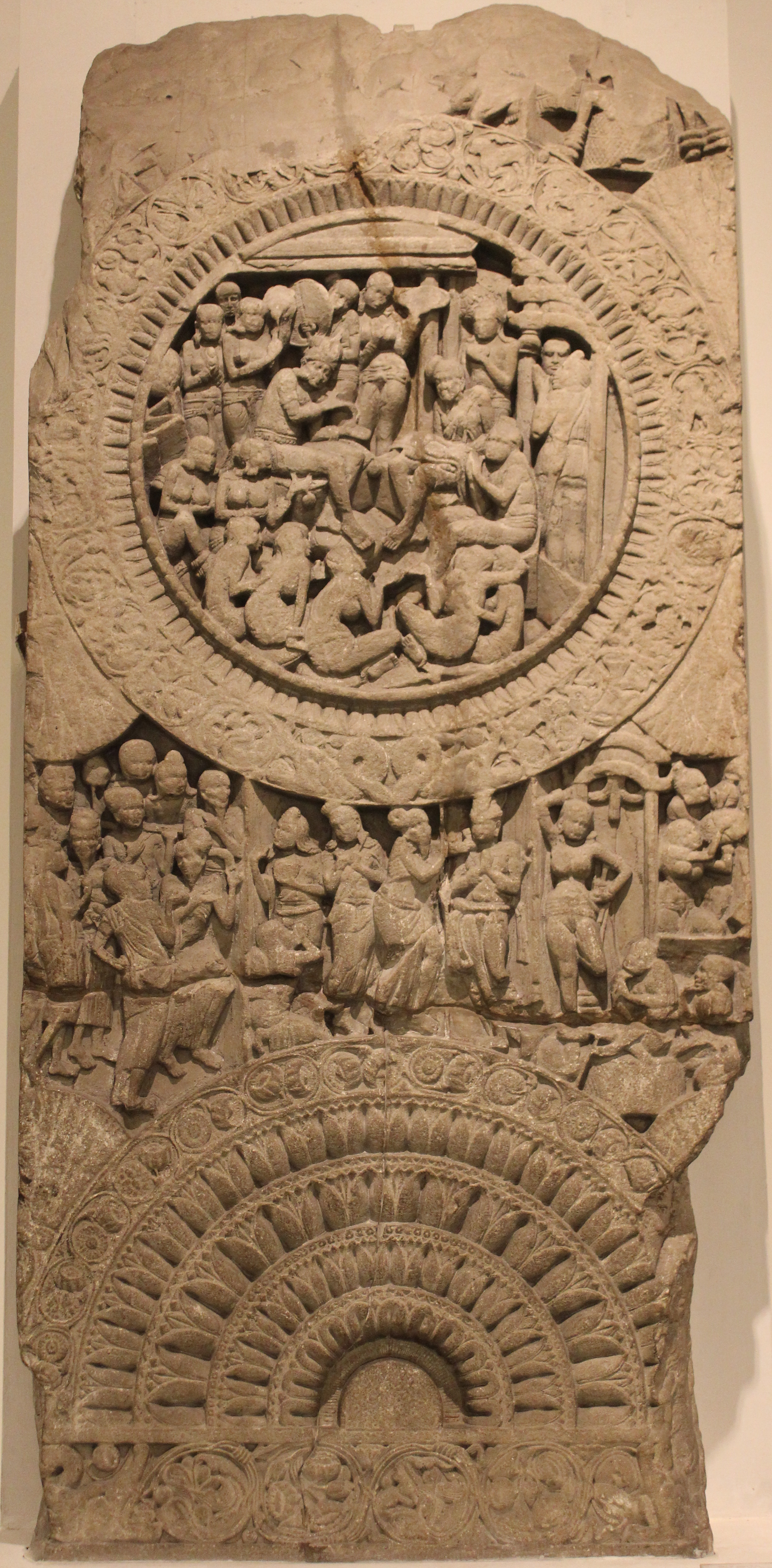
أسيتا تزور الملك سودودانا (فترة سطهانا).
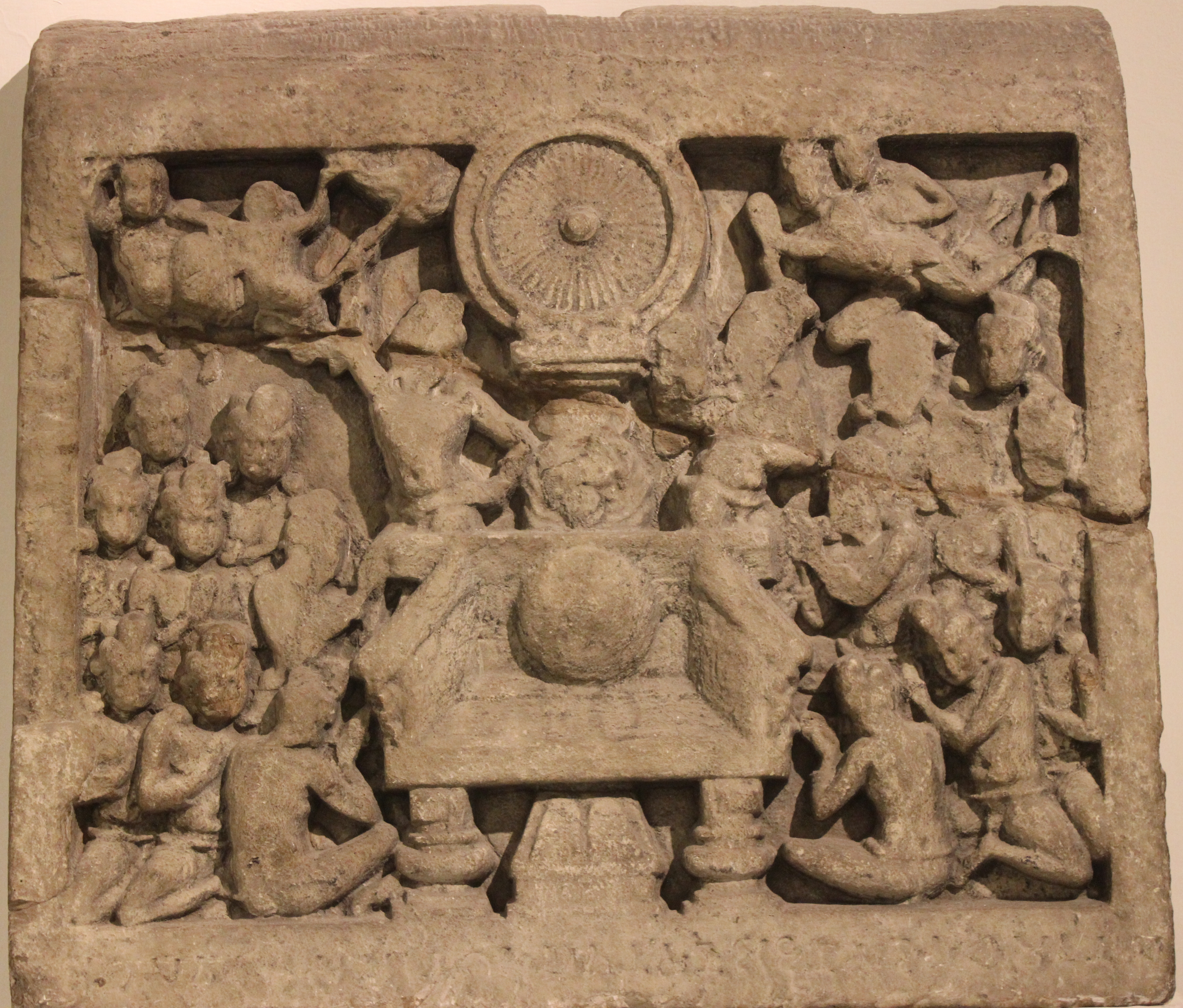
رموز بوذا المختلفة

### معرض كوشانا

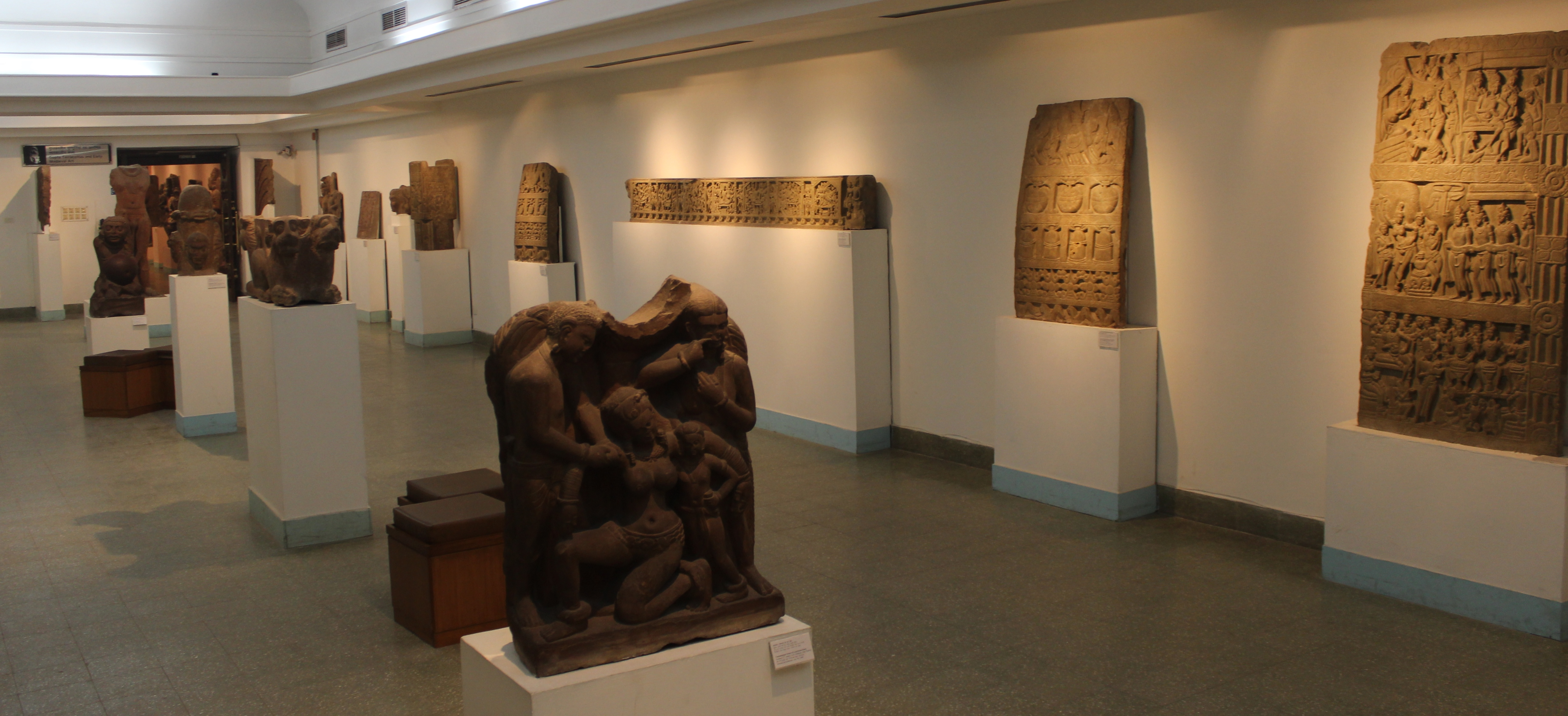
قطع أثرية في معرض كوشانا

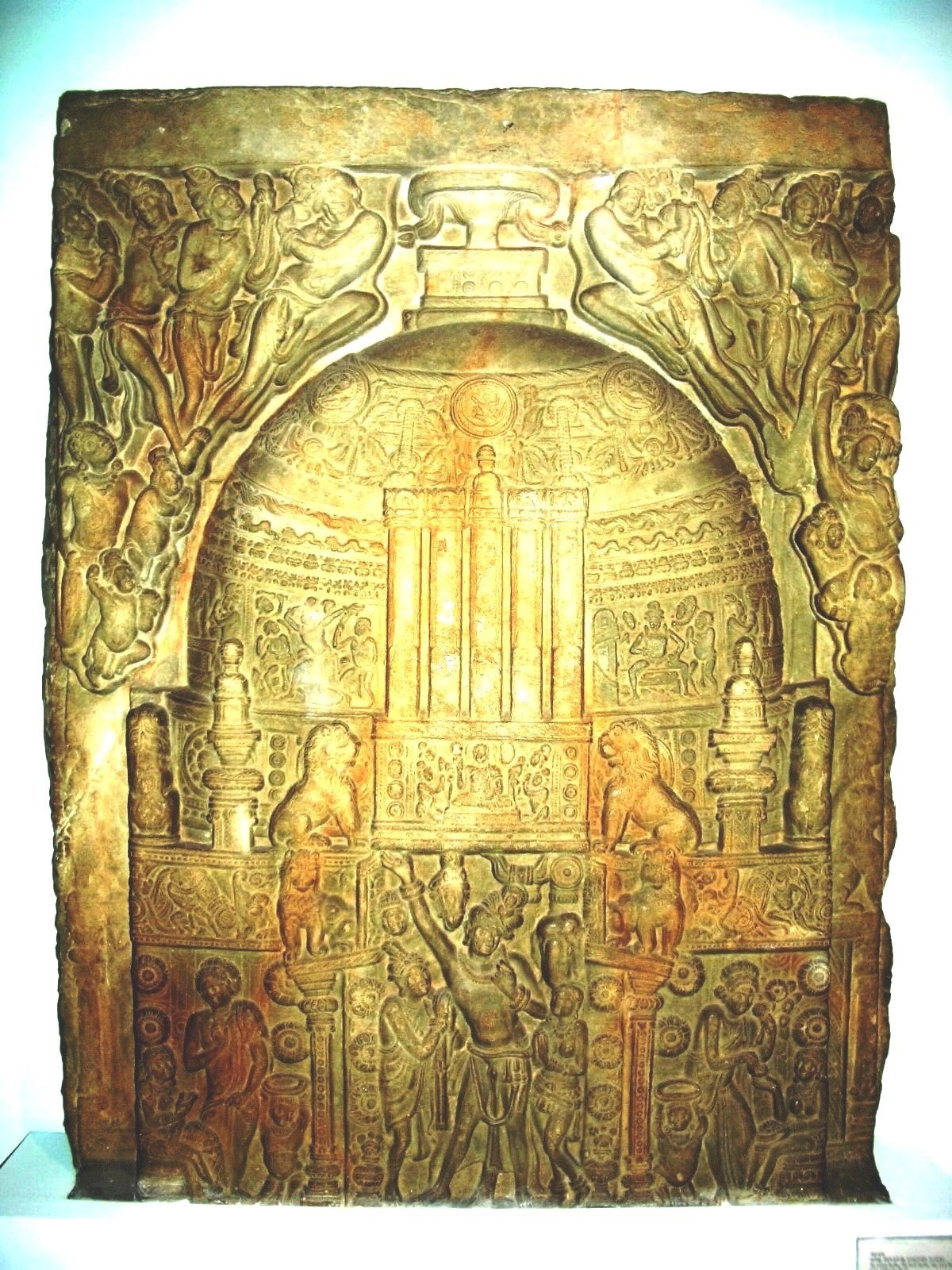
إغاثة أمارافاتي مها ستوبا في المتحف الوطني بنيودلهي في الهند في القرنين الأول والثاني الميلادي. 2004

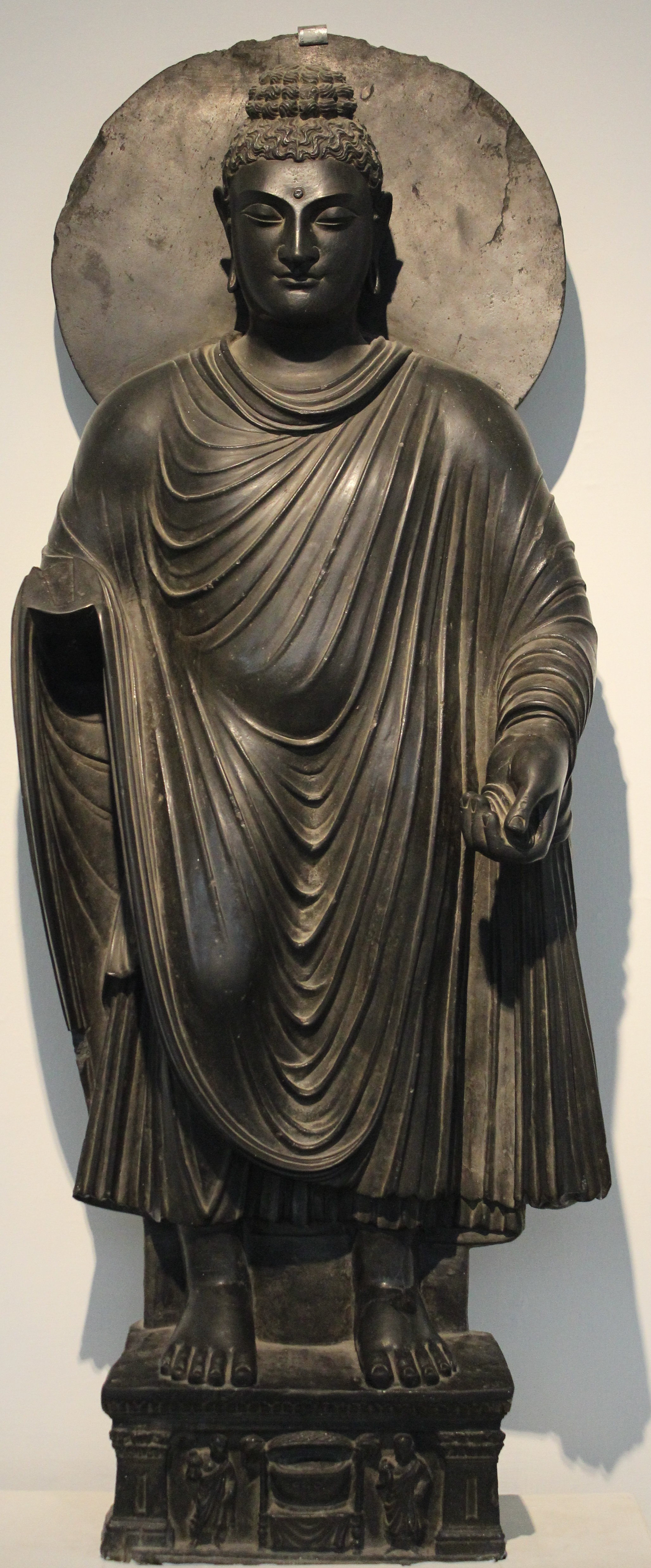
بوذا (شكل بشري)
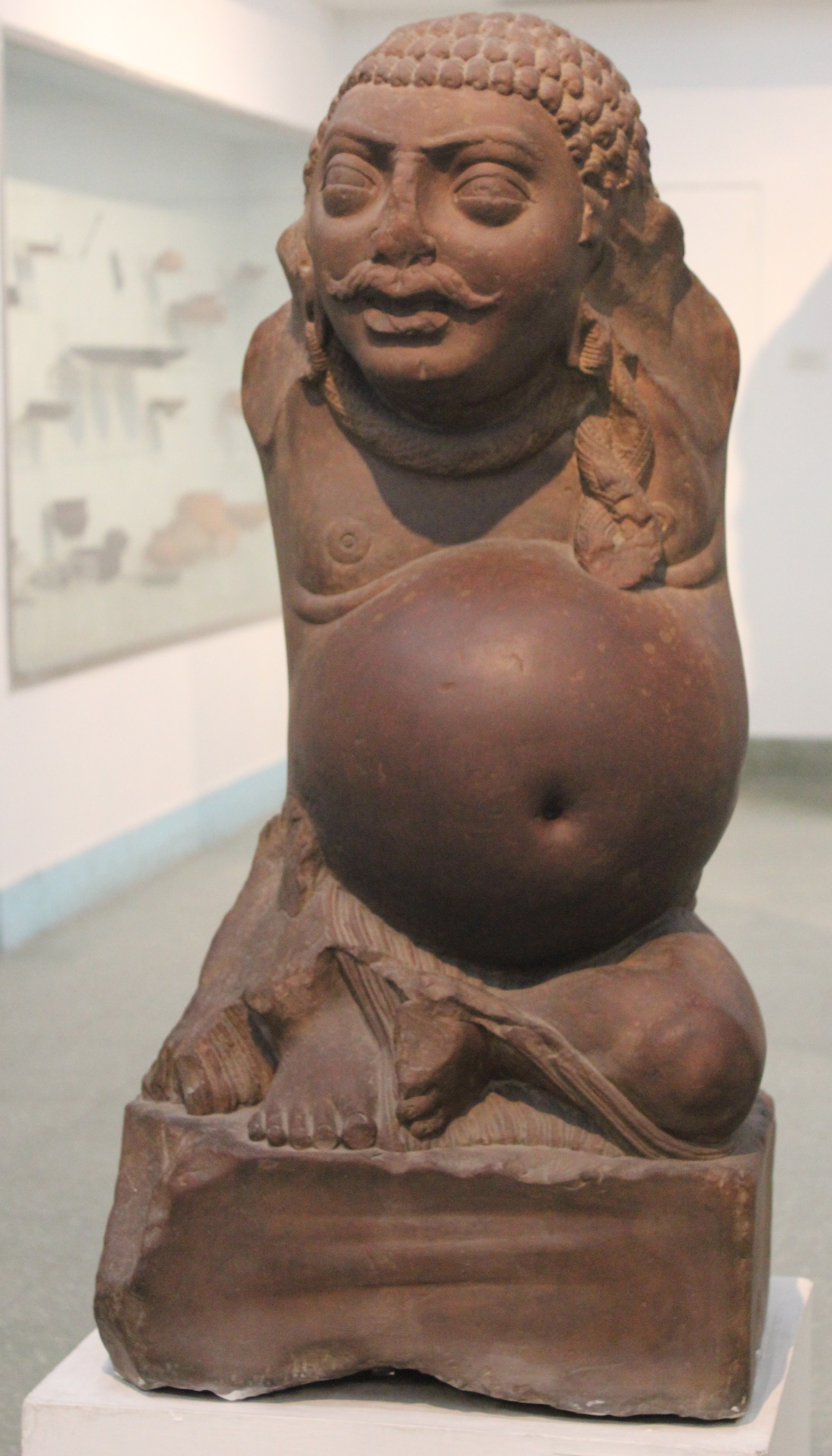
كوبر (إله الثروة)
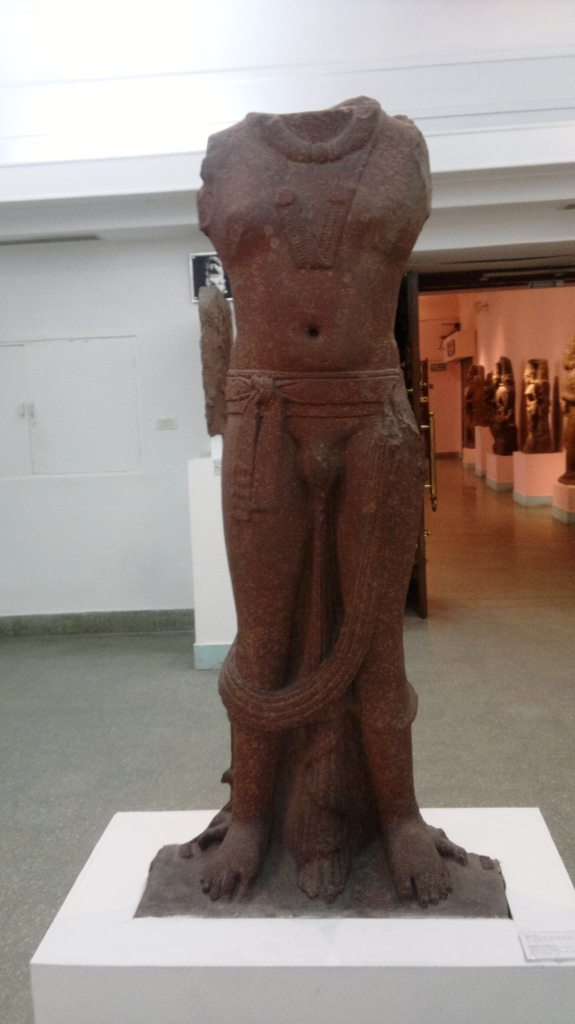
بوديساتفا
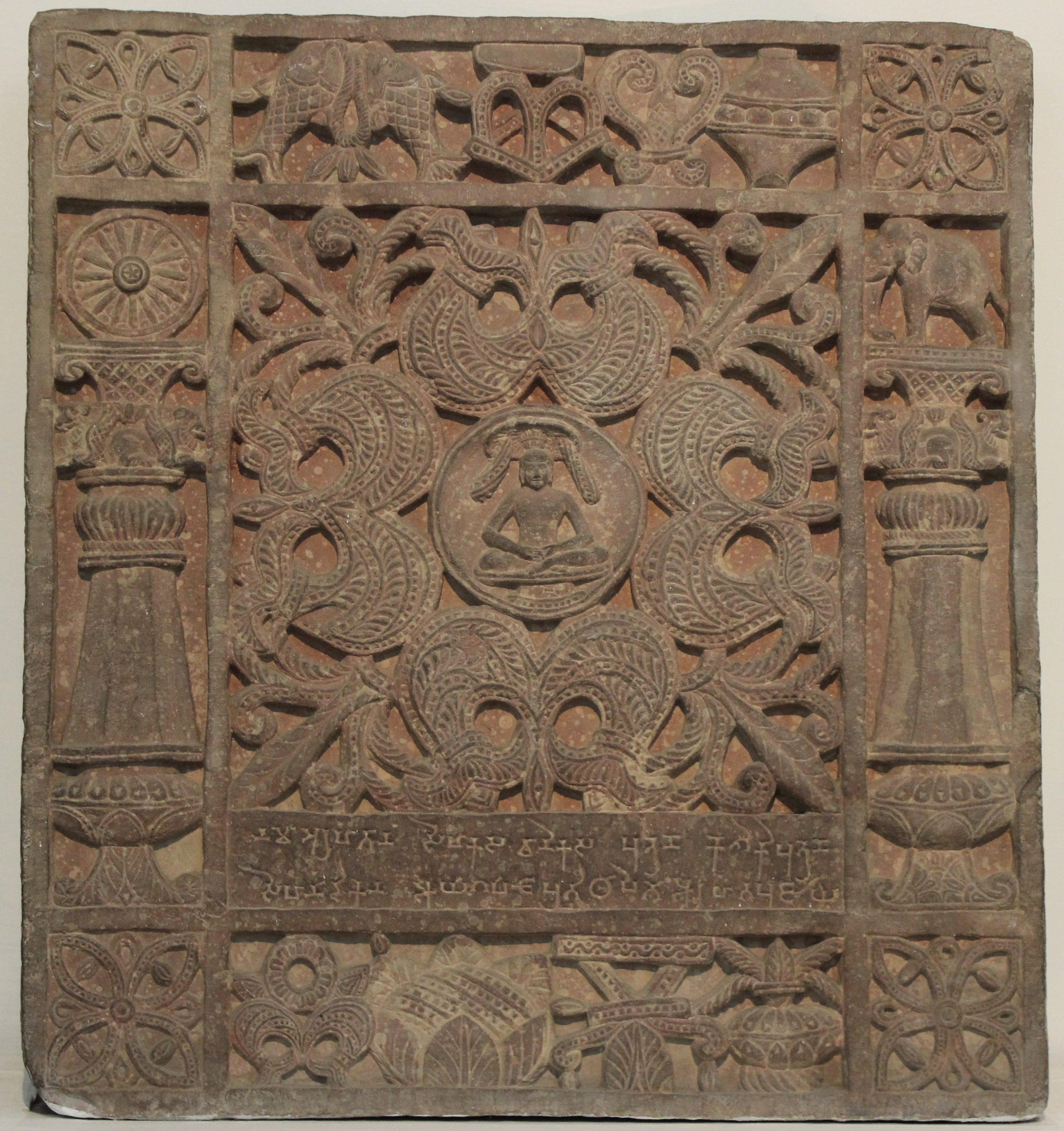
أياجاباتا، لوحة نذرية جاين.
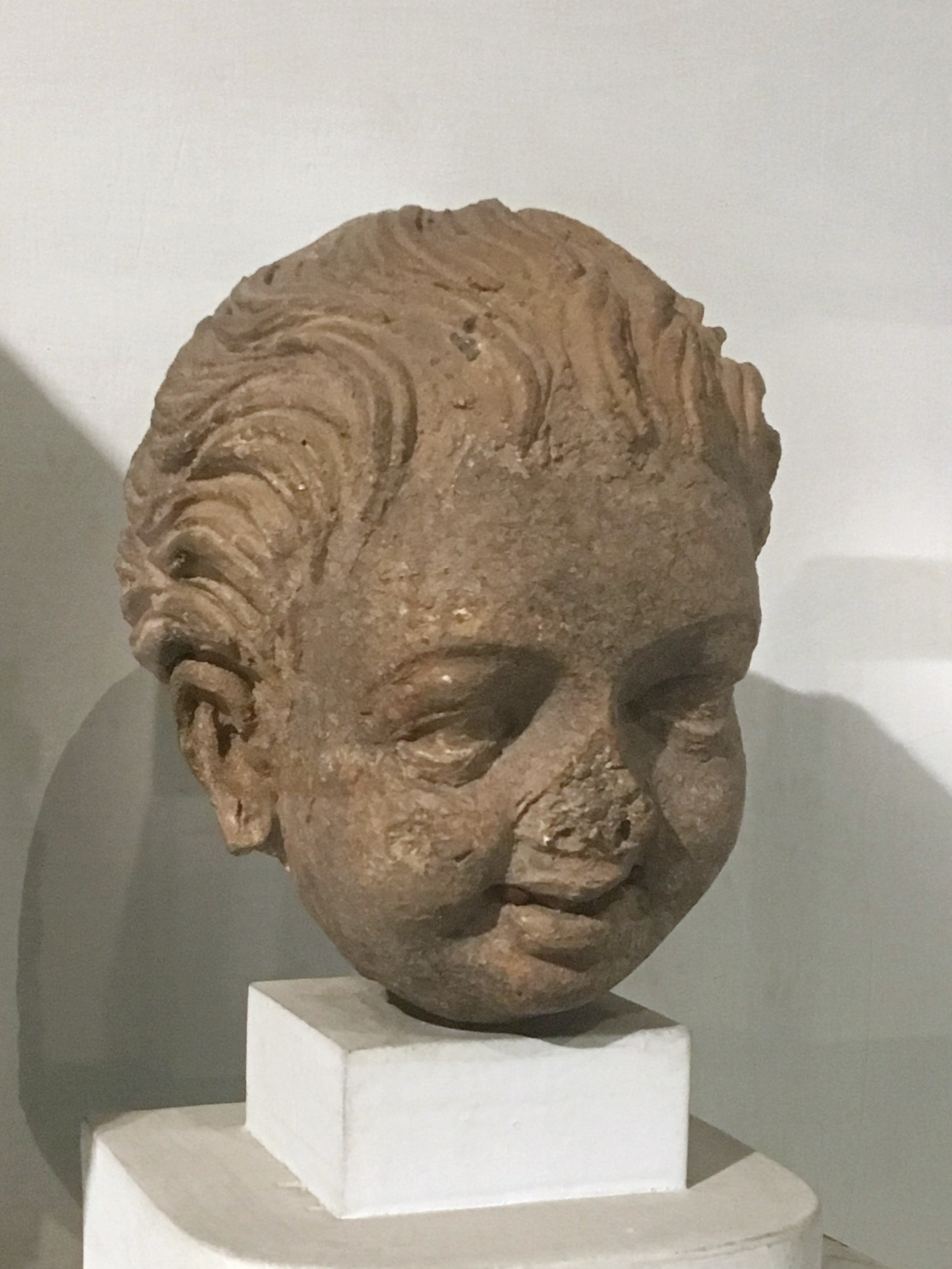
"صبي يضحك، تمثال من غندارا في القرنين الثاني والثالث الميلاديين.

### معرض جوبتا

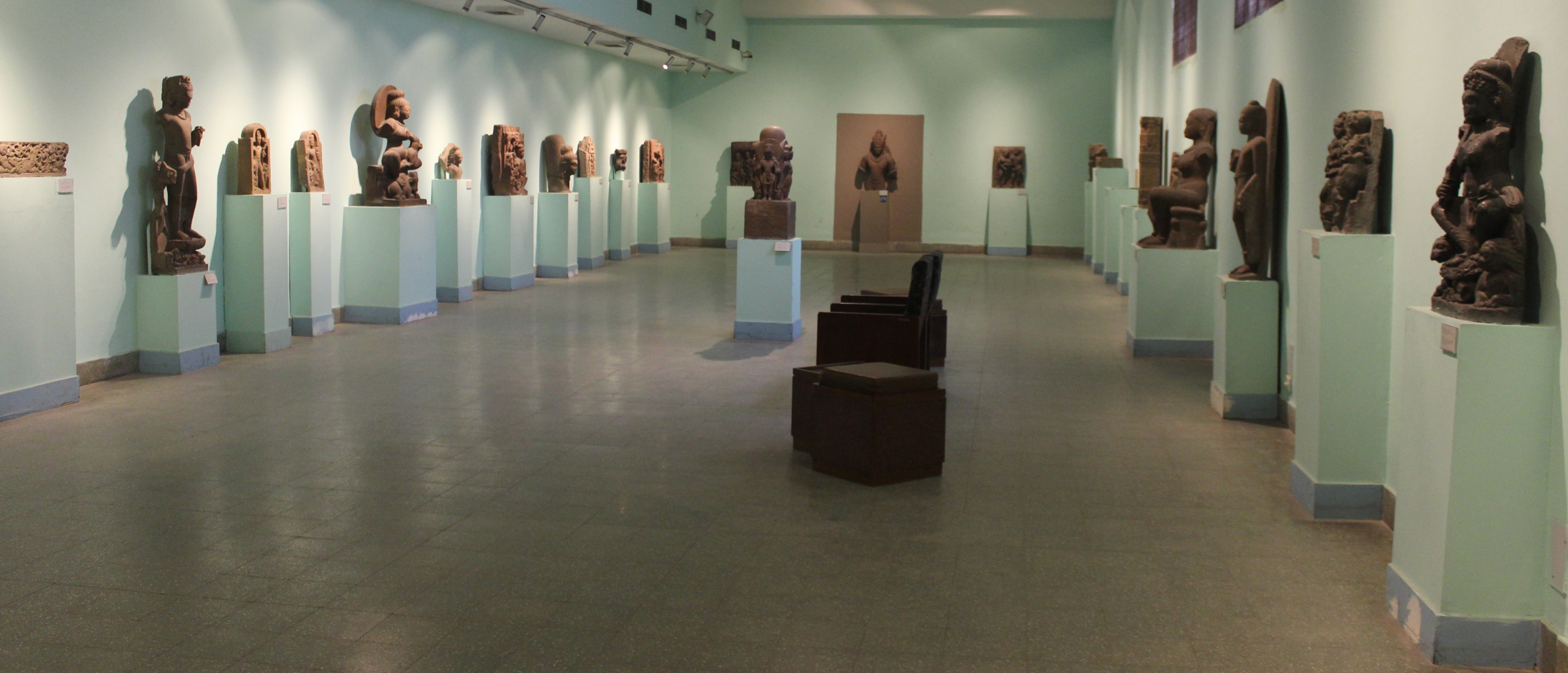
المصنوعات اليدوية في معرض جوبتا

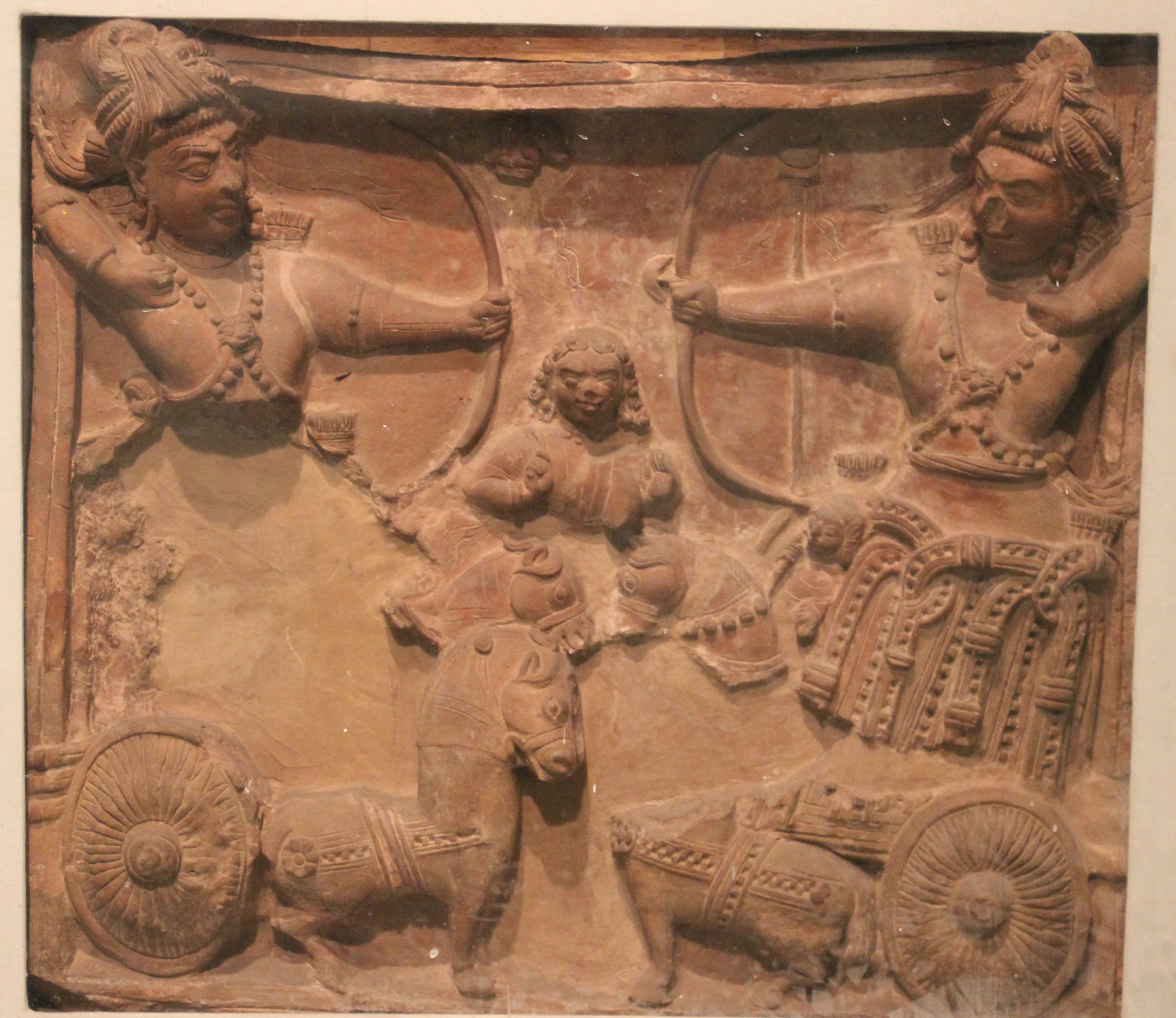
مشاهد من ماهابهاراتا
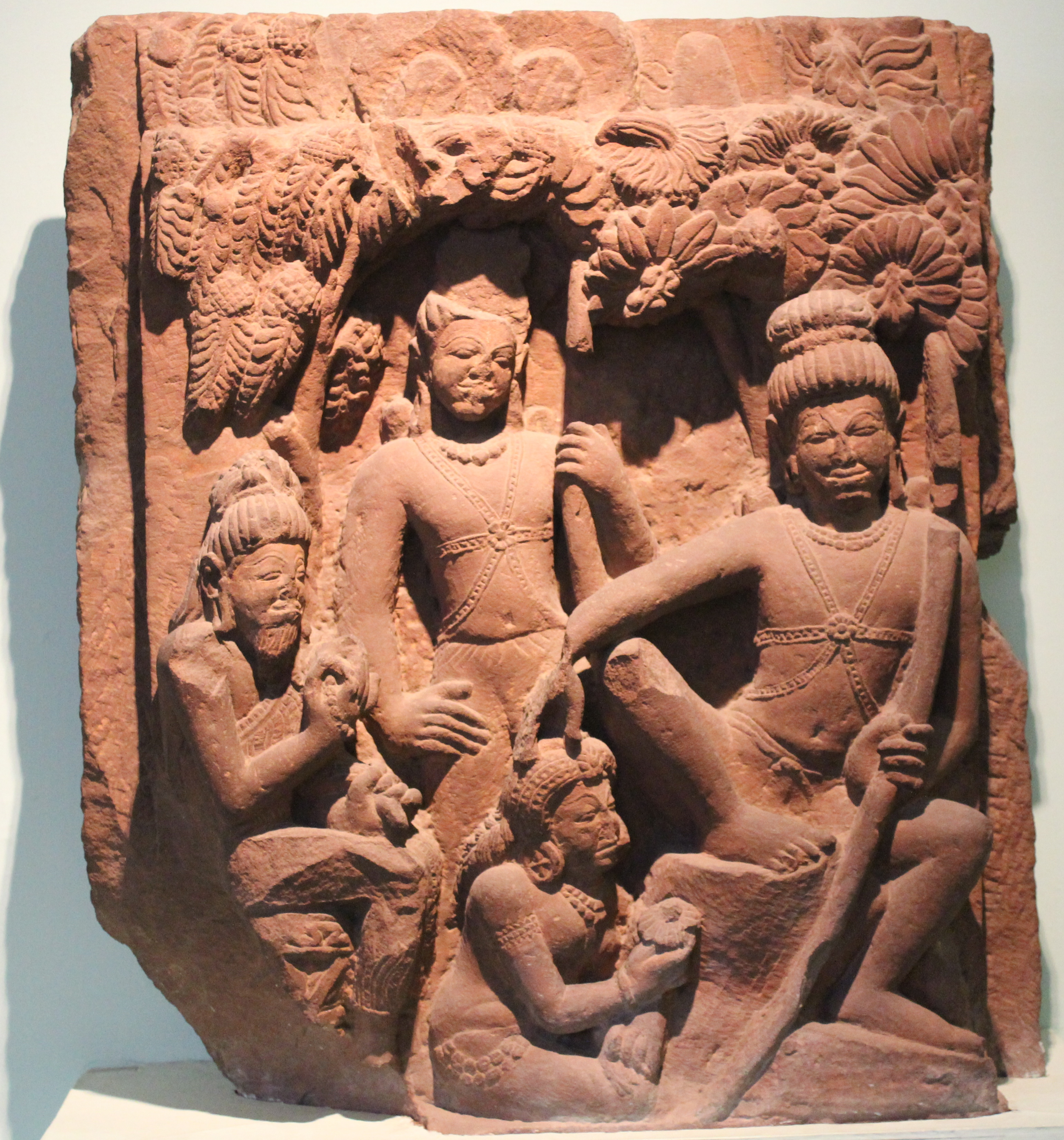
راما تخليص أهيليا (رامايانا)
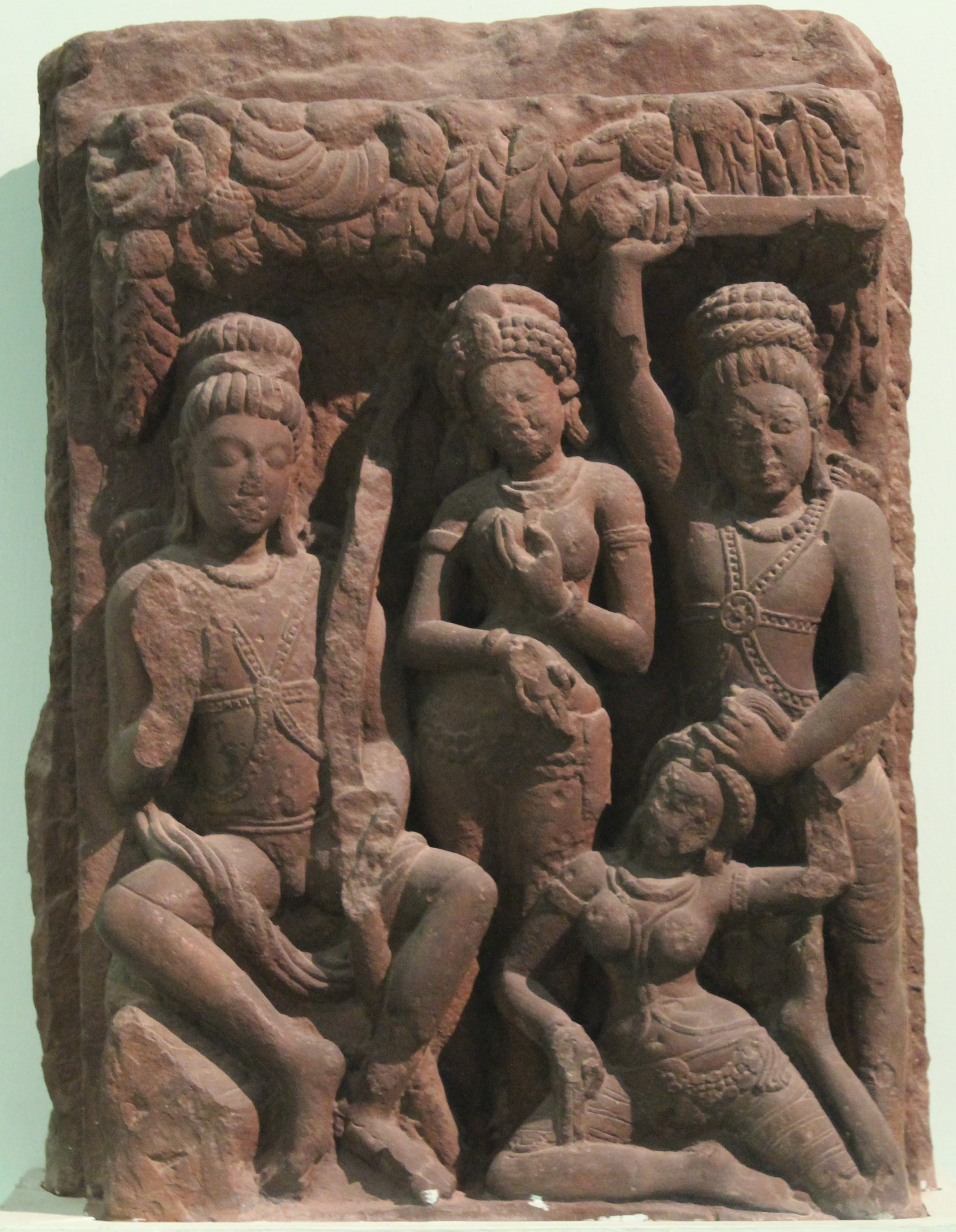
لاكسمان يقطع أنف سورباناخا (رامايانا)

### معرض فنون العصور الوسطى
تنقسم المنحوتات من العصور الوسطى إلى فئتين: المبكرة والمتأخرة. القطع الأثرية من الفترات المعنية مقسمة إلى معرضين.

#### المصنوعات اليدوية في العصور الوسطى المبكرة

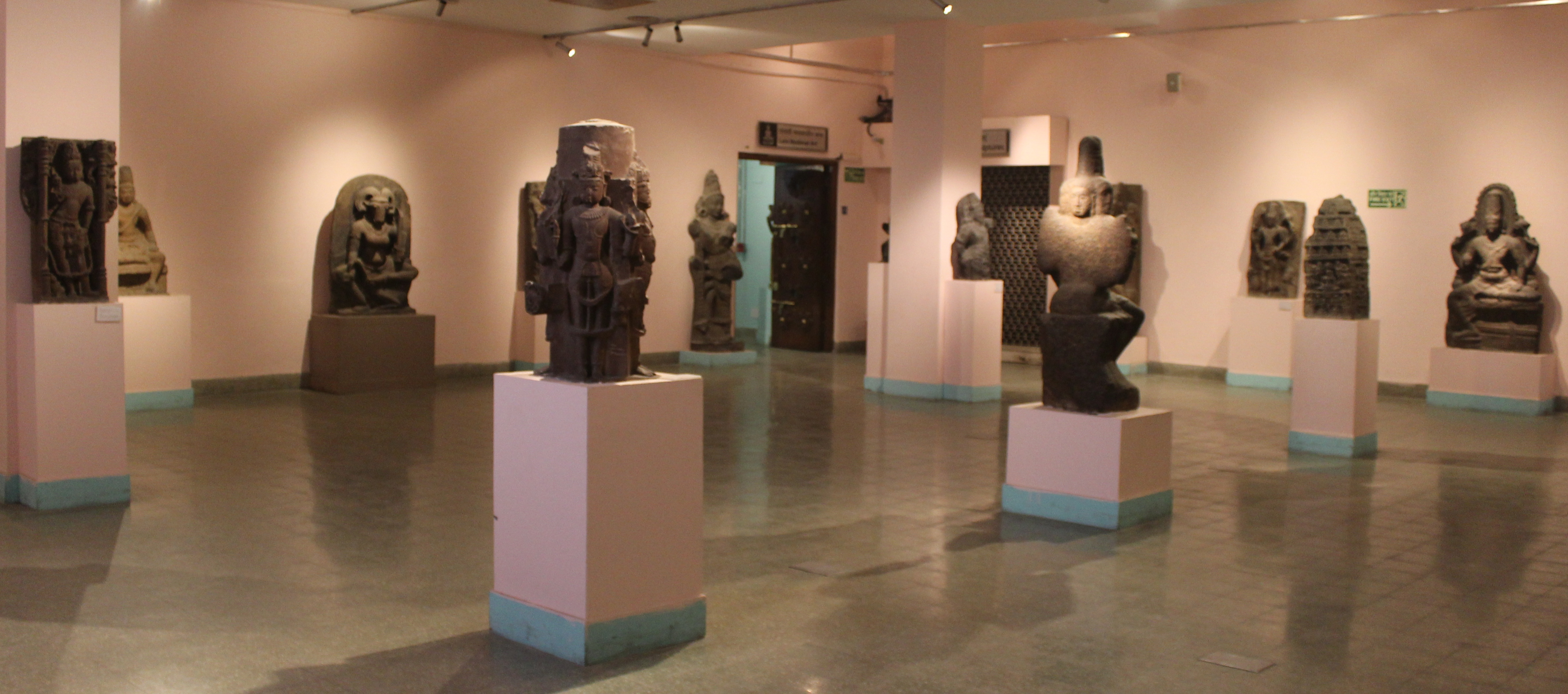
المصنوعات اليدوية في العصور الوسطى المبكرة

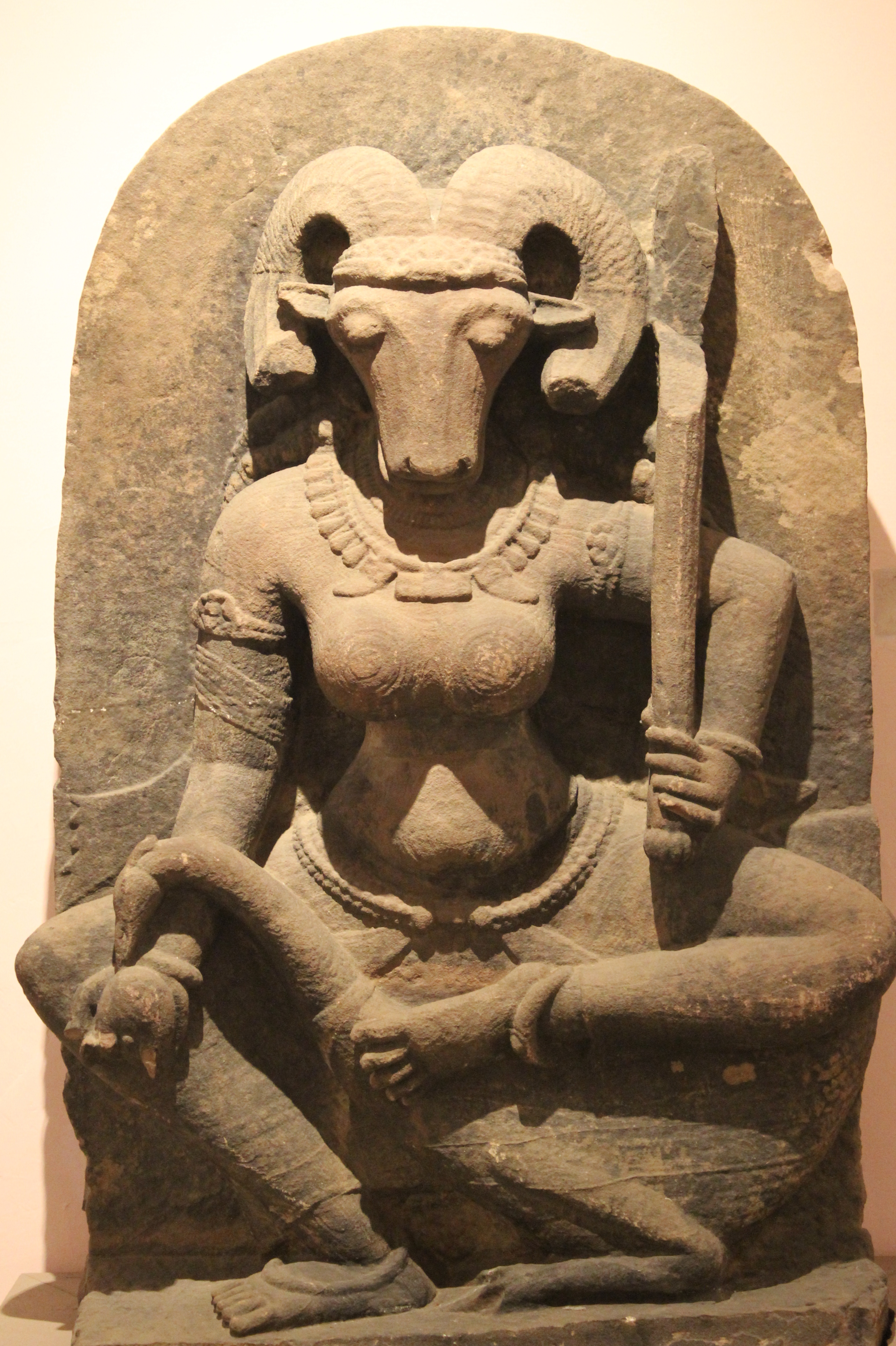
يوجيني (إلهة الأم)
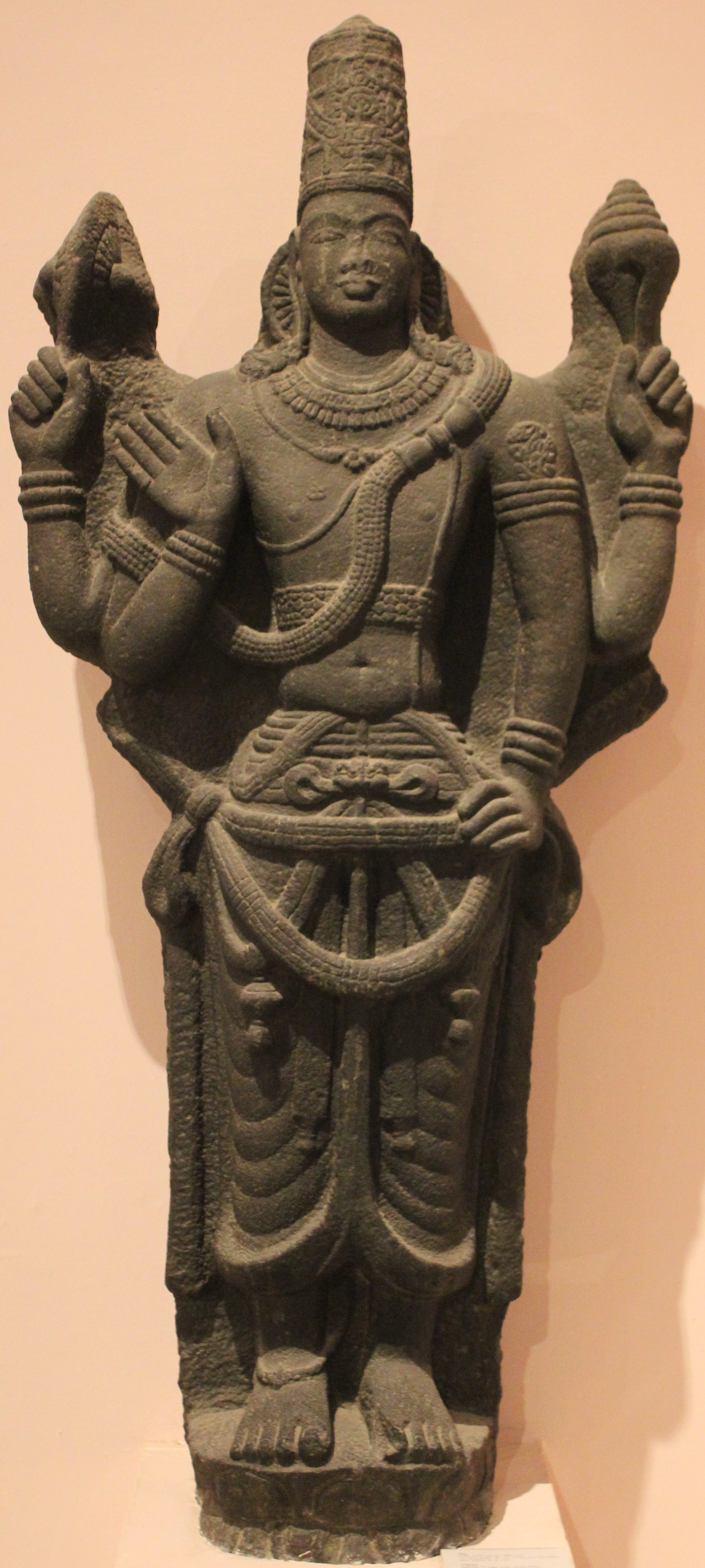
فيشنو (سلالة بالافا)

#### المصنوعات اليدوية المتأخرة في العصور الوسطى

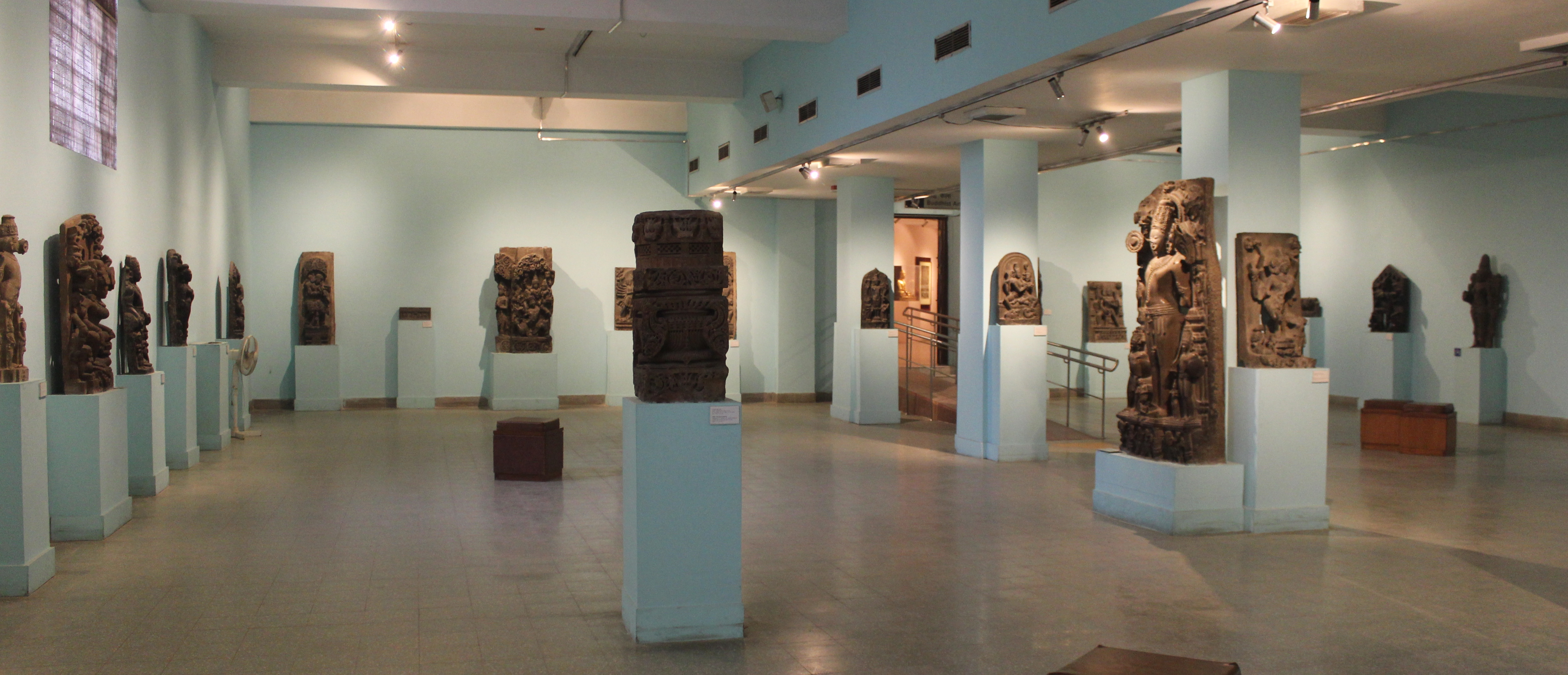
المصنوعات اليدوية المتأخرة في العصور الوسطى

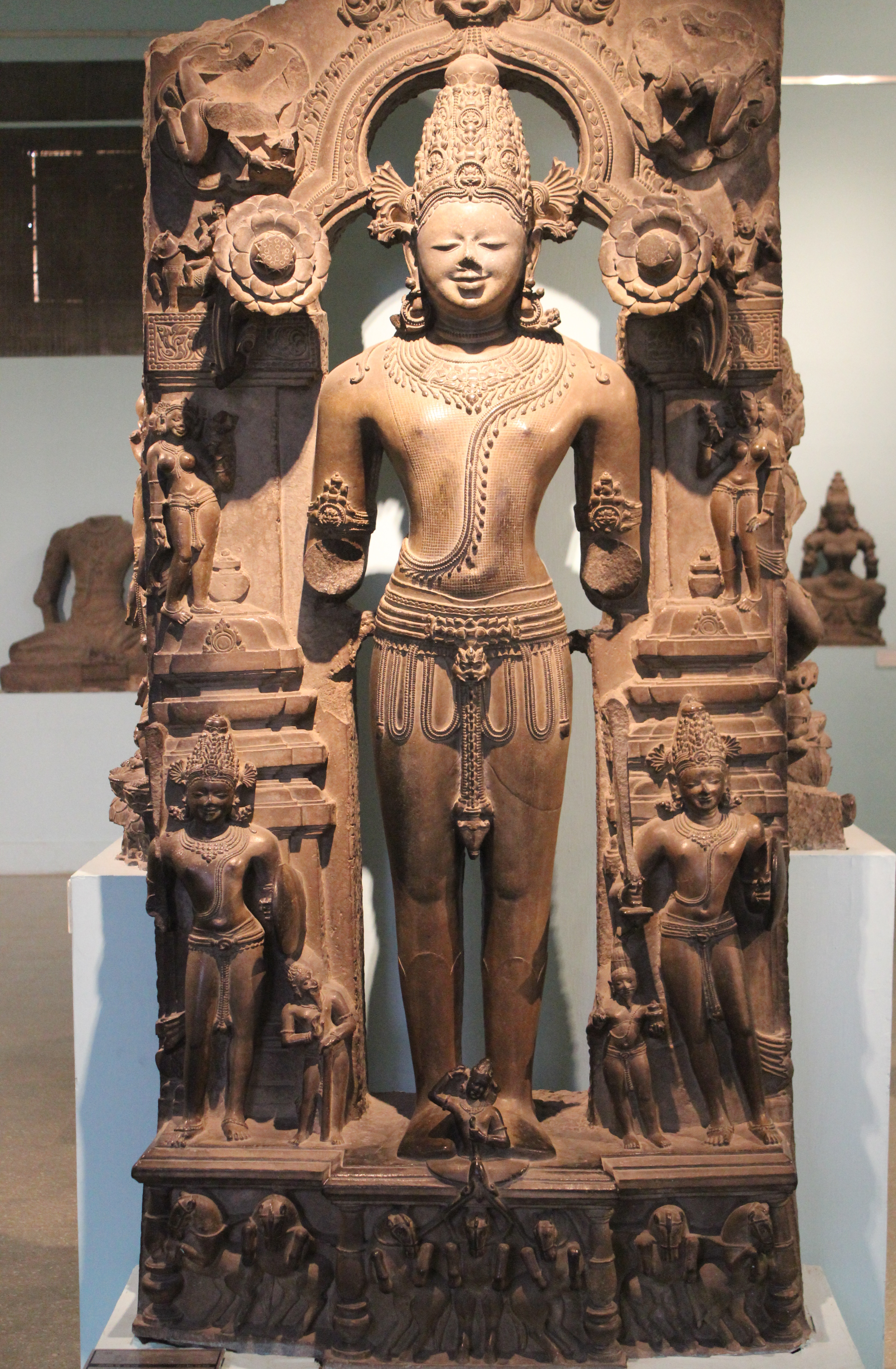
سوريا (من معبد الشمس في كوناراك )
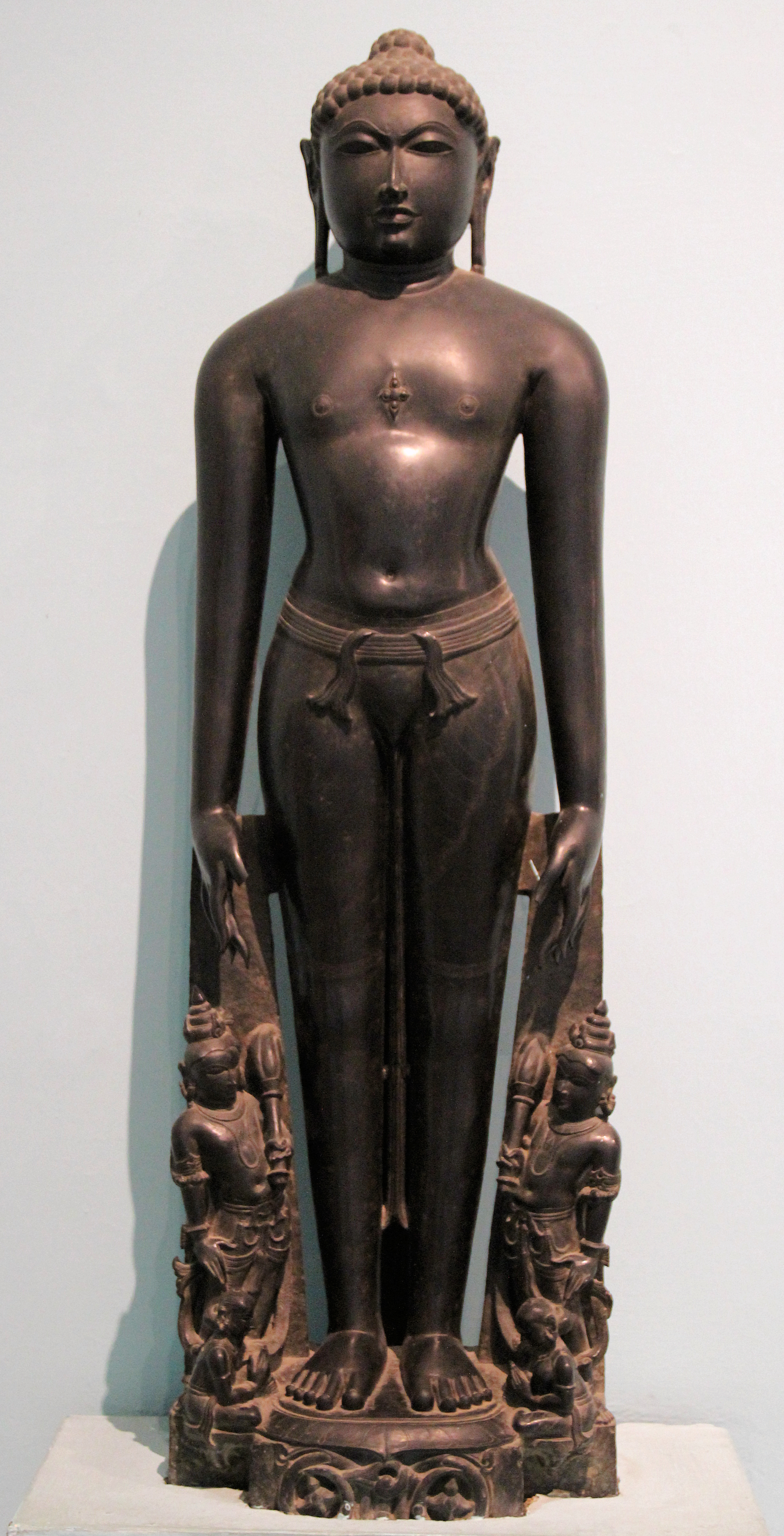
نيميناثا (الحاكم الثاني والعشرين في التيرثنقار) في القرن الحادي عشر
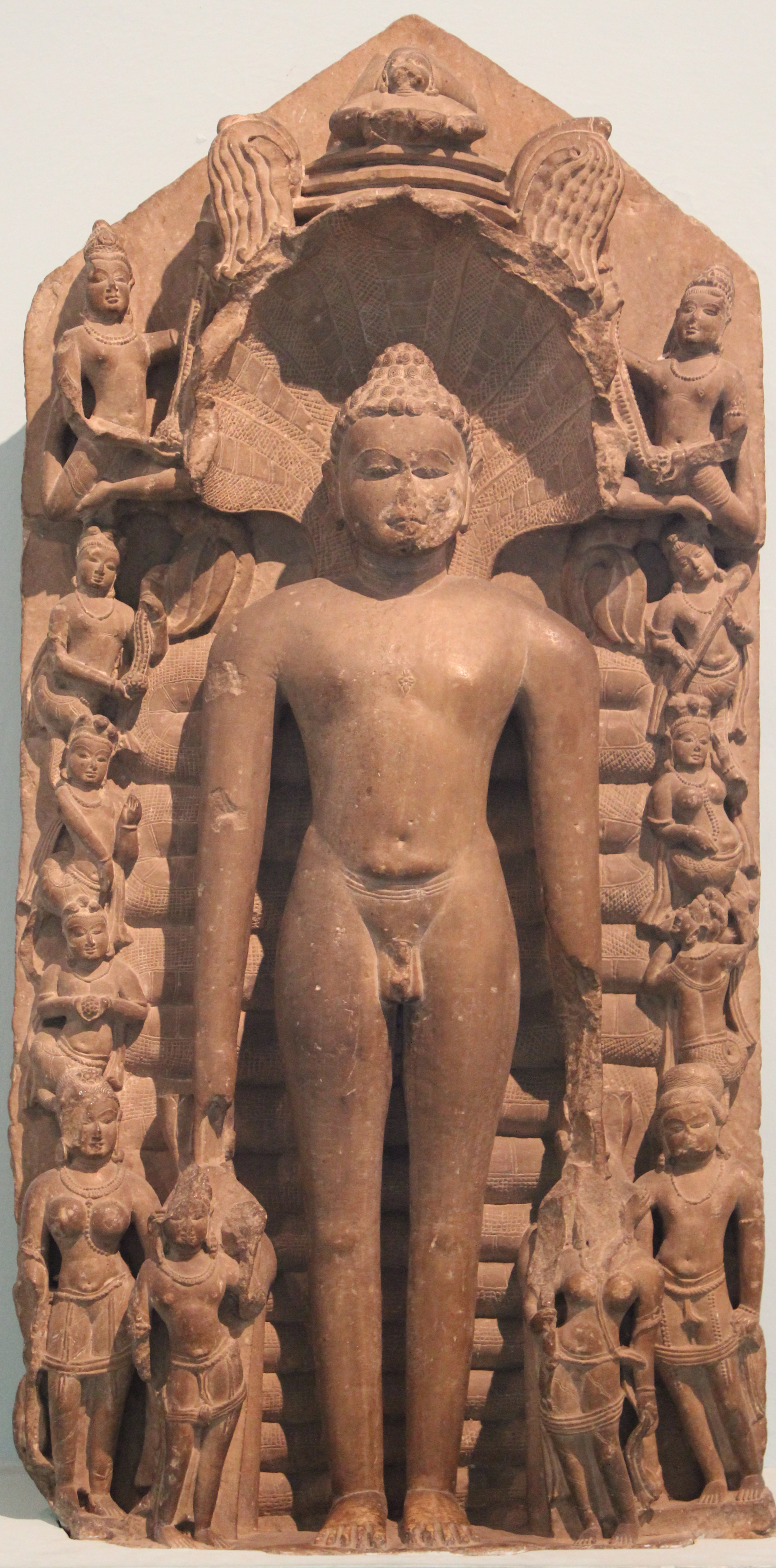
بارسافانزا، القرن العاشر.
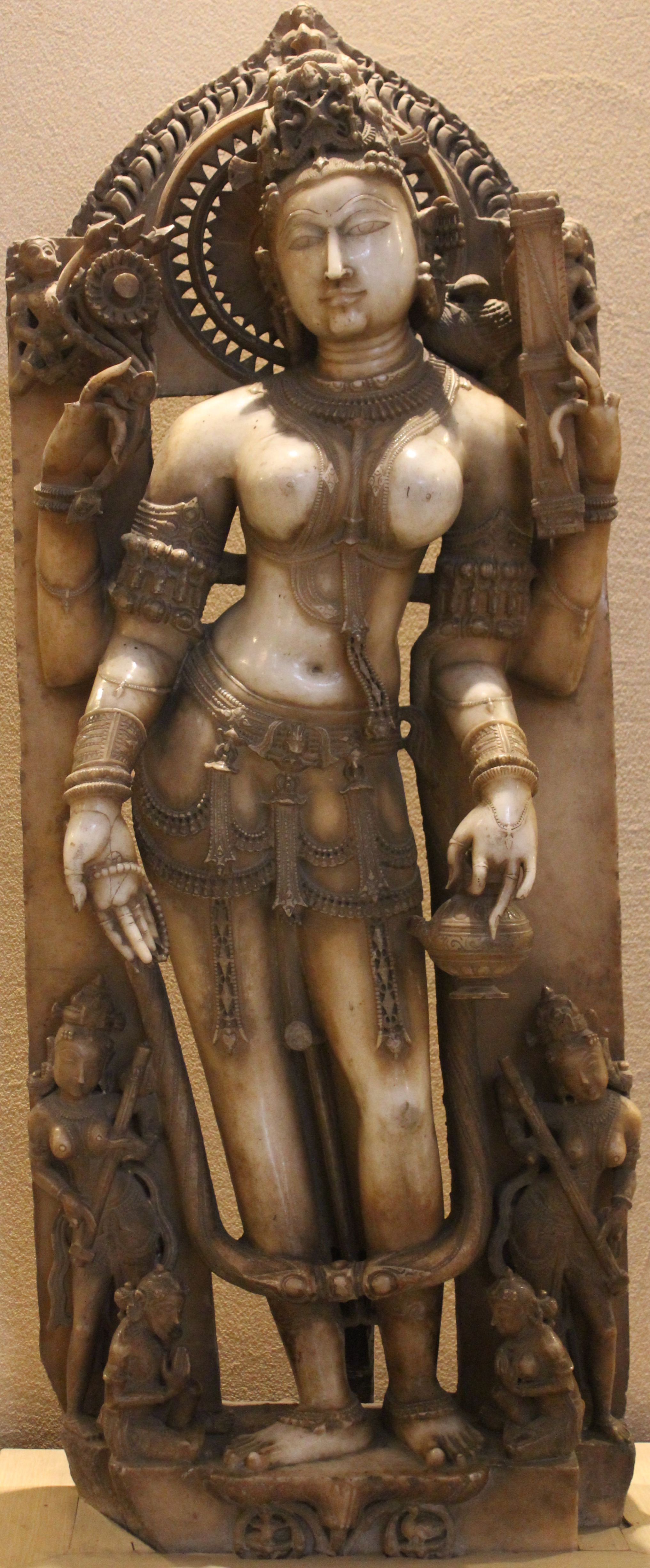
ساراسواتي (سلالة تشوهان)
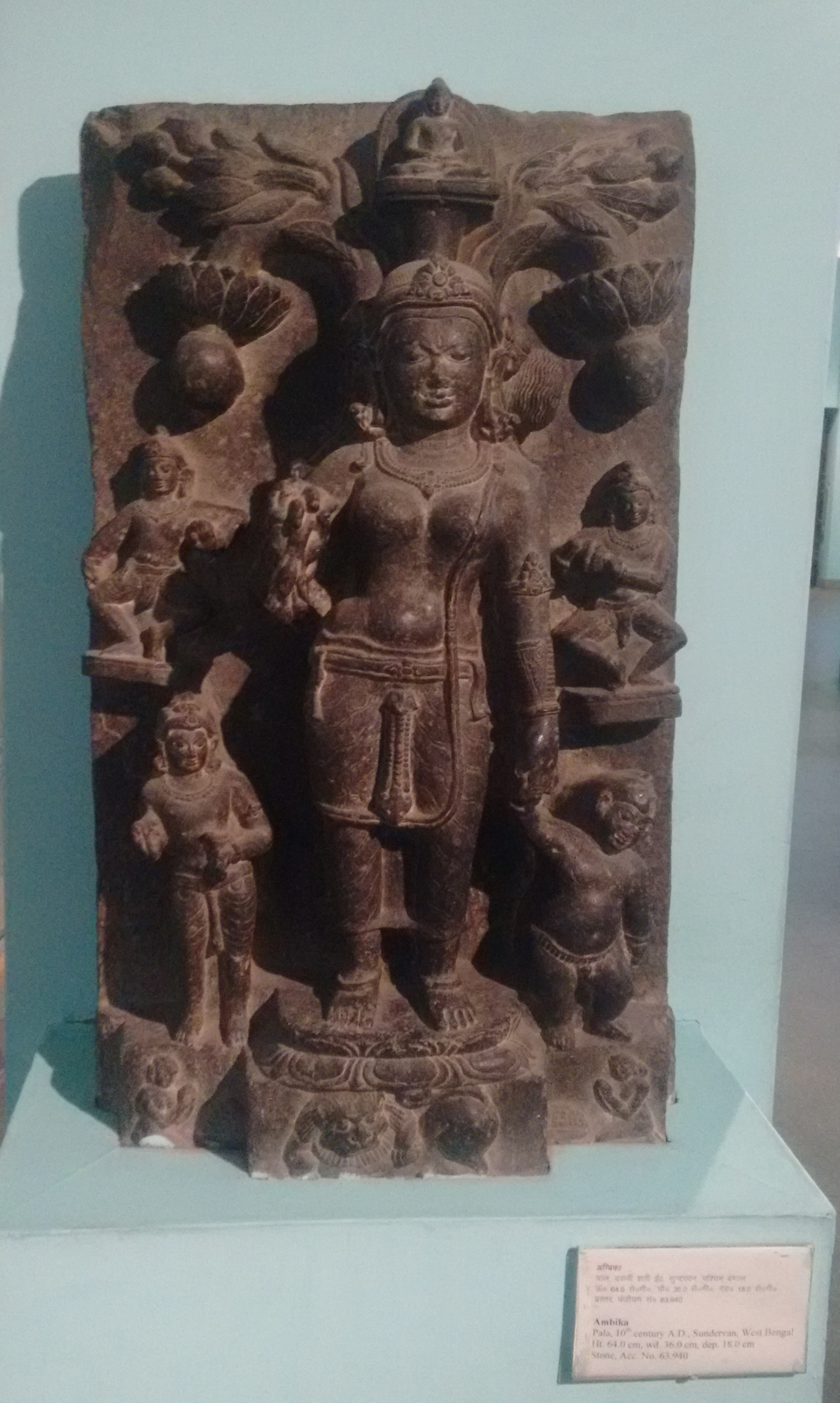
آلهة أمبيكا، القرن العاشر
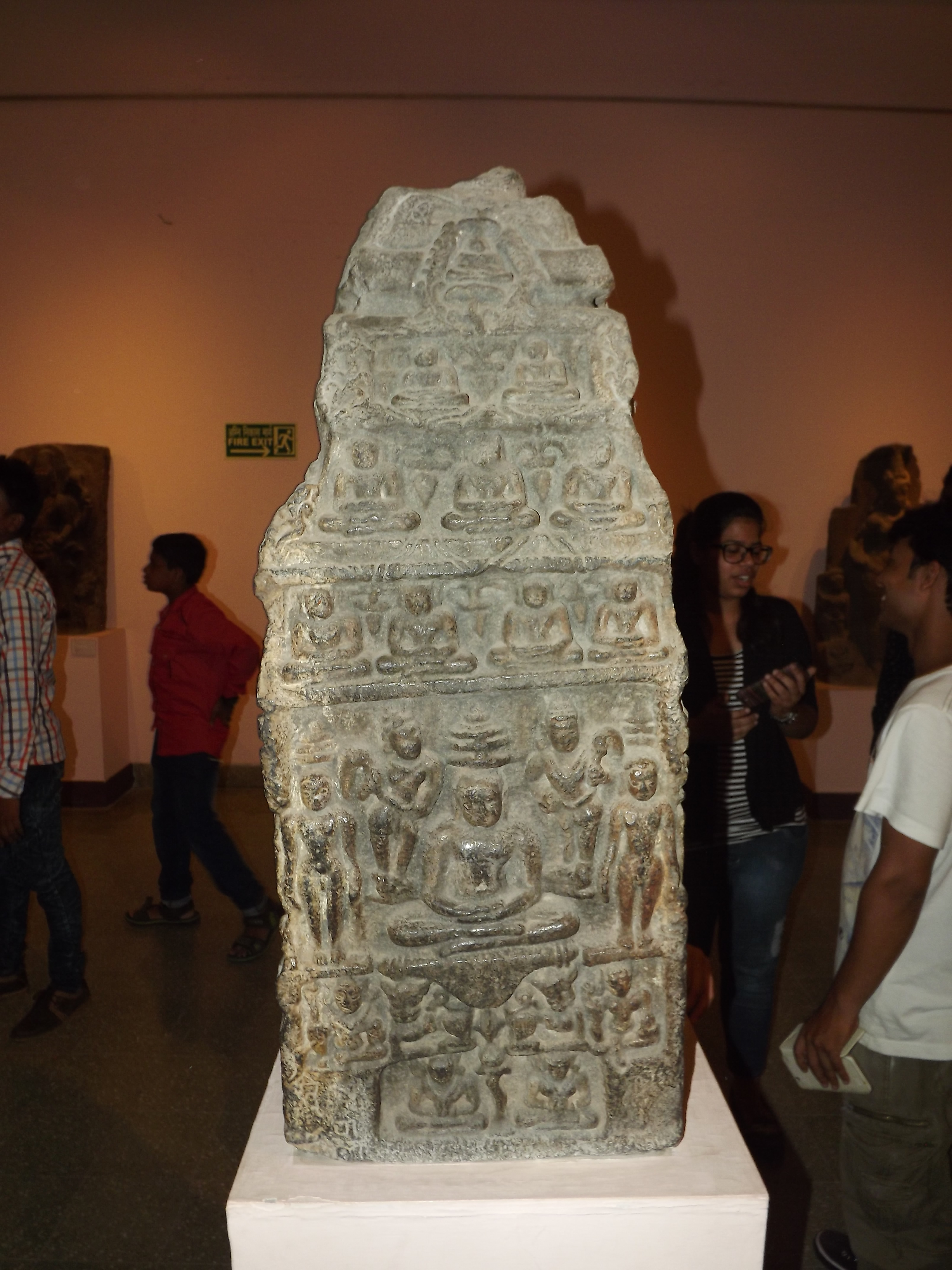
منحوتة جاين شوموخا، القرن الثاني عشر
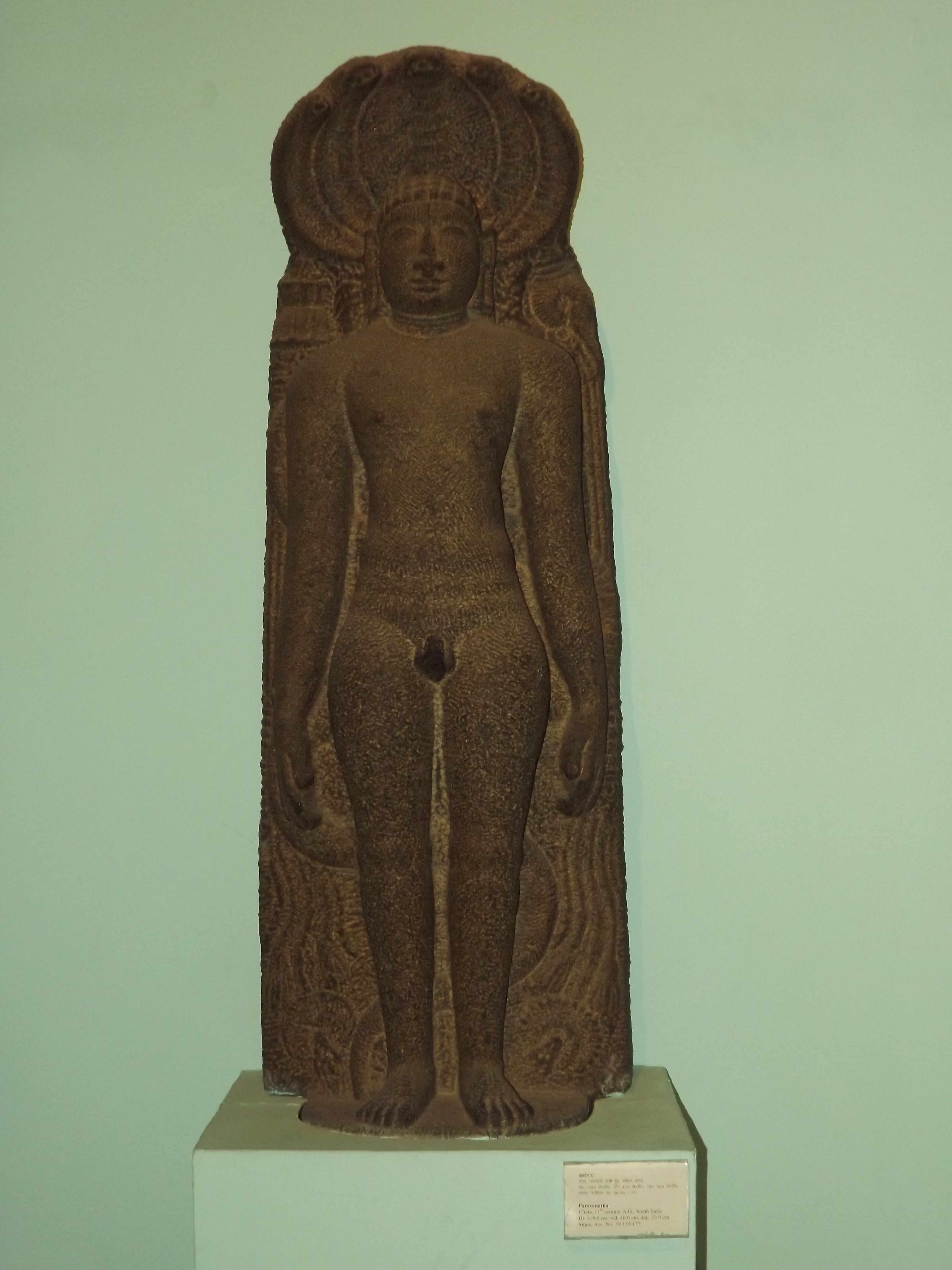
بارسفاناتا، سلالة تشولا، القرن الحادي عشر.

### معرض الفنون الزخرفية

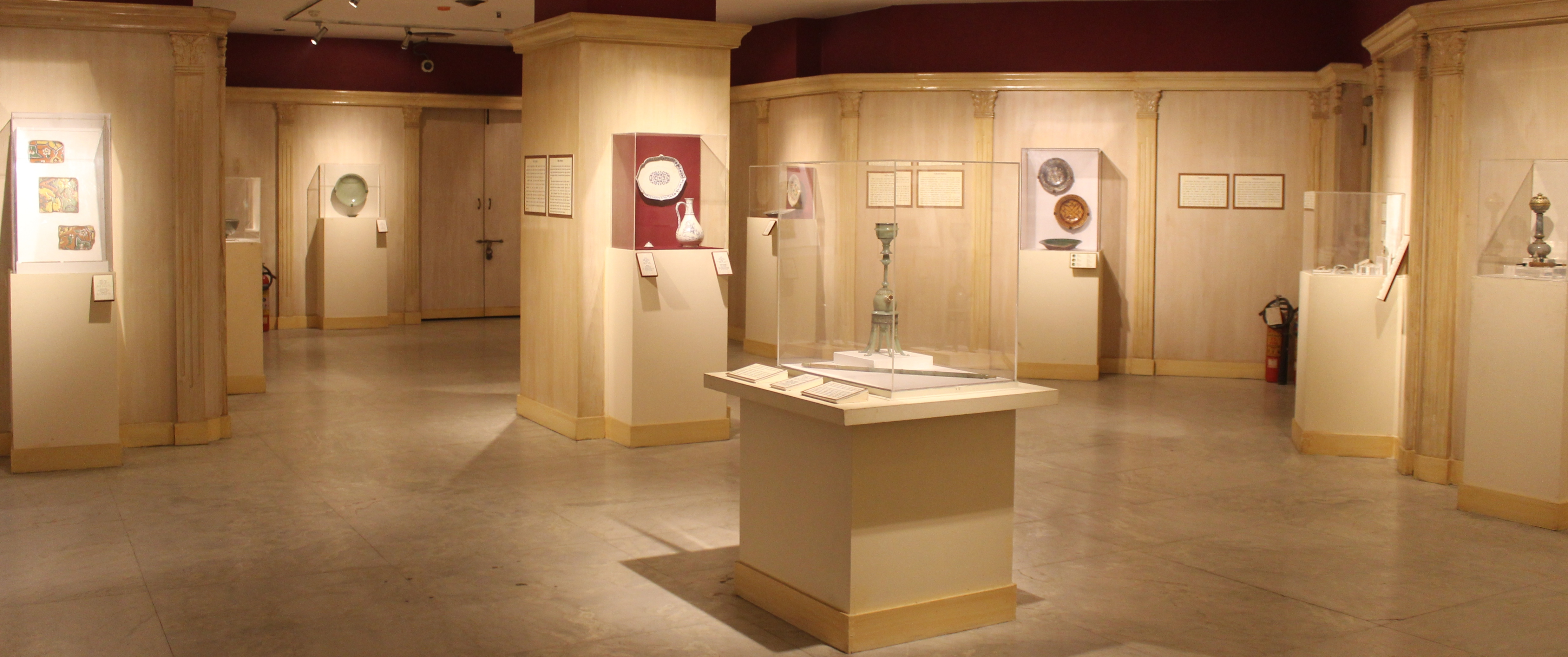
معرض الفنون الزخرفية 1.

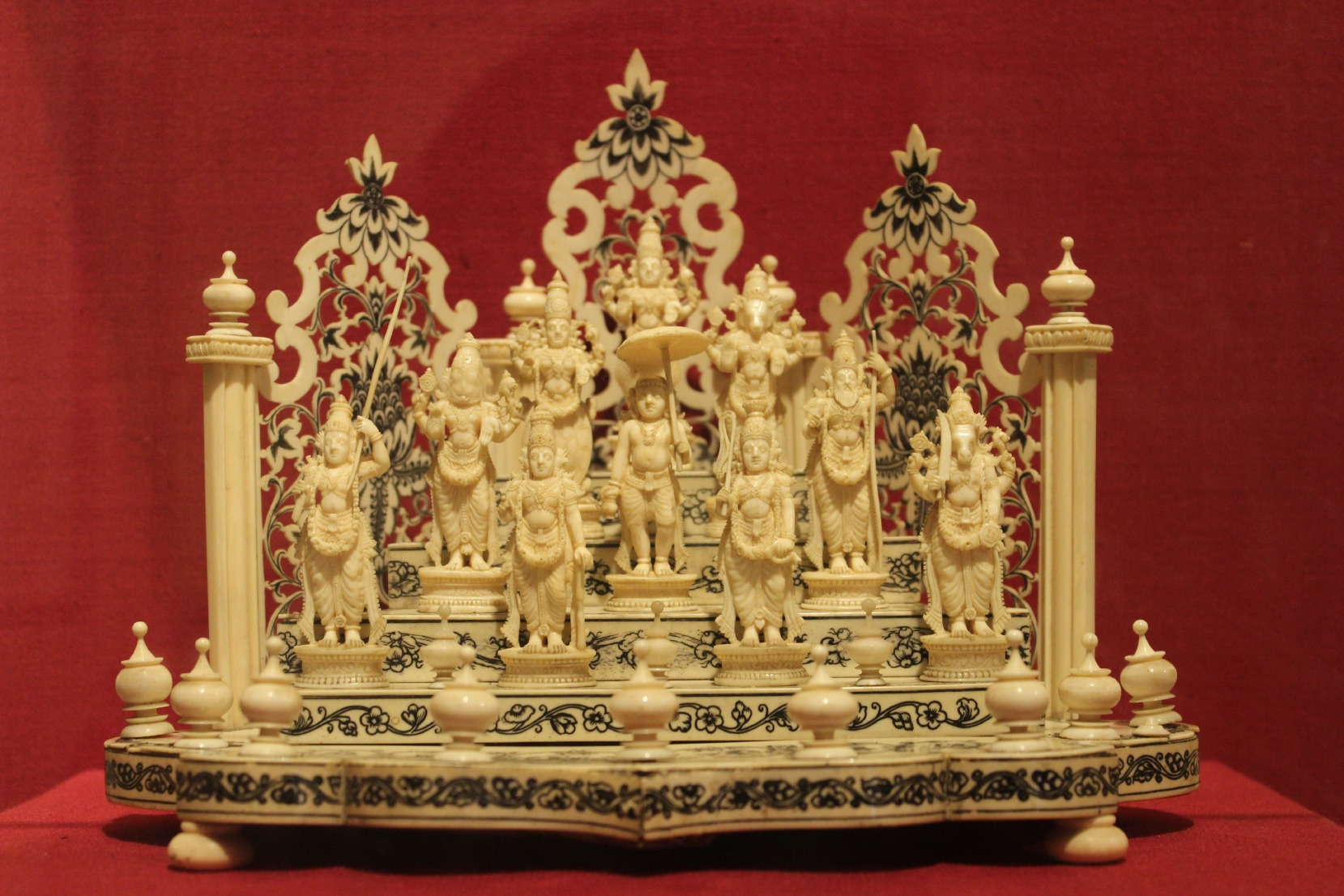
ضريح داشافاتارمنحوت من العاج.
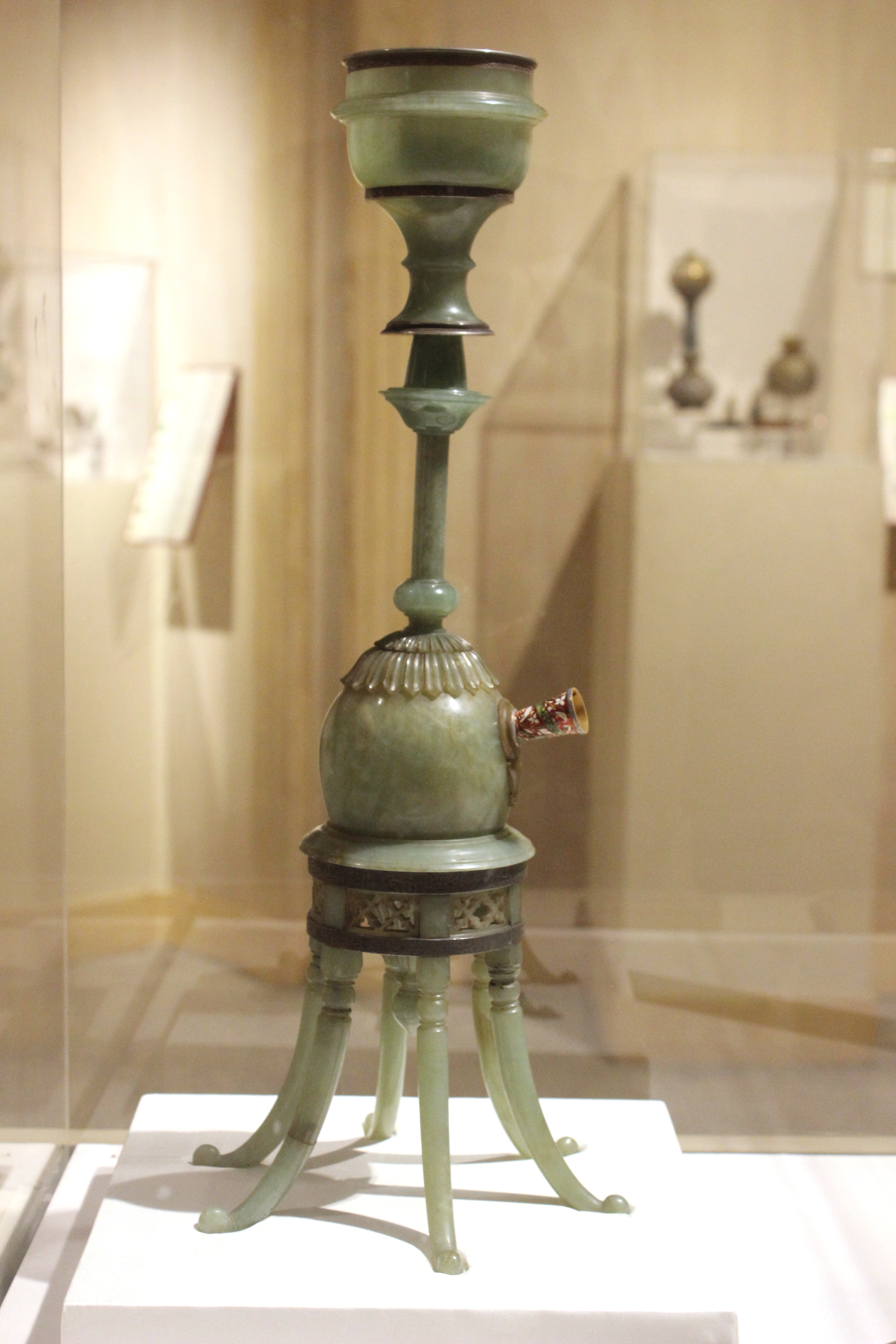
شيشة اليشم من جهانجير .
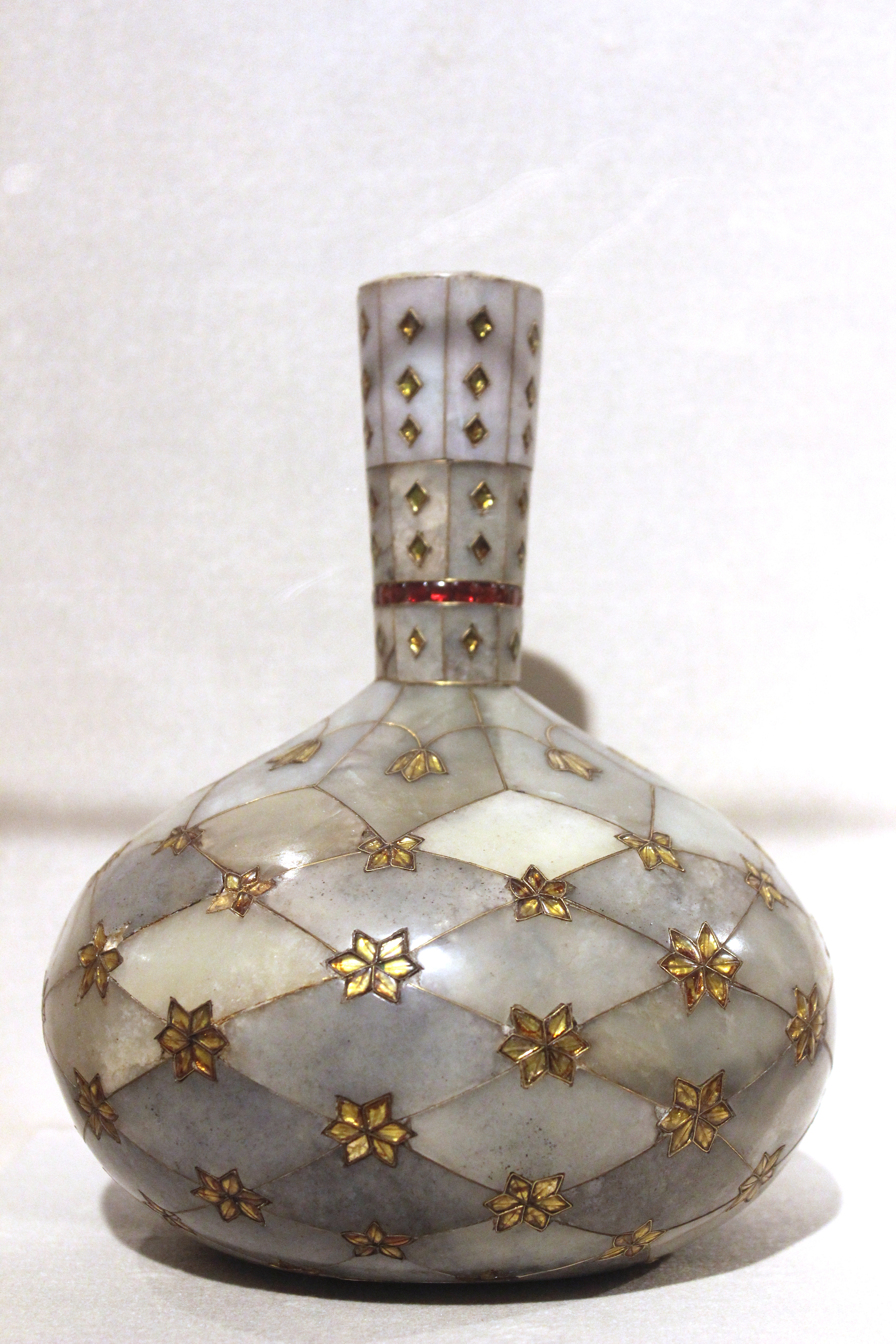
قارورة من العصر المغولي
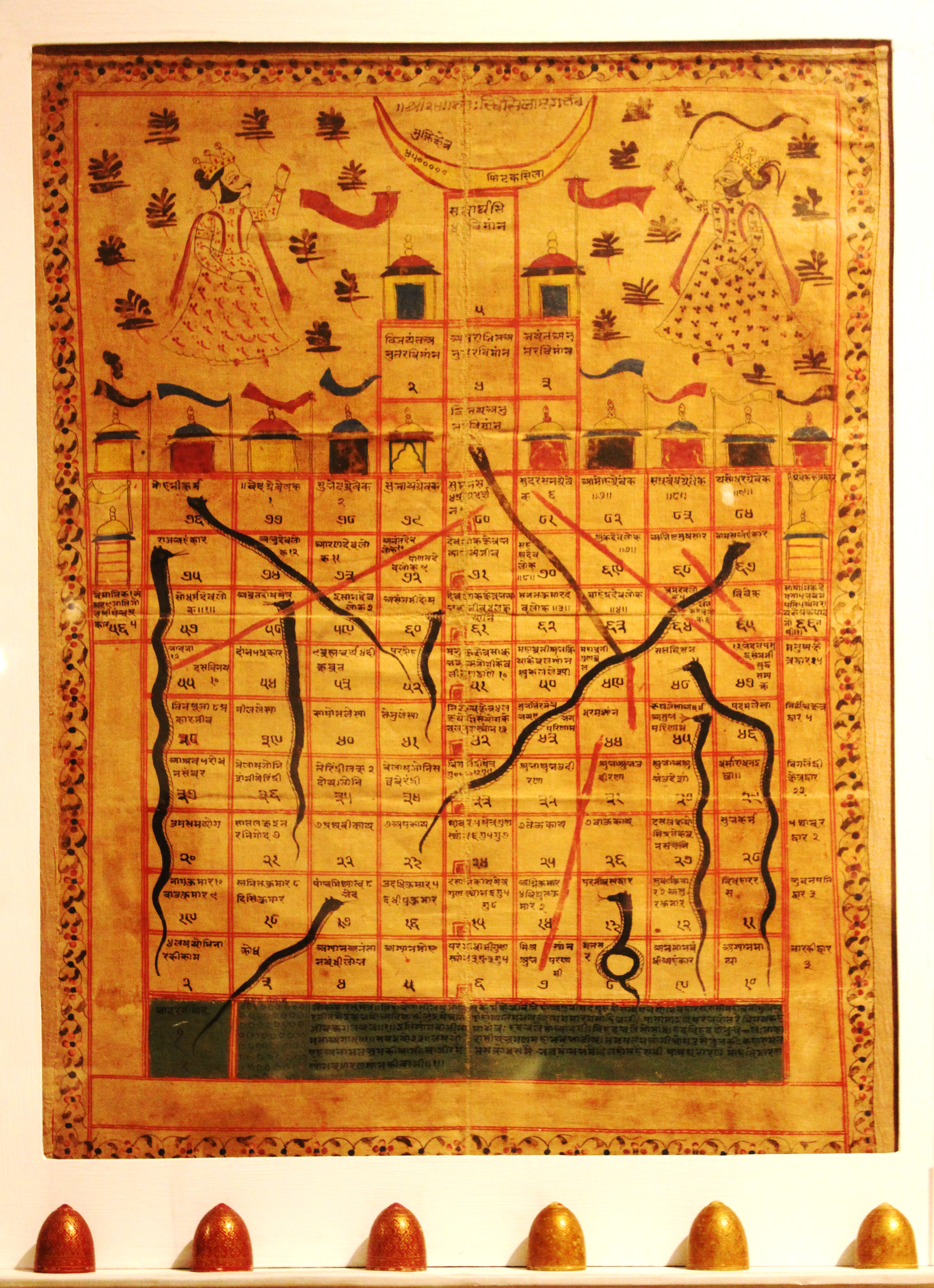
لعبة جيان تشوبار.
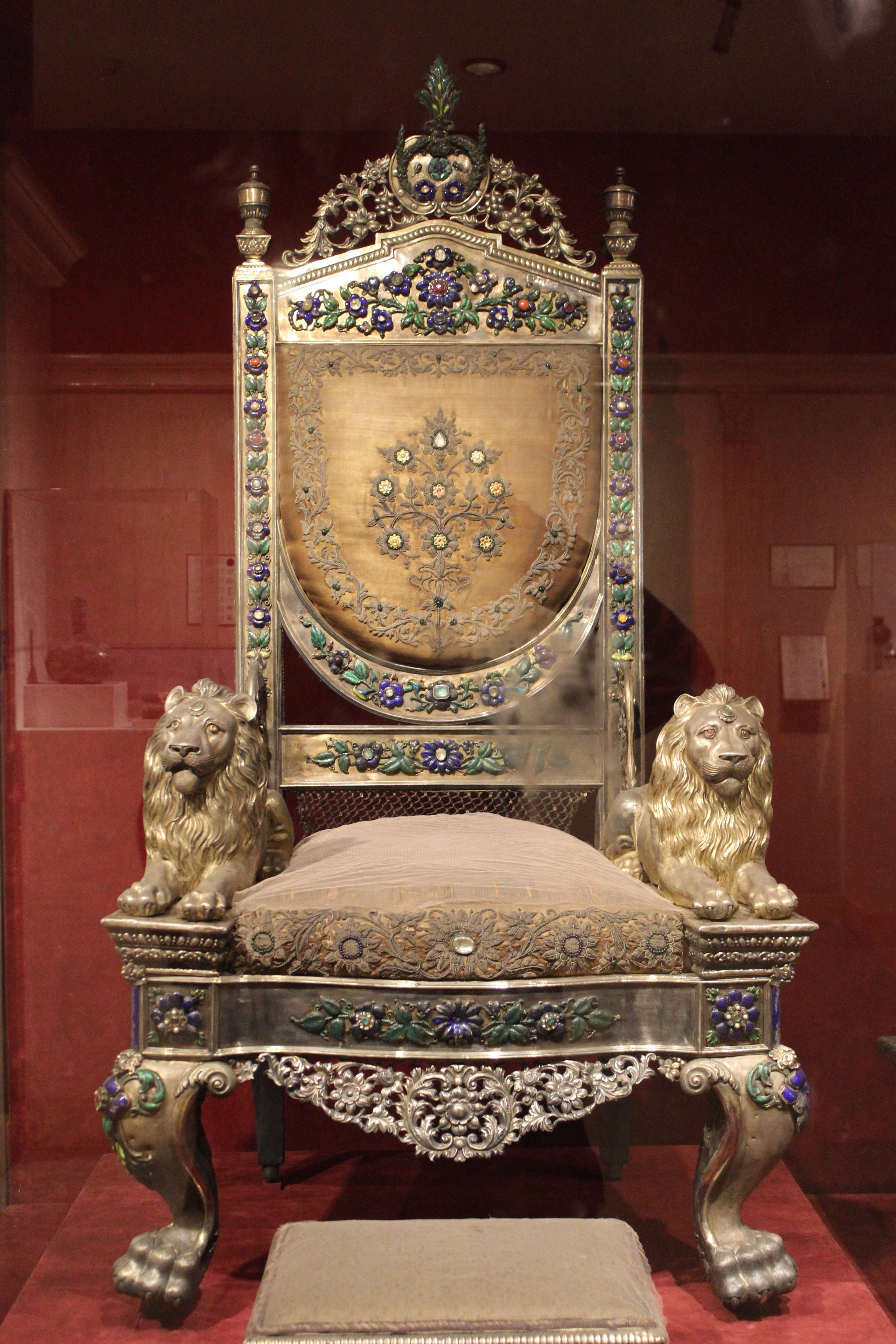
عرش رجا بيناري.

#### معرض الفنون الزخرفية 2

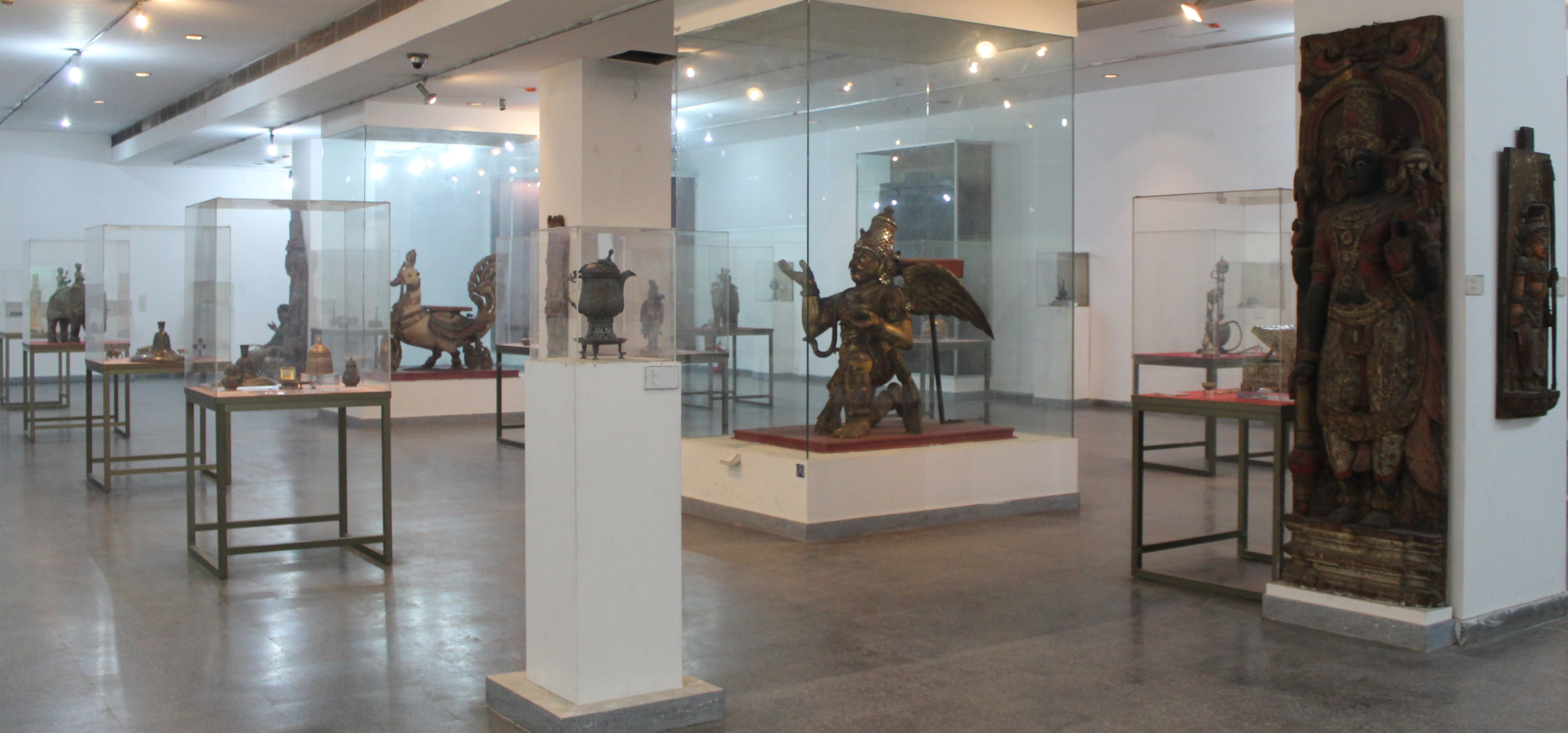
معرض الفنون الزخرفية 2

### معرض اللوحات المصغرة

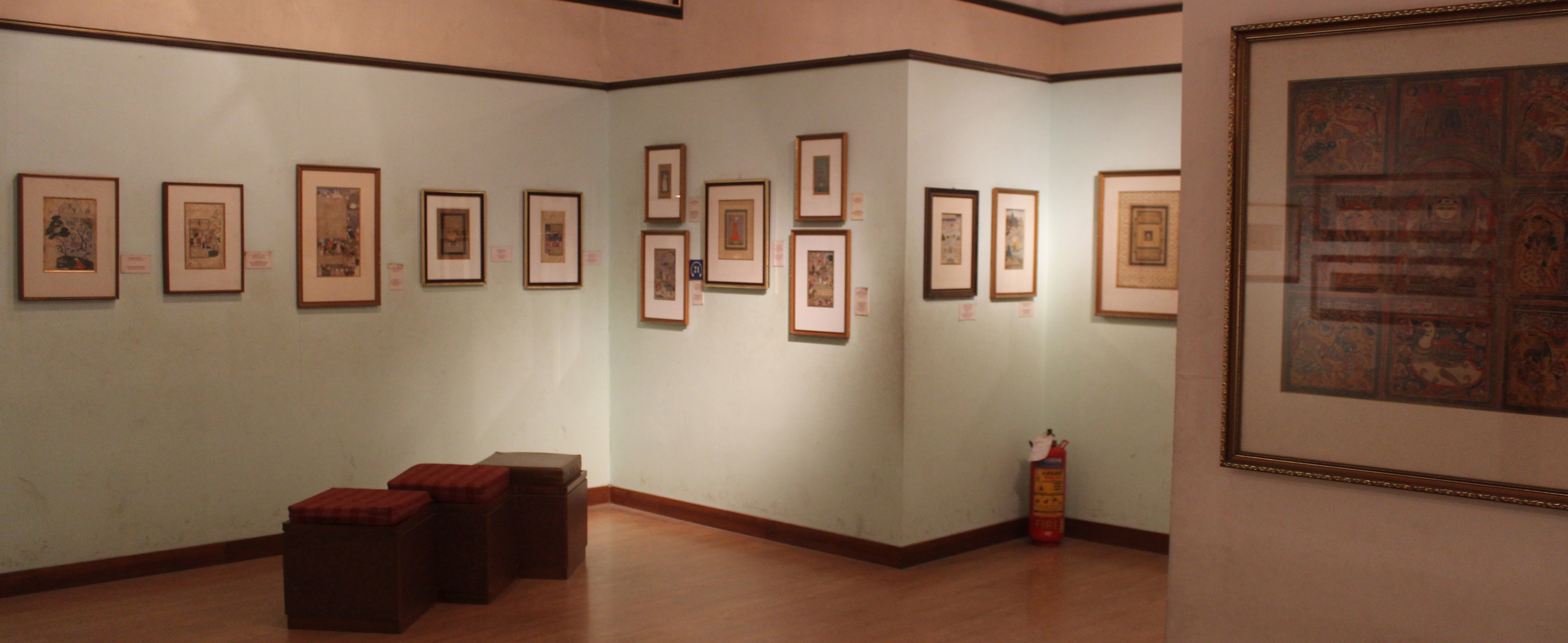
منظر لقسم اللوحات المغولية المصغرة

#### لوحات مغولية مصغرة

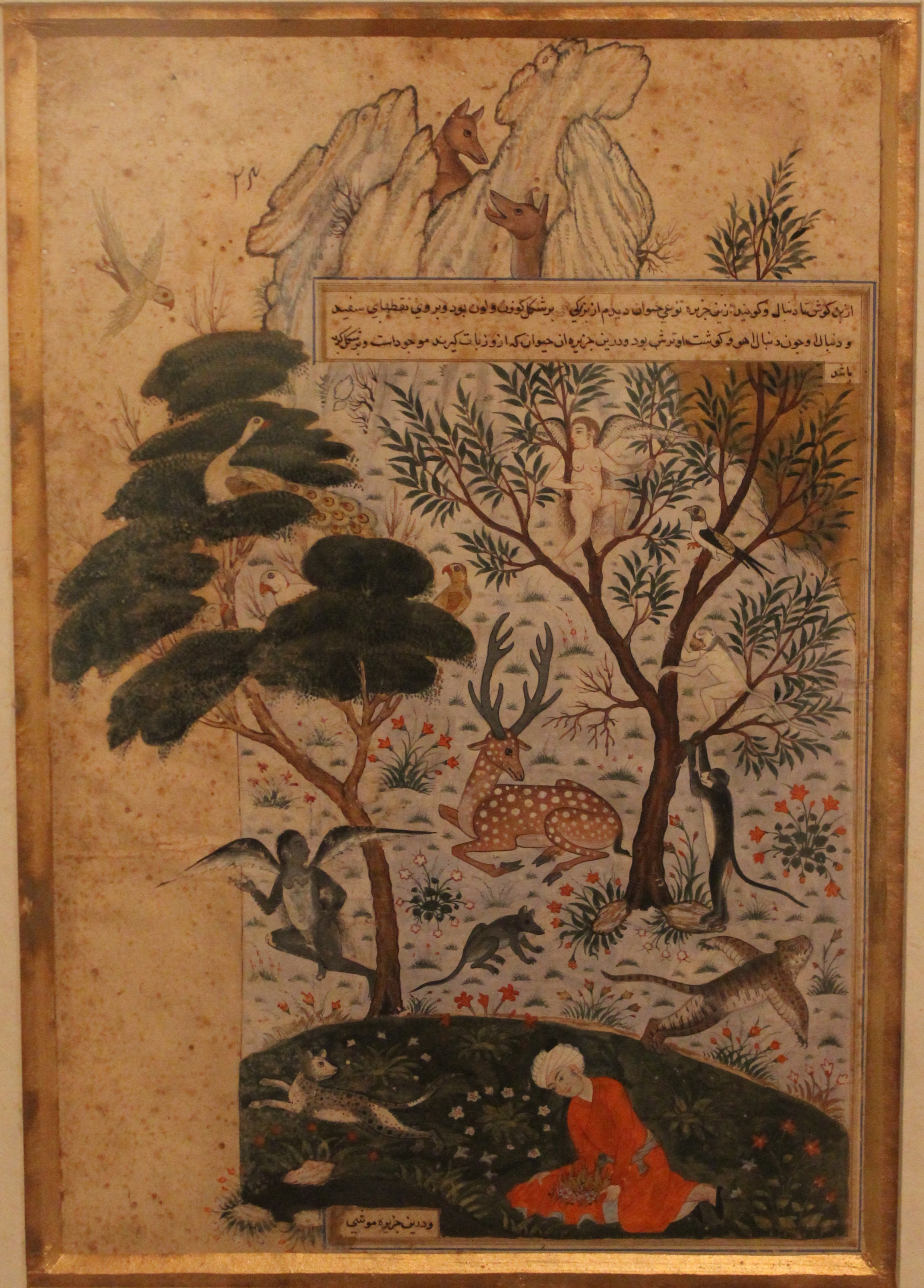
دراسة الطبيعة (عصر المغول المبكر)
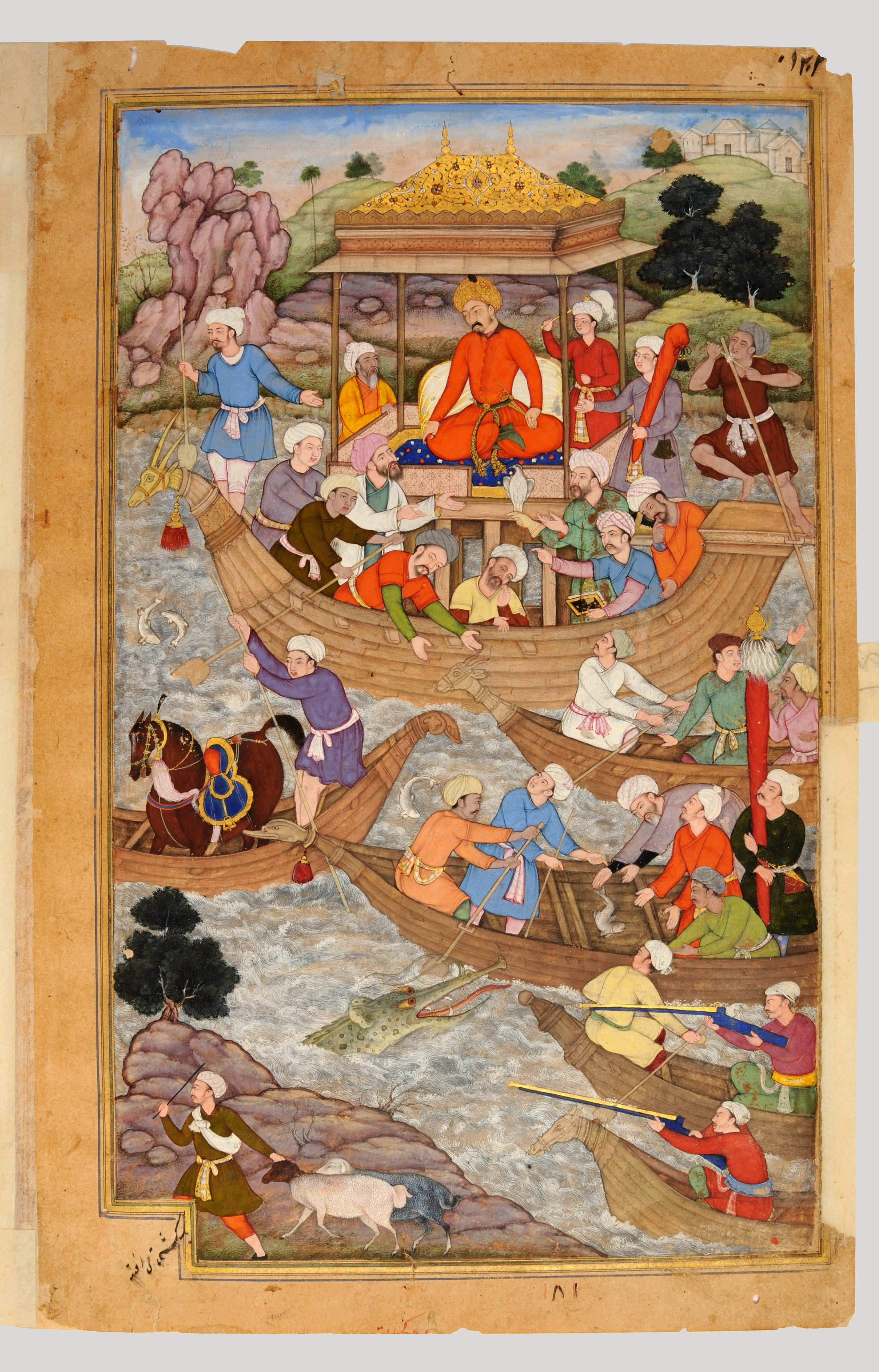
بابور يعبر نهر ساون بواسطة جاغاناث، بابورناما، 1598.
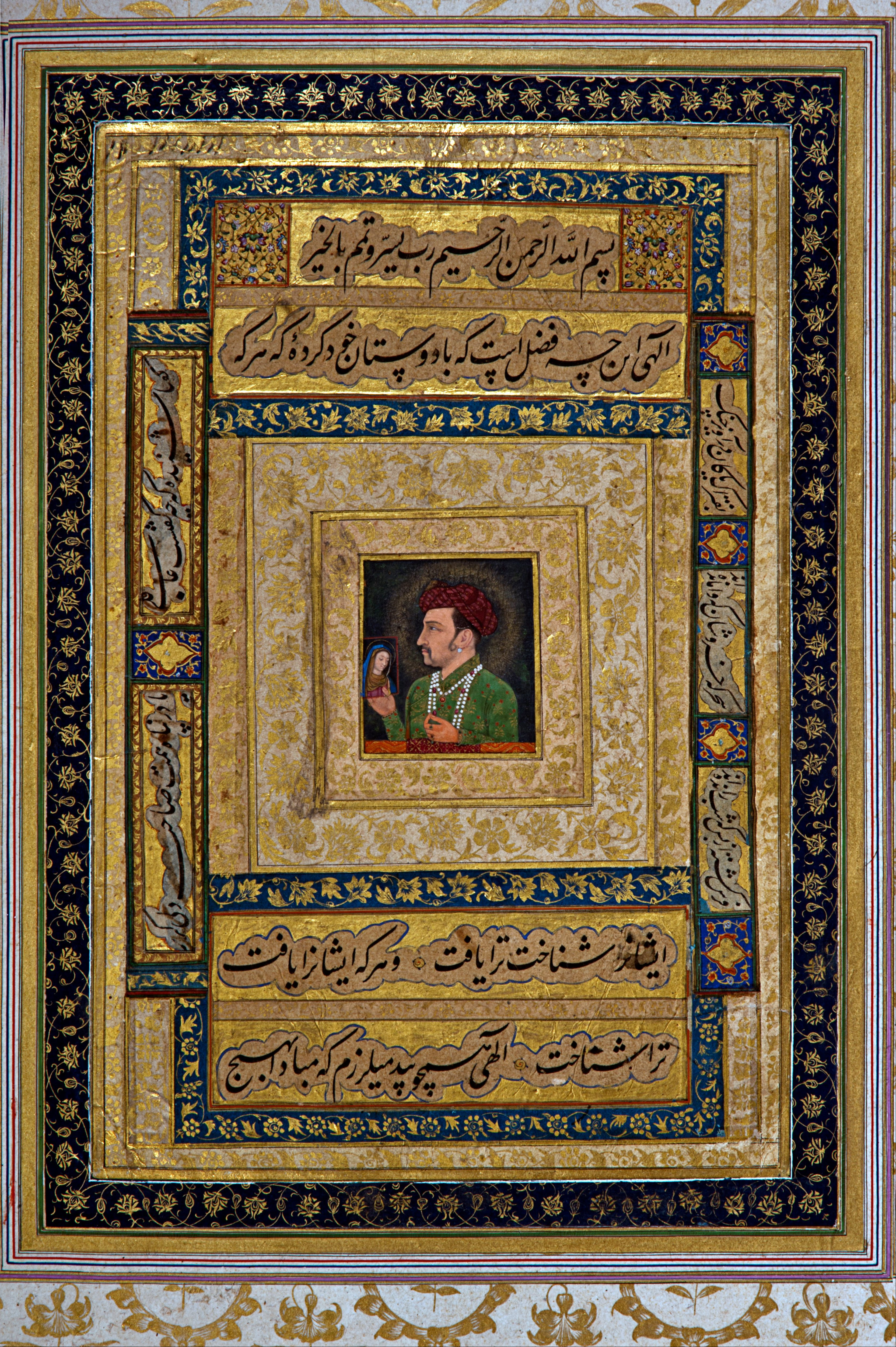
جهانجير يحمل صورة مادونا، ج. 1620
الميلاد ، ج. 1720-1725
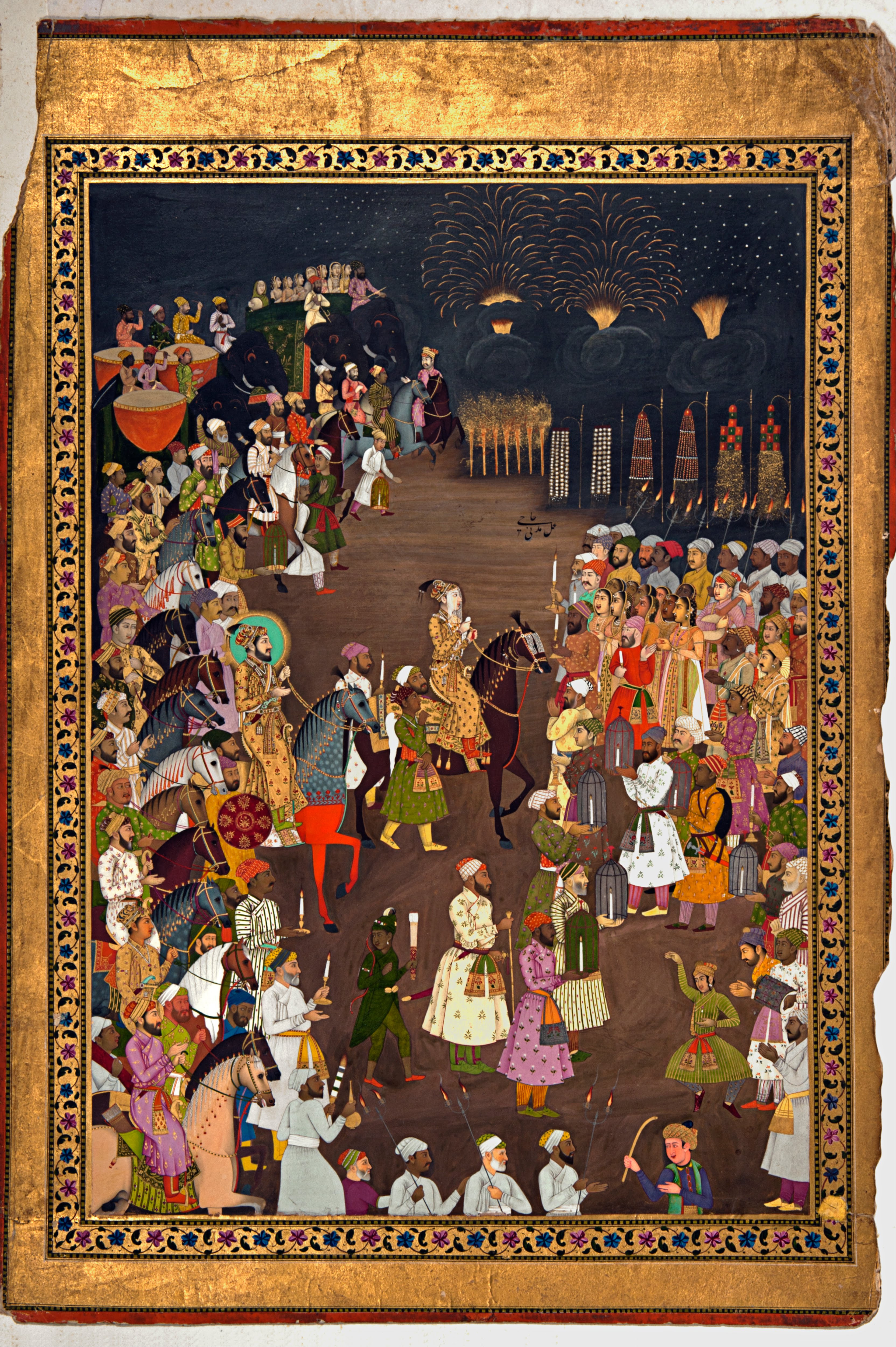
موكب زواج دارا شيكوه، ج. 1740-1750

#### لوحات مصغرة لوسط الهند

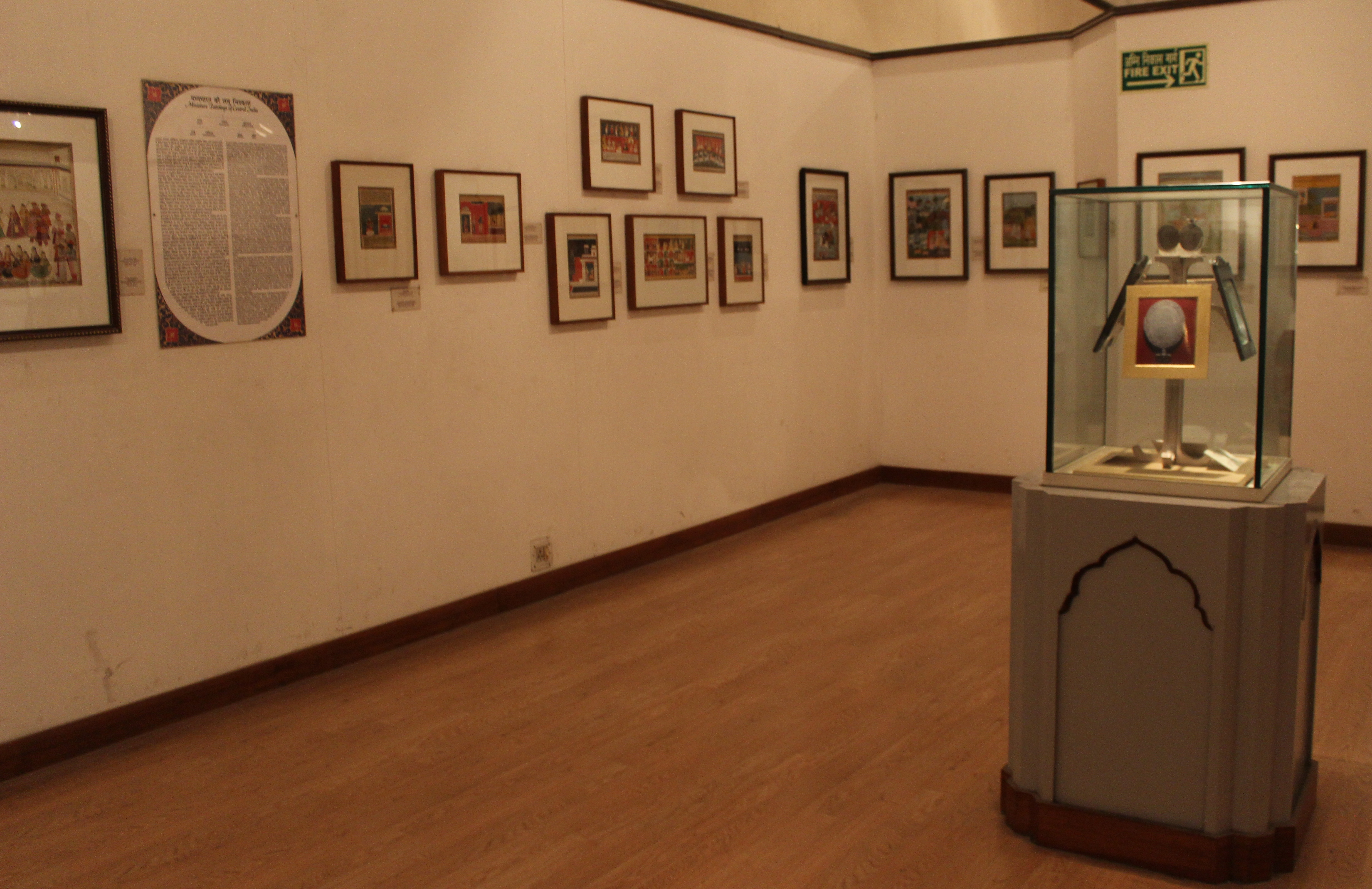
منظر لأقسام لوحات الهند الوسطى

#### لوحات راجاستان المصغرة

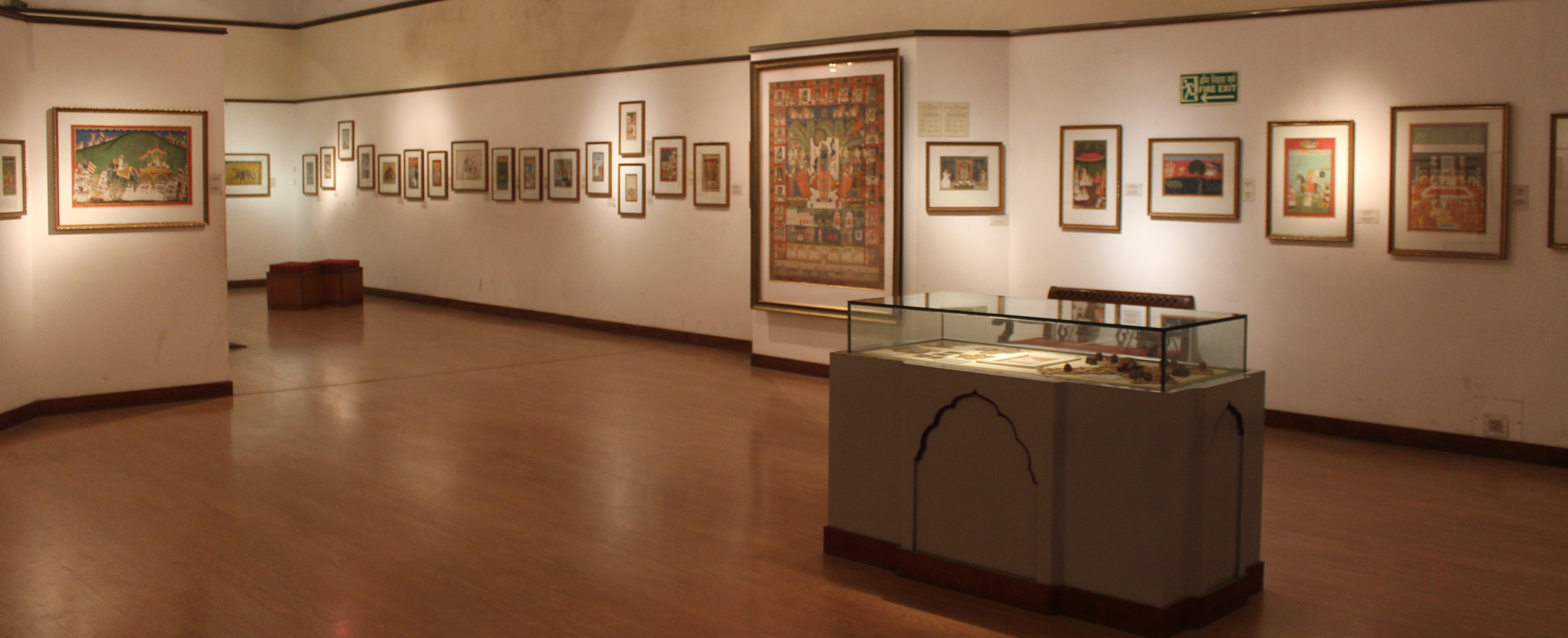
منظر لأقسام لوحات ولاية راجاستان

#### لوحات باهاري مصغرة

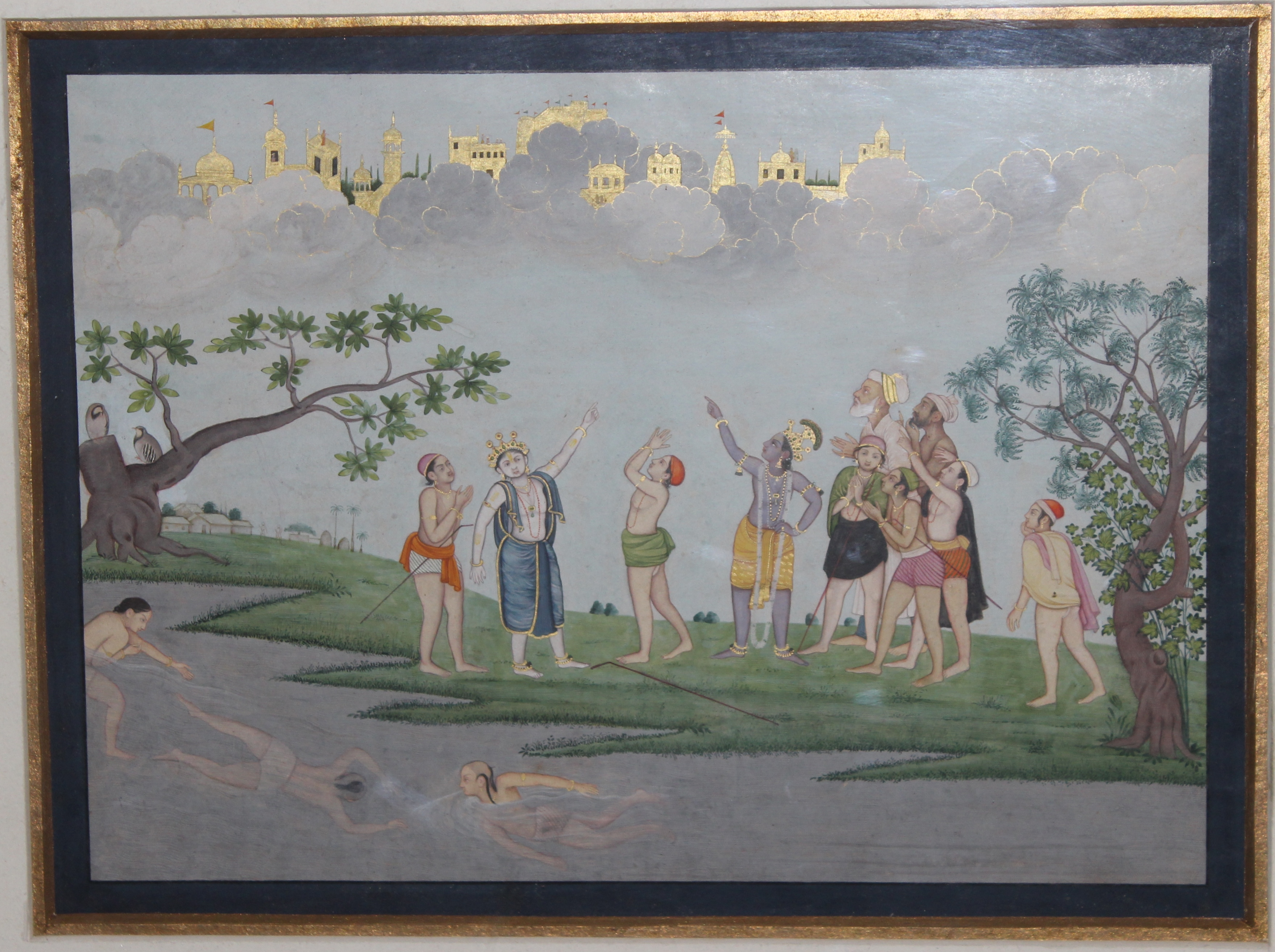
ناندا ورعاة آخرون ينتقلون إلى فريندافانا (استنادًا إلى قصة بهاجافاتا بورانا)
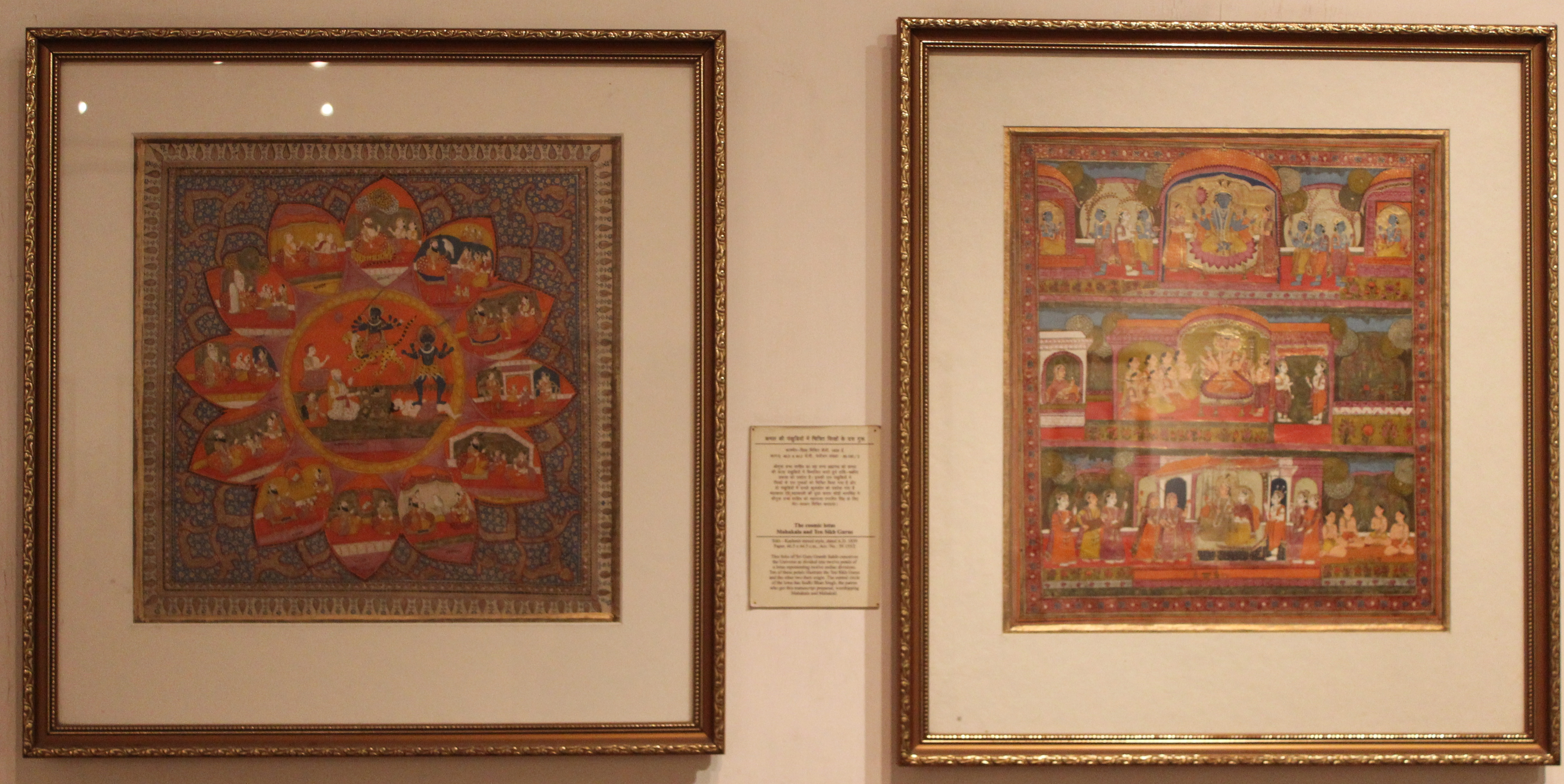
رسم توضيحي لجورو جرانث.

### معرض القطع الأثرية البوذية

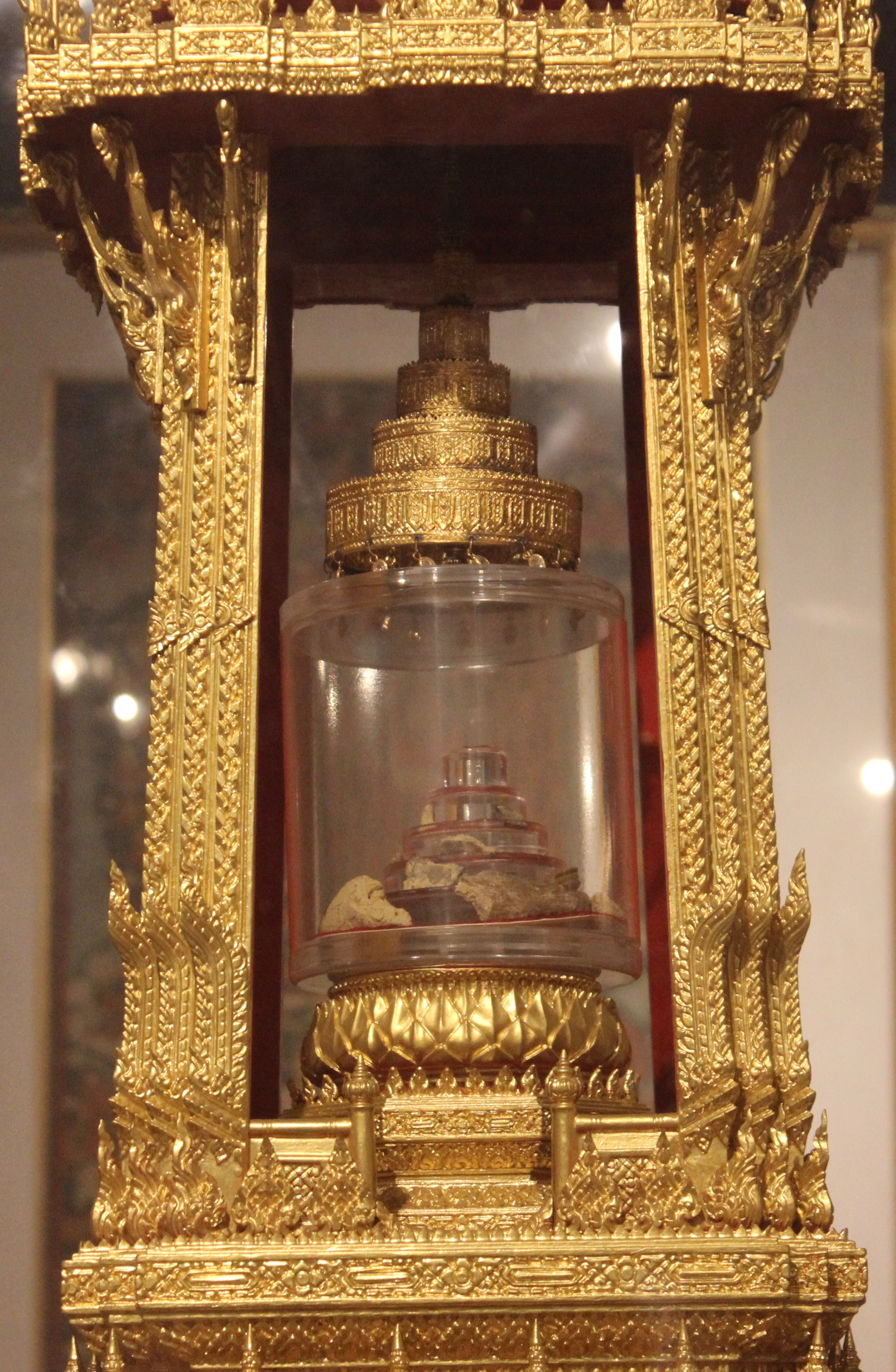
رفات بوذا في المتحف.

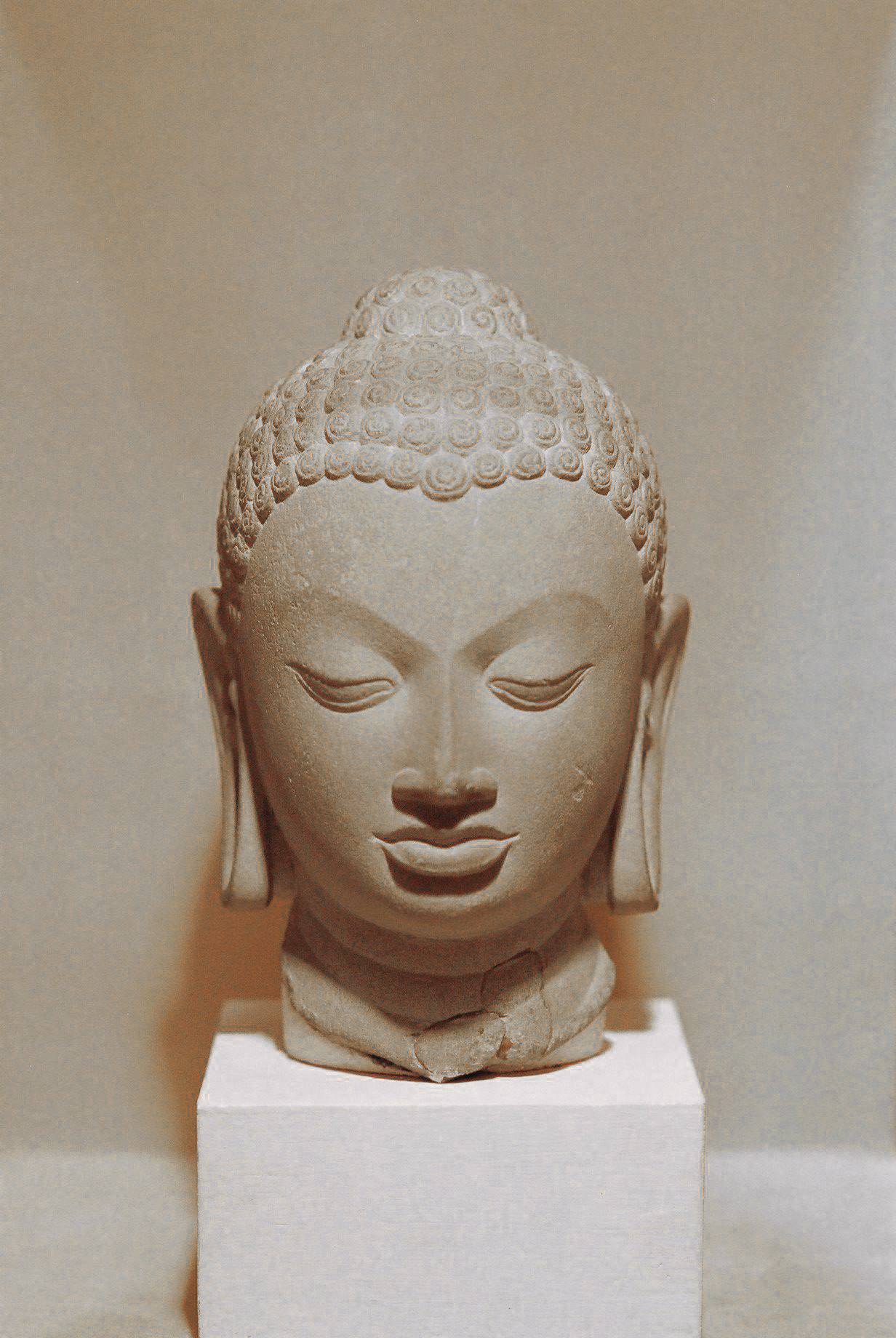
رأس بوذا
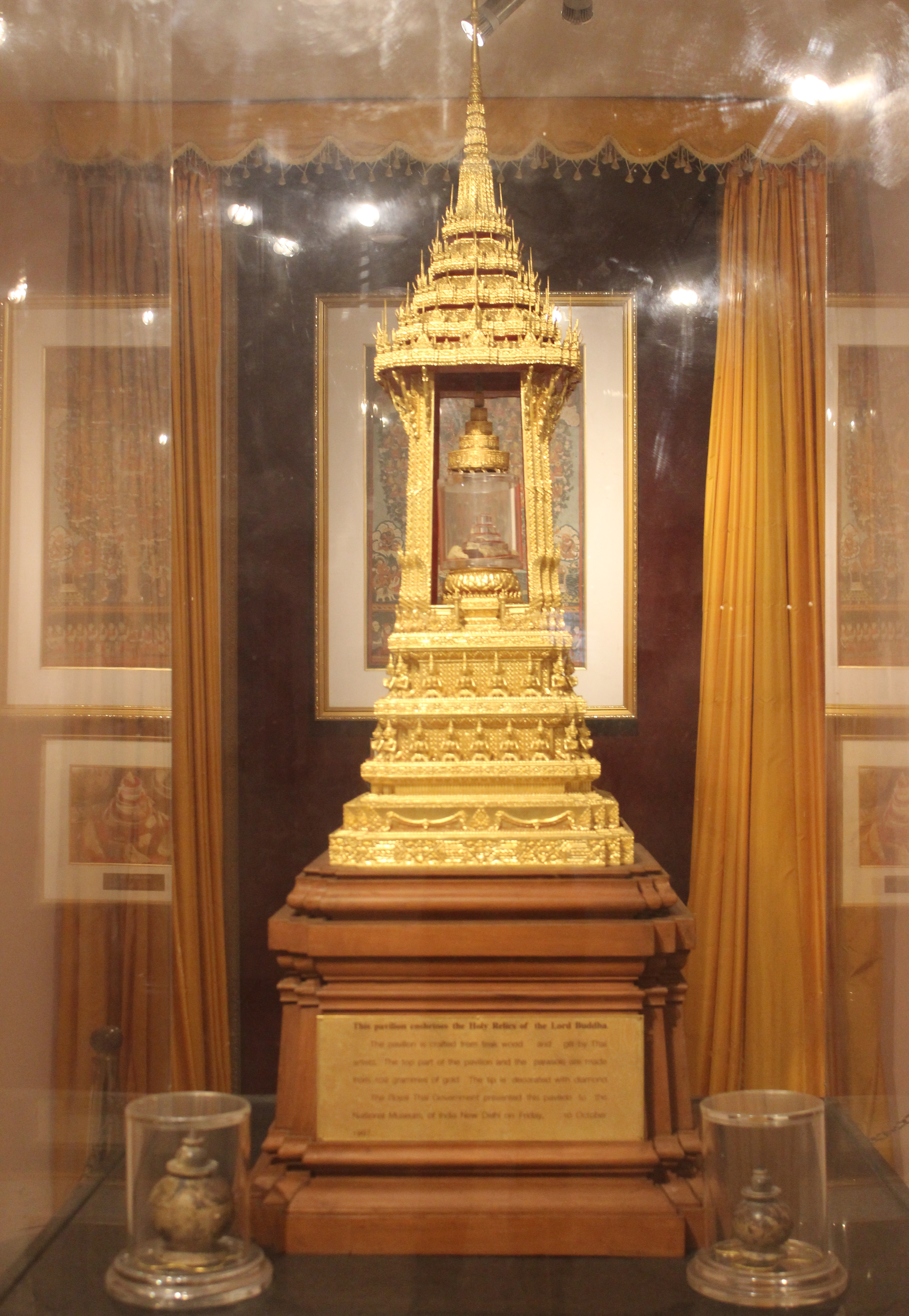
رفات بوذا، من ستوبا بناها الإمبراطور أشوكا في القرن الثالث قبل الميلاد.

### تطور معرض النصوص والعملات الهندية

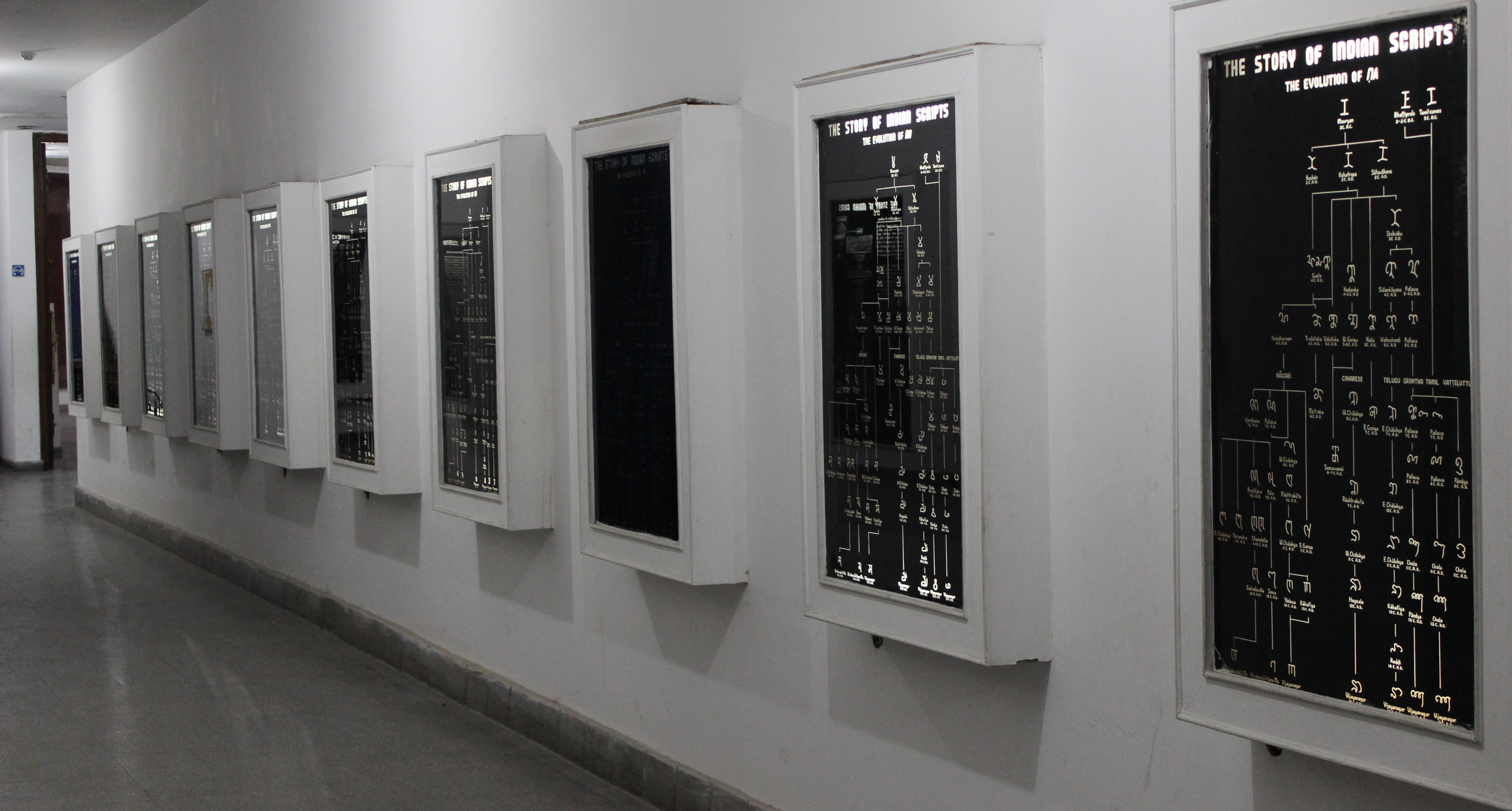
داخل صالات العرض بالمتحف الوطني نيودلهي.
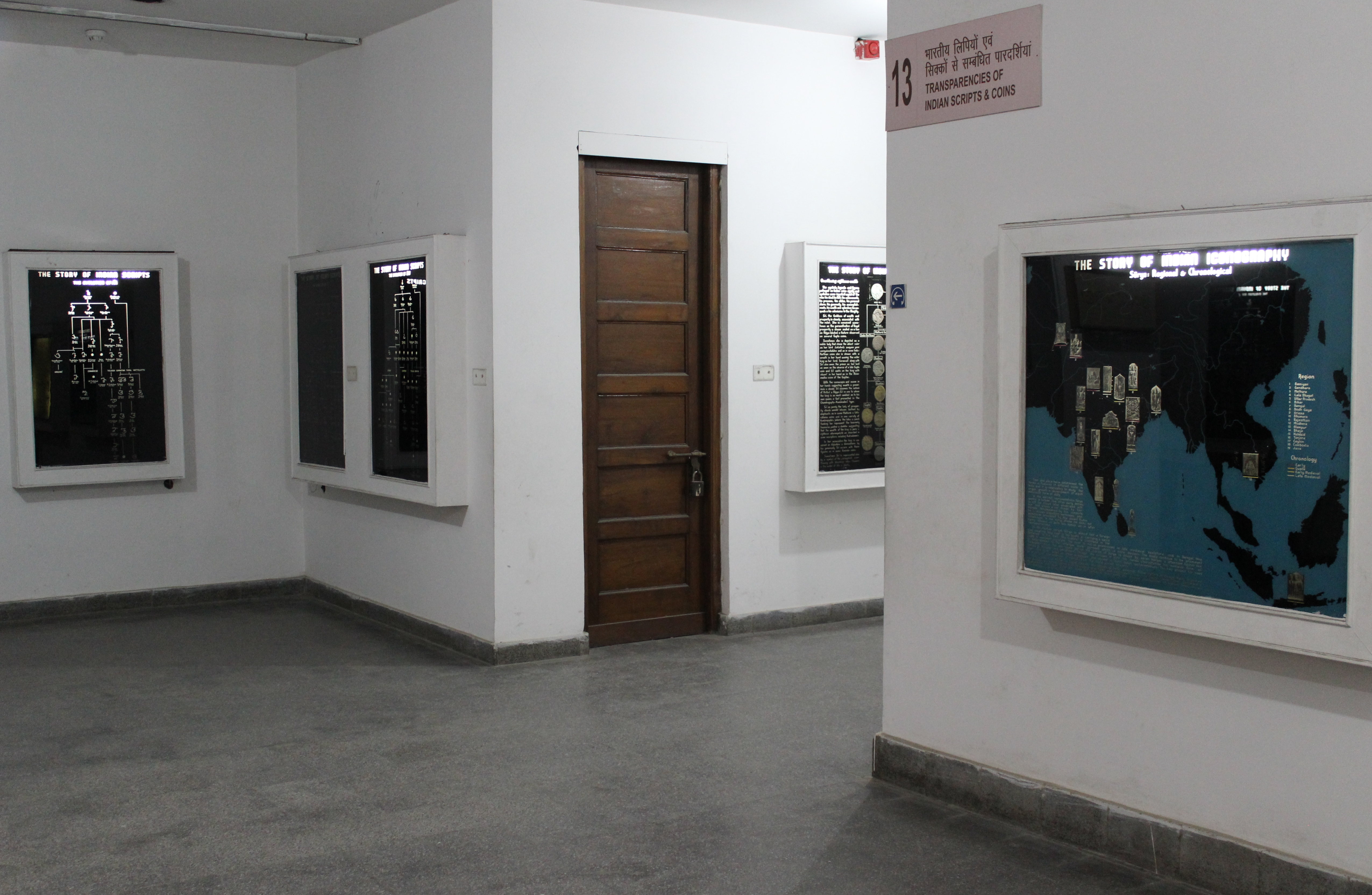
داخل صالات العرض بالمتحف الوطني بنيودلهي.
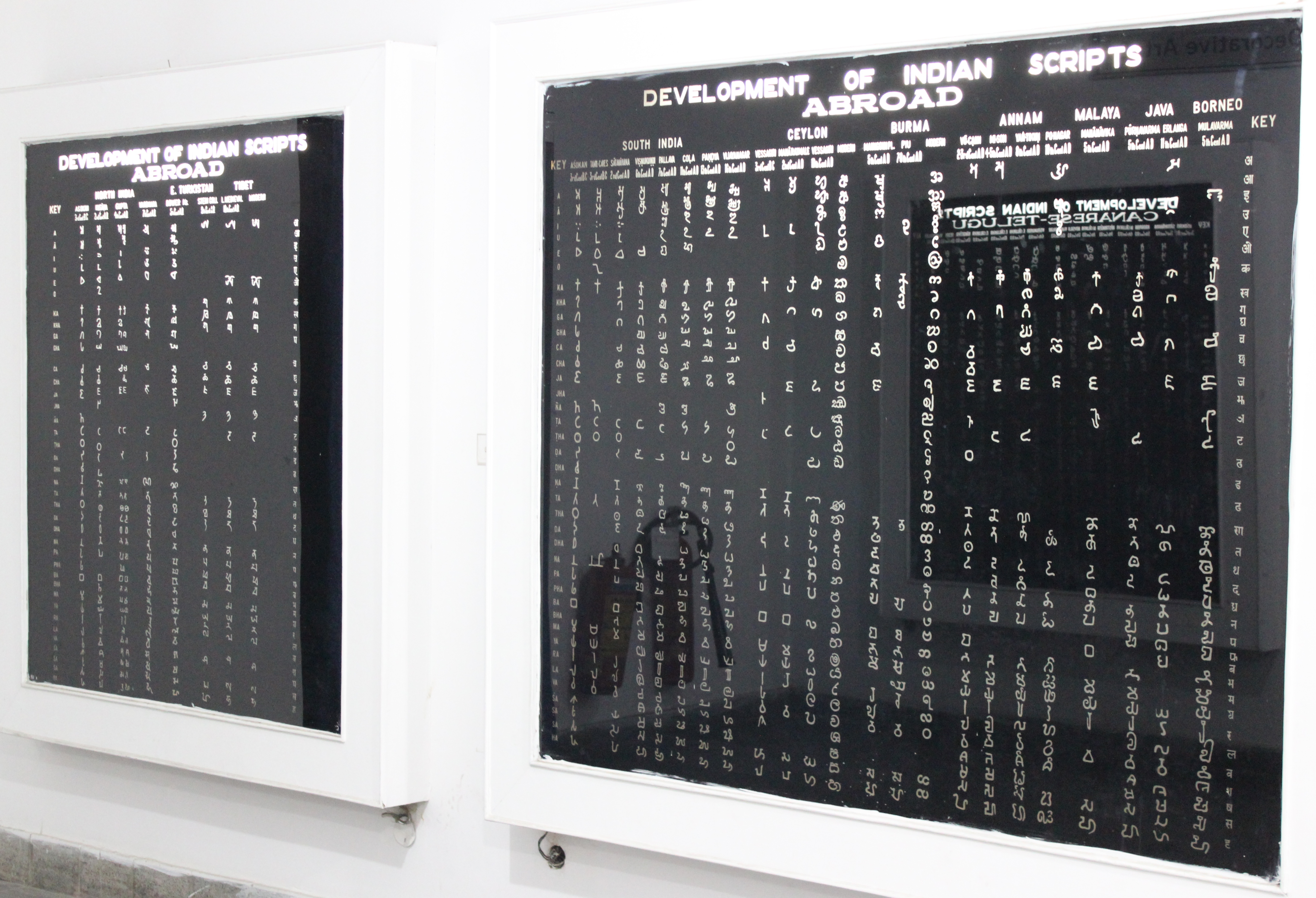
داخل صالات العرض بالمتحف الوطني بنيودلهي.
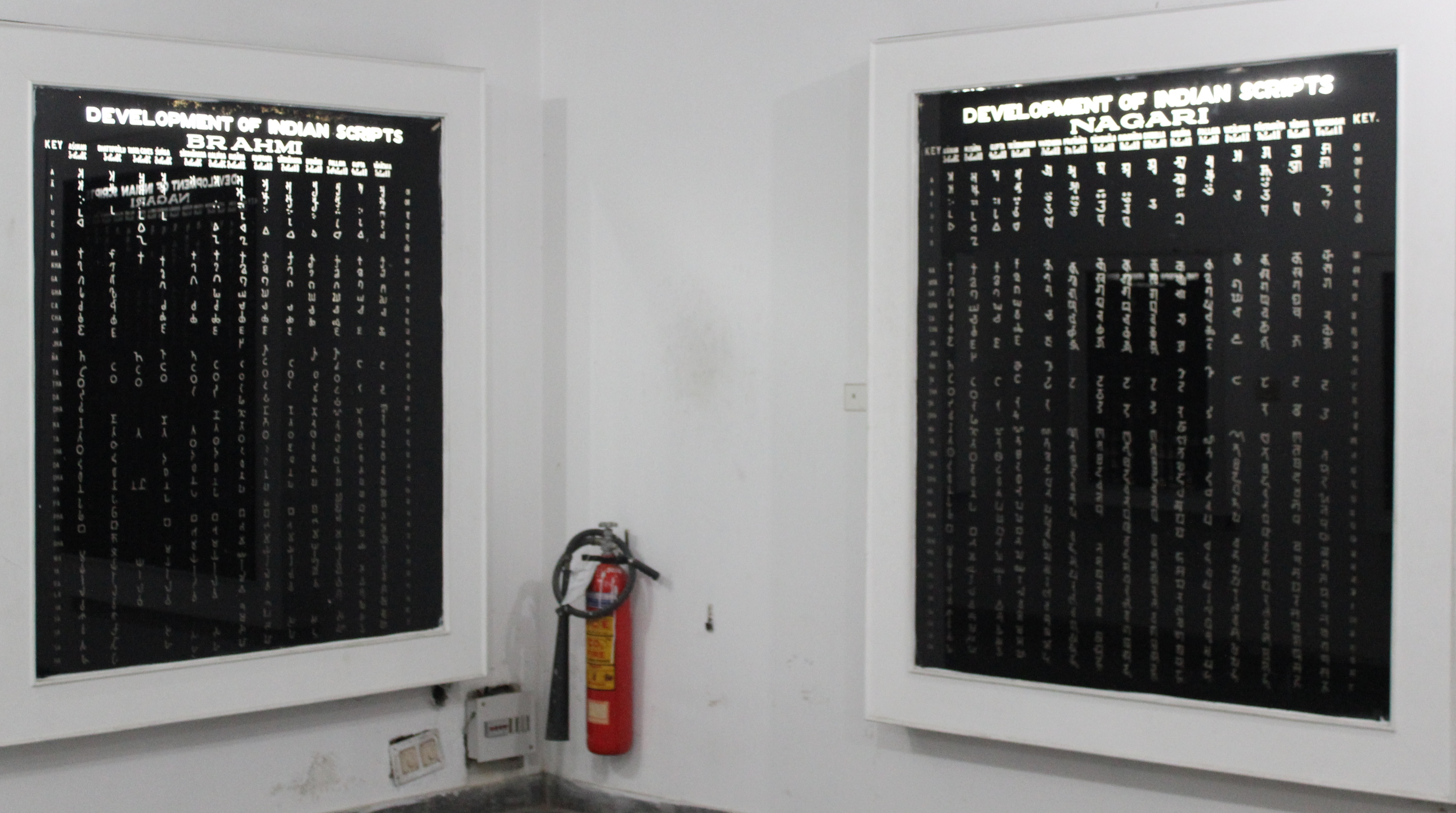
داخل صالات العرض بالمتحف الوطني بنيودلهي.

### معرض البرونز

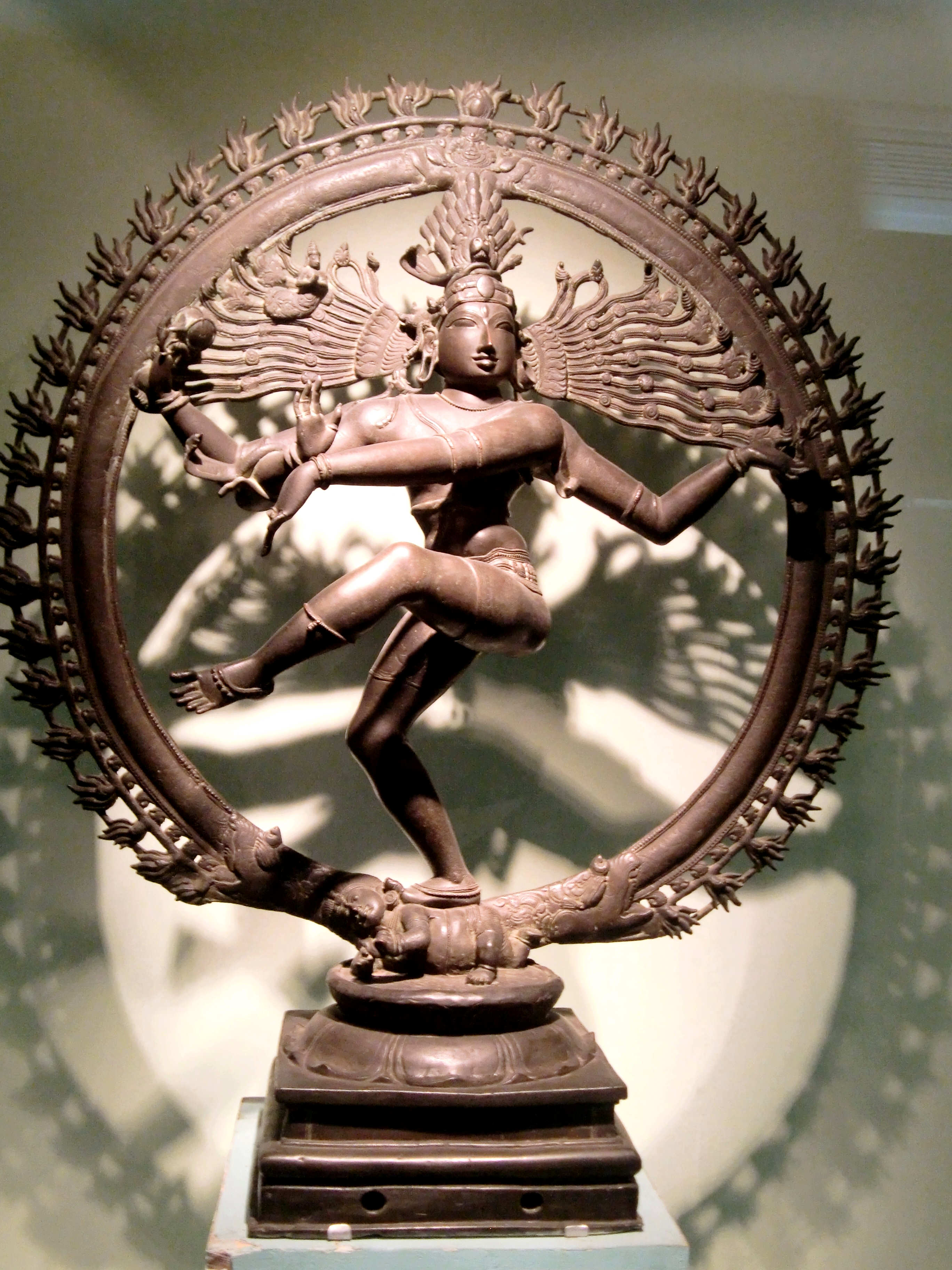
تمثال برونزي يوضح رقص شيفا ناتاراجا، سلالة تشولا القرن الثاني عشر الميلادي.
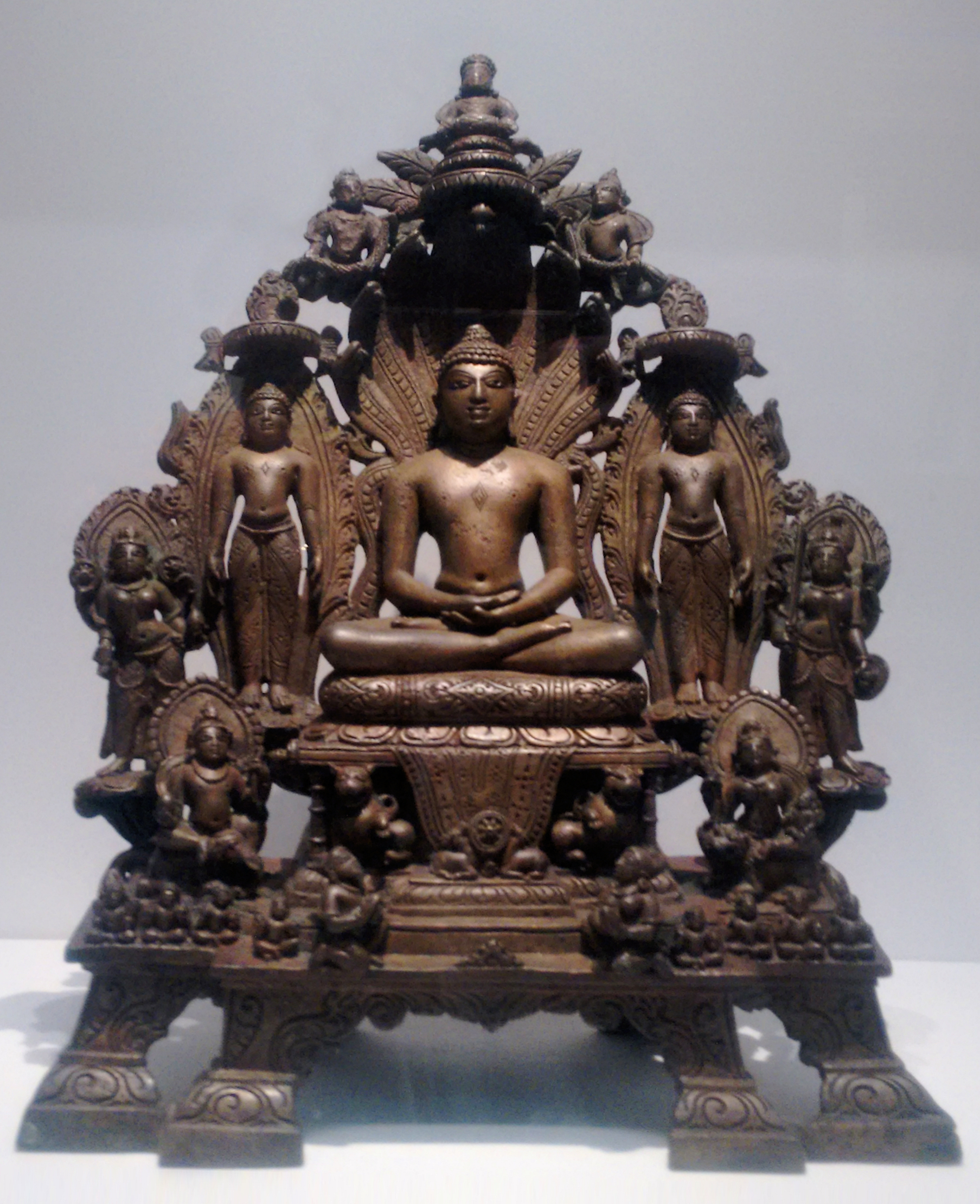
بارسفانثا، سلالة ميتراكا، القرن التاسع في غوجارات.
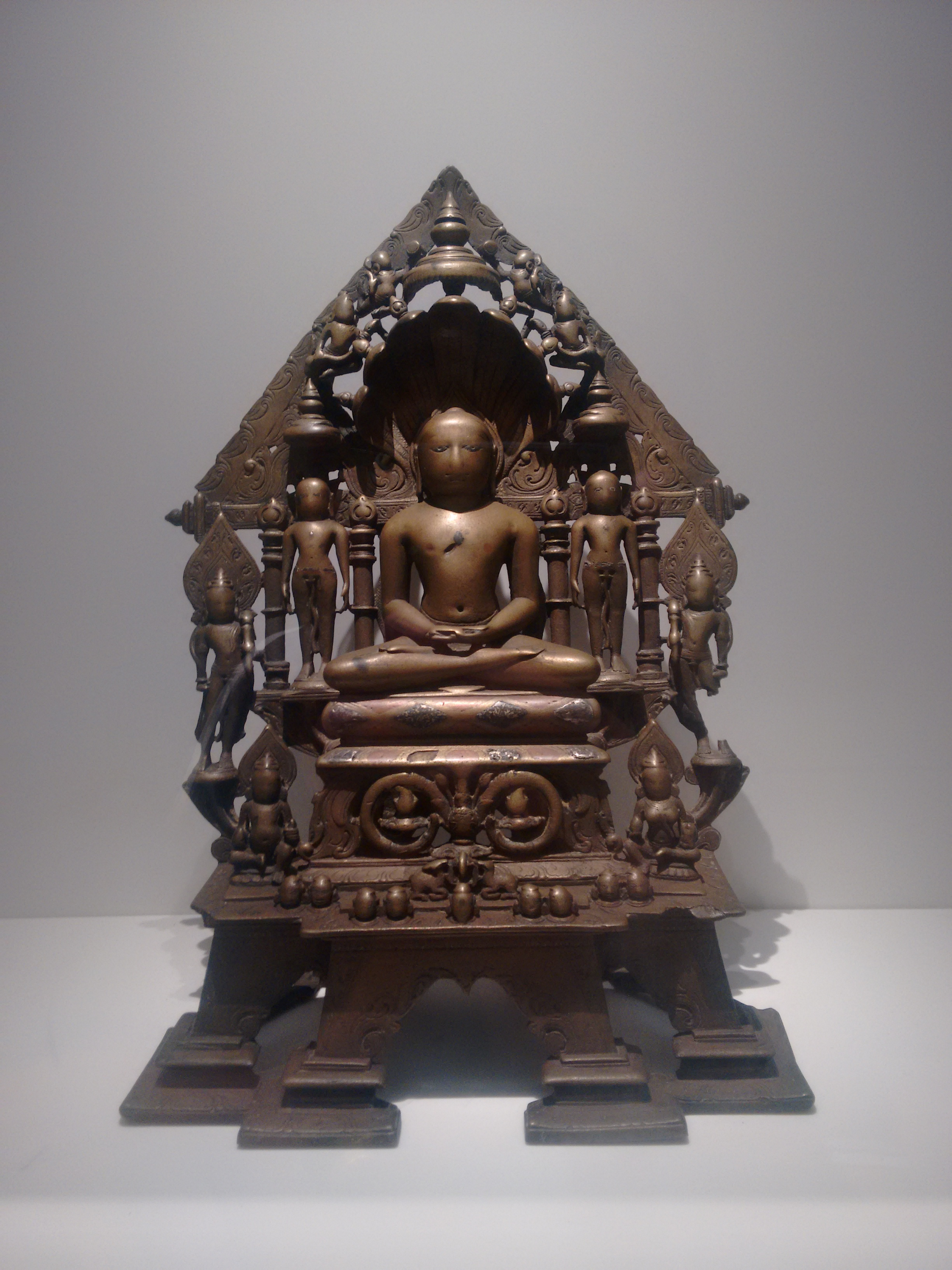
بارسفاناتا من عام 1062 م، غرب الهند.
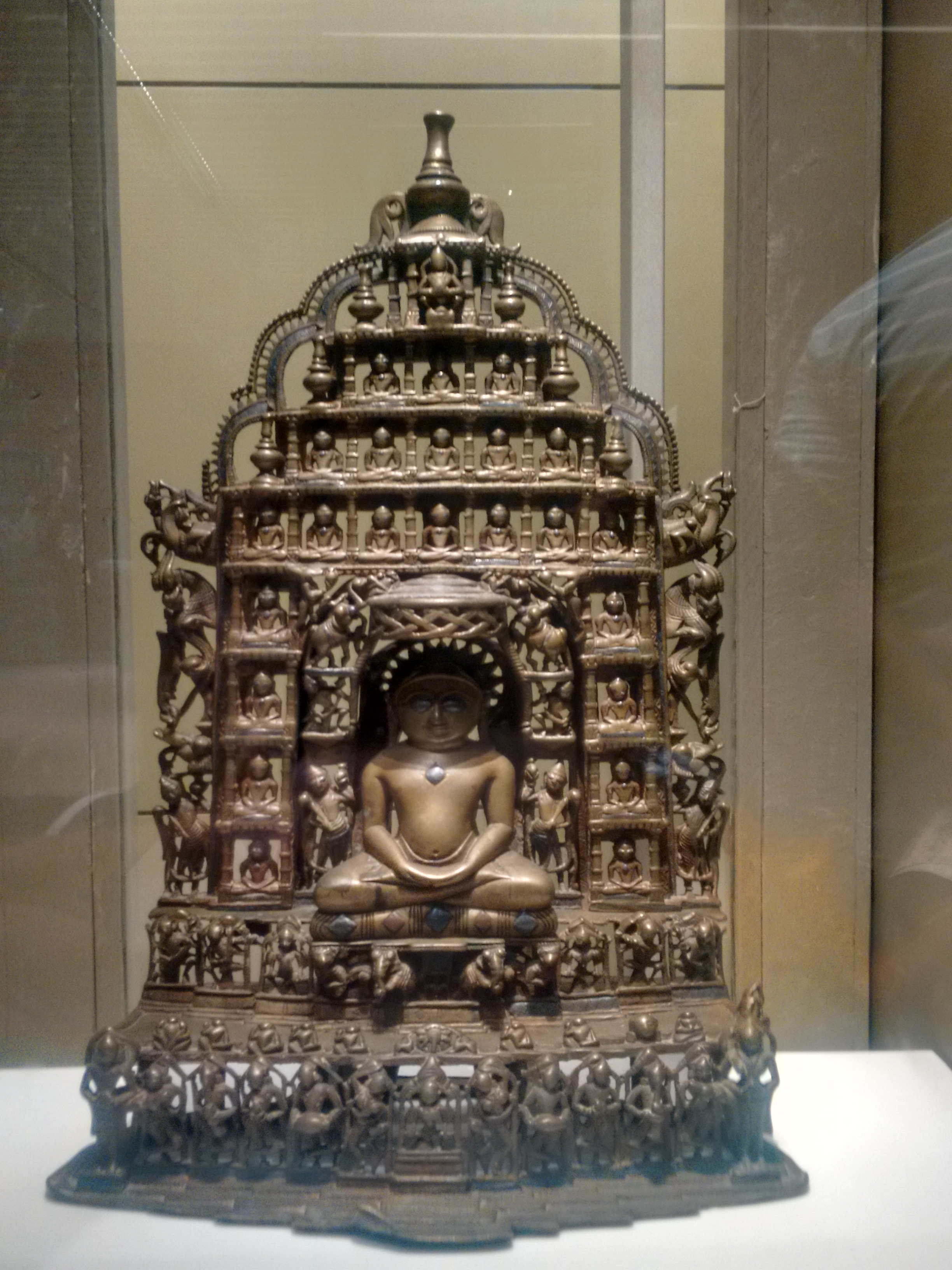
تشوبيسي، سلالة كونثانا، 1465 م، غرب الهند.

### معرض المخطوطات

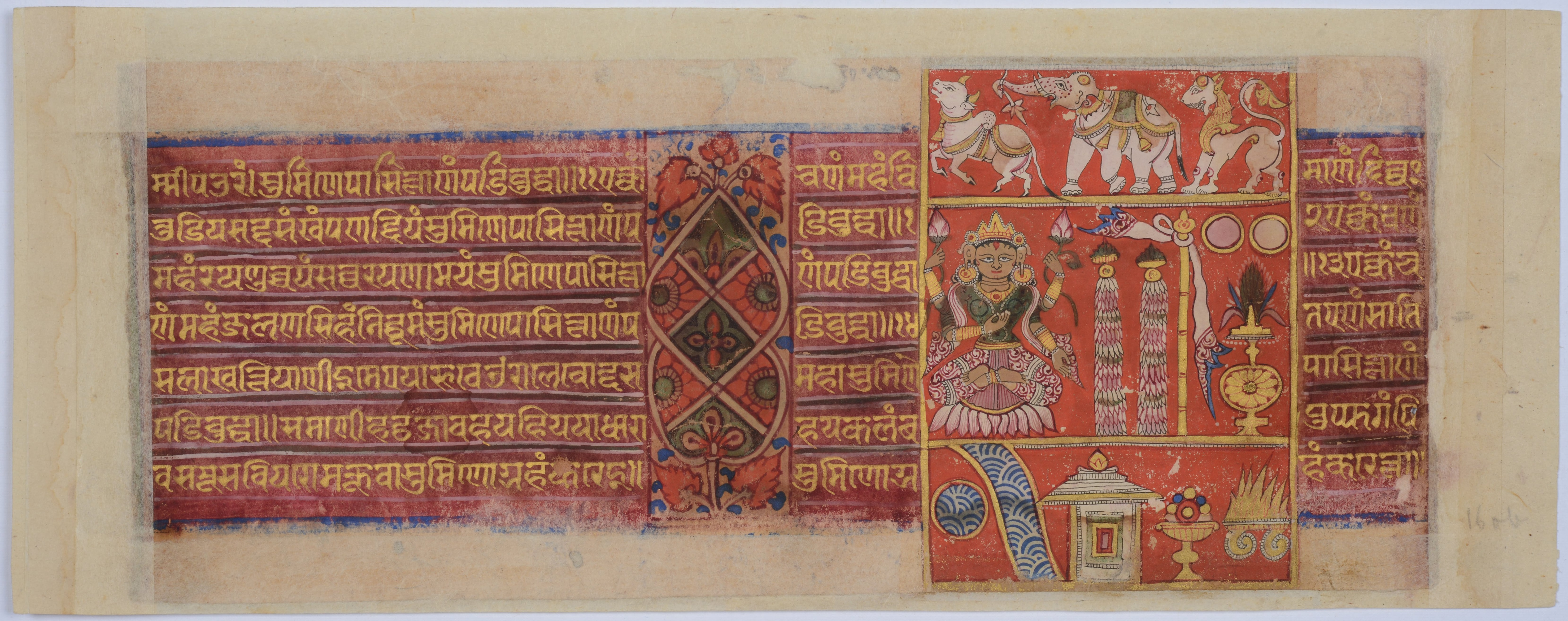
ورقة من مانجو كالبا سوترا، سلالة ماندو، 1439

### معرض العملات المعدنية

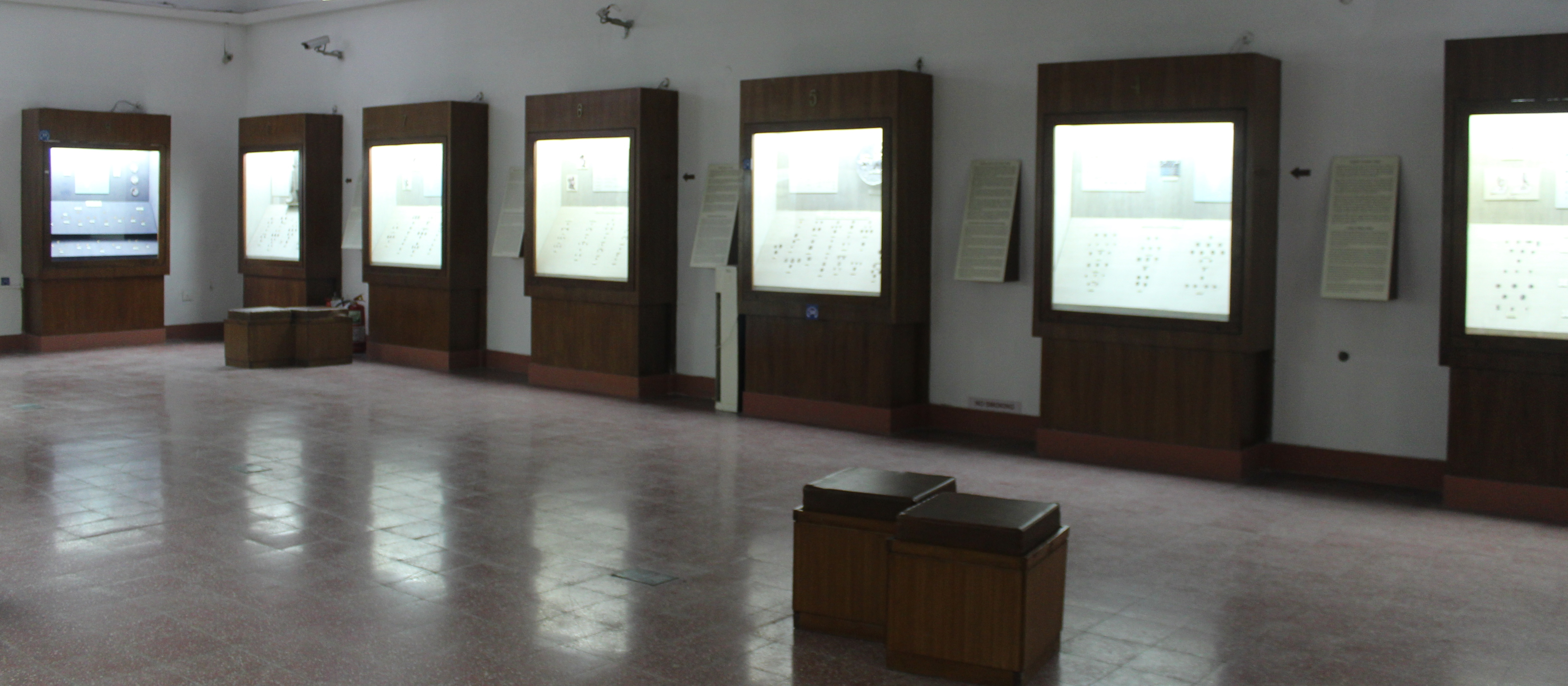
معرض عملات معدنية

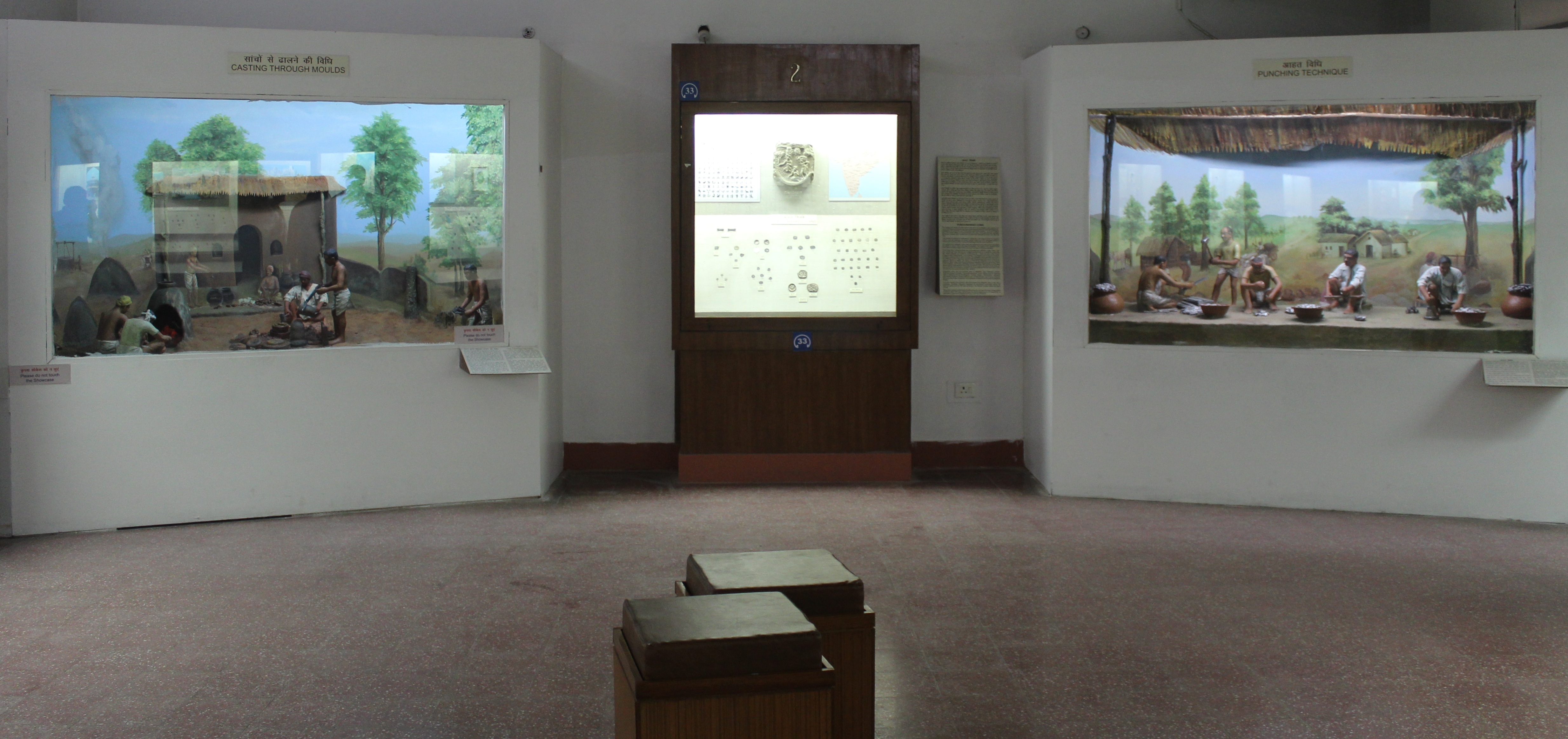
عرض الطرق المختلفة بمرور الوقت.
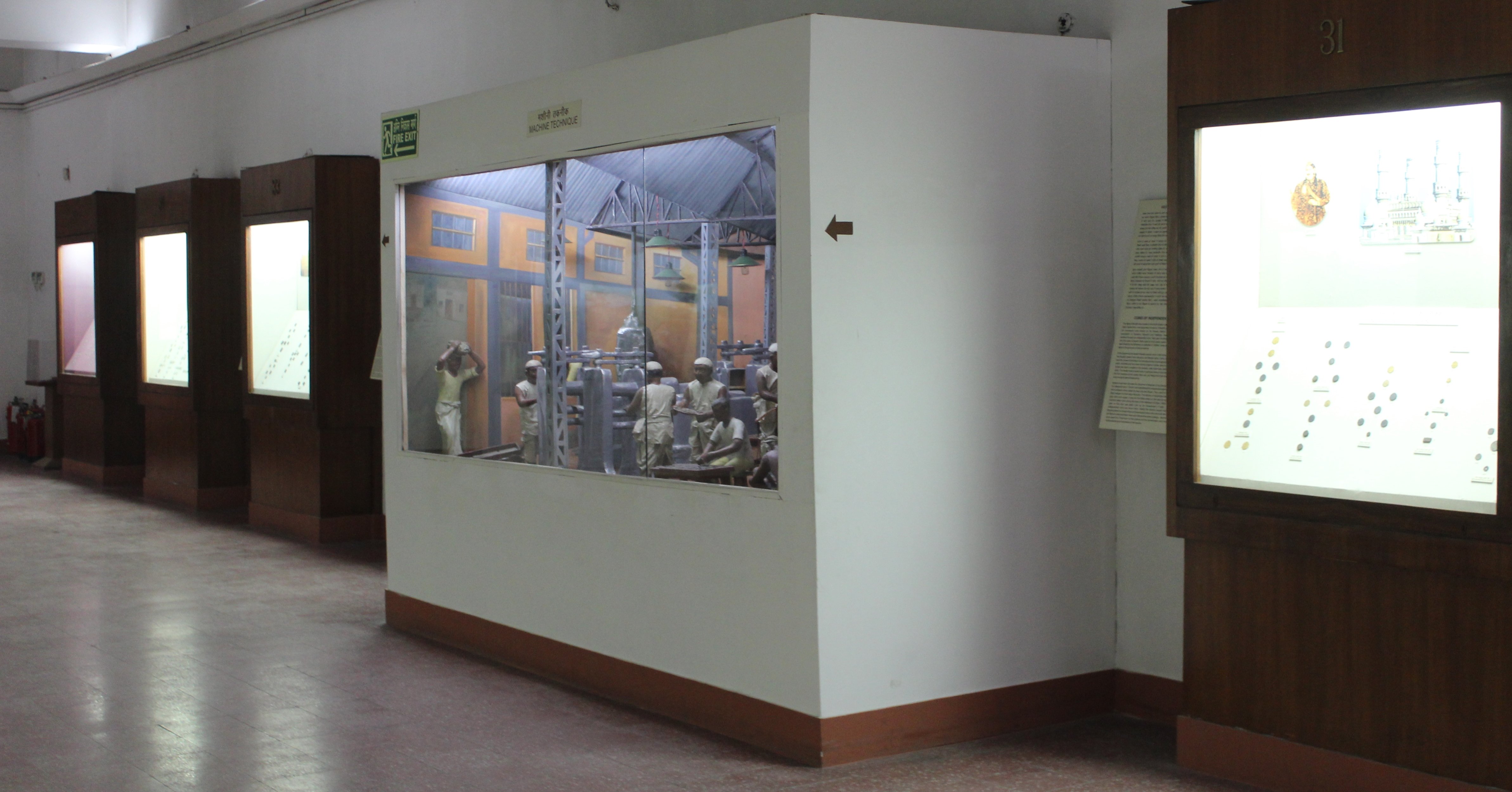
منظر لمعرض عملات معدنية.
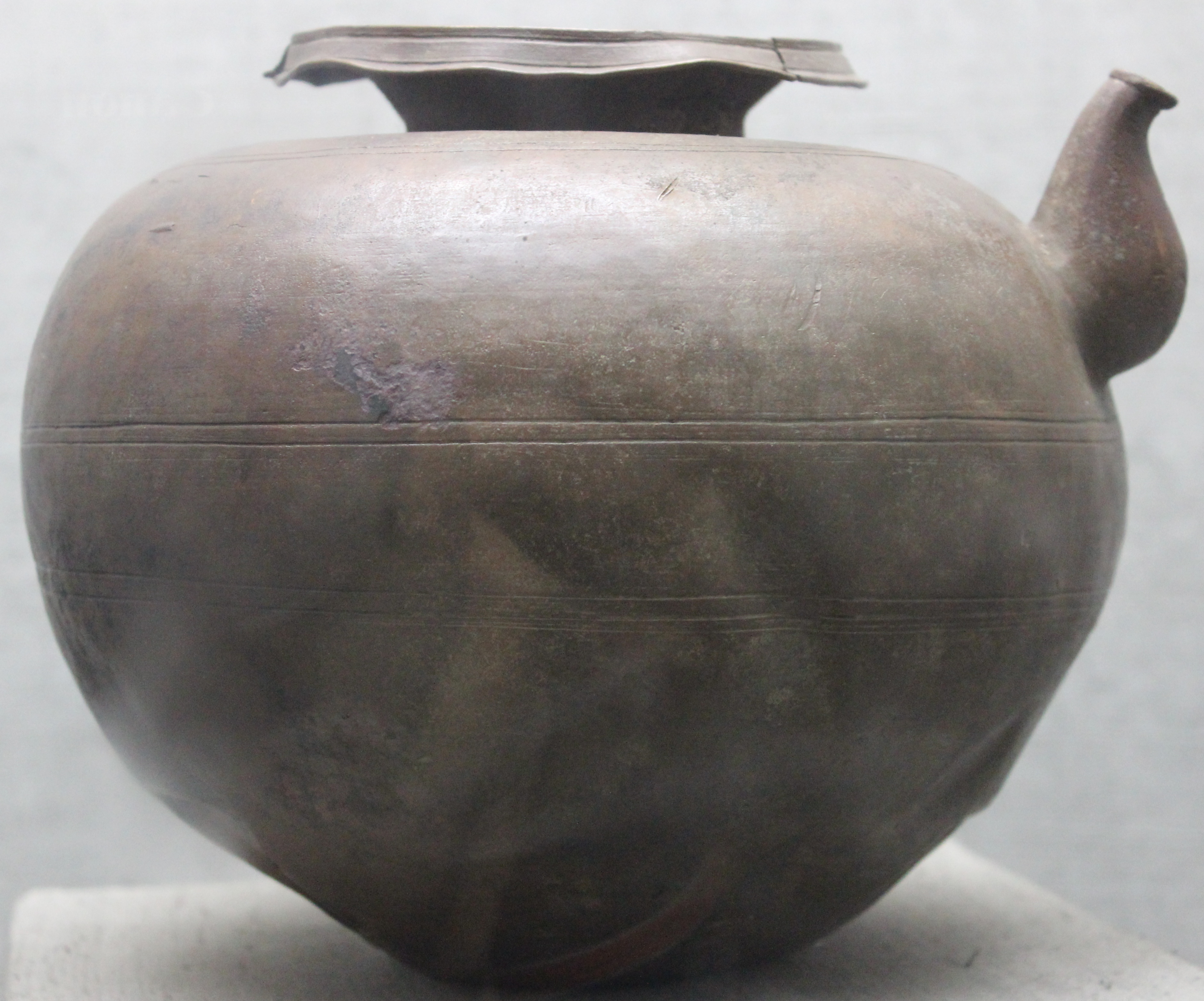
المزهرية النحاسية التي تحتوي على العملات الذهبية لعام 1821 من عصر جوبتا والتي تم العثور عليها في بايانا بمنطقة بهاراتبور في راجستان.
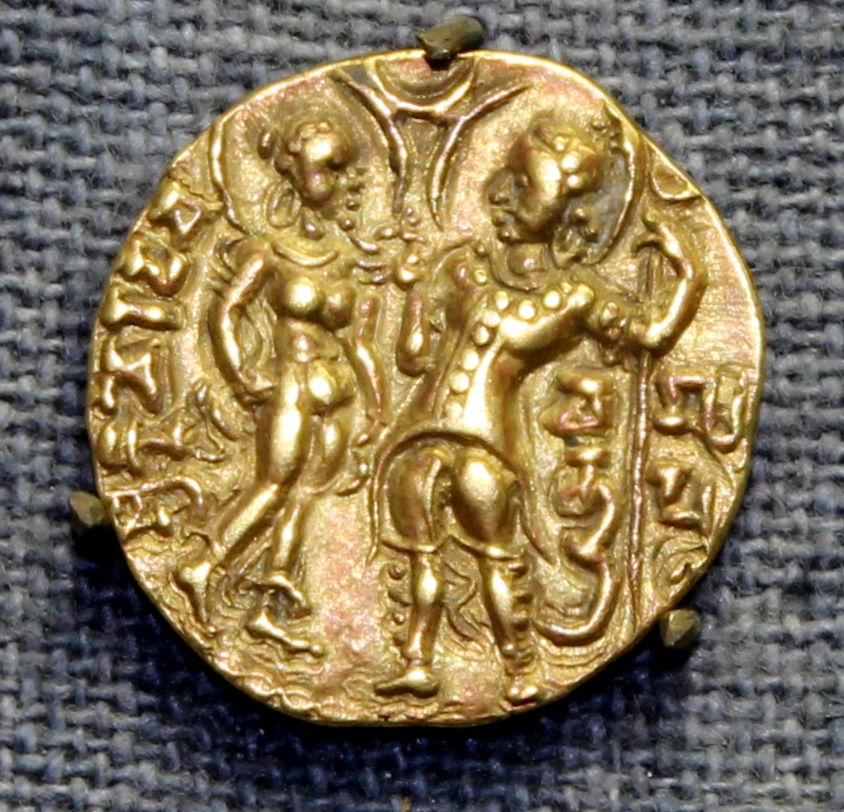
شاندراجوبتا مع زوجته.
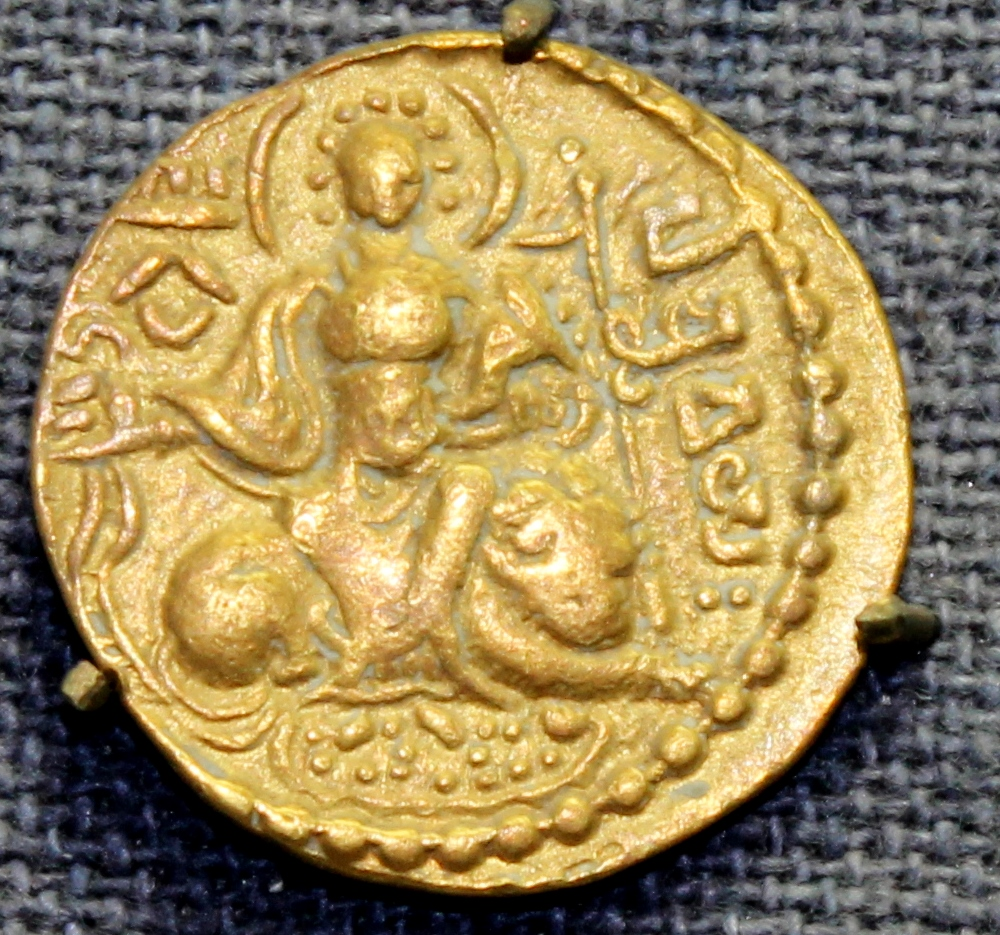
شاندرا غوبتا الأول
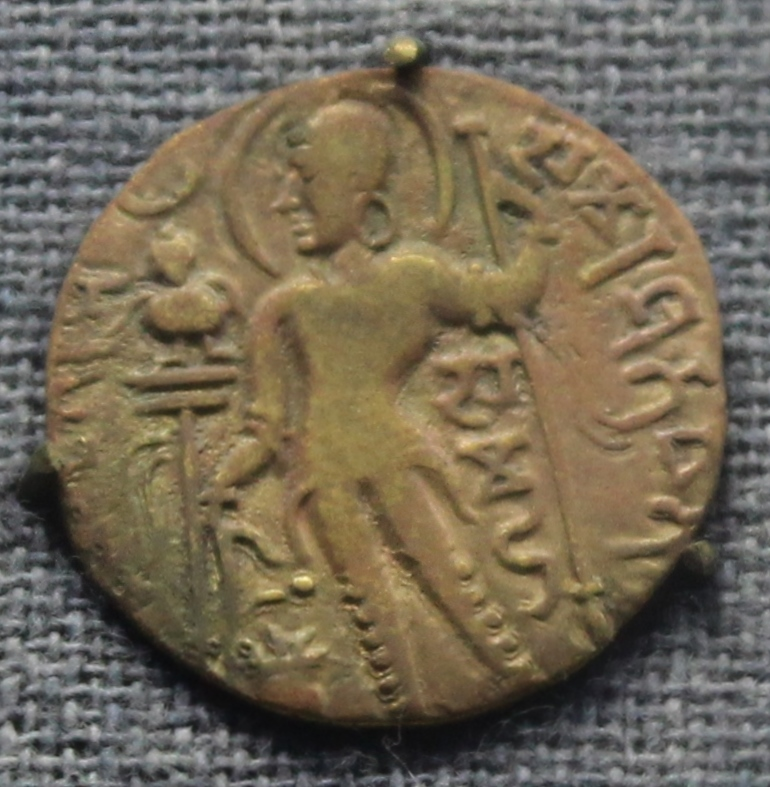
سمودراجوبتا
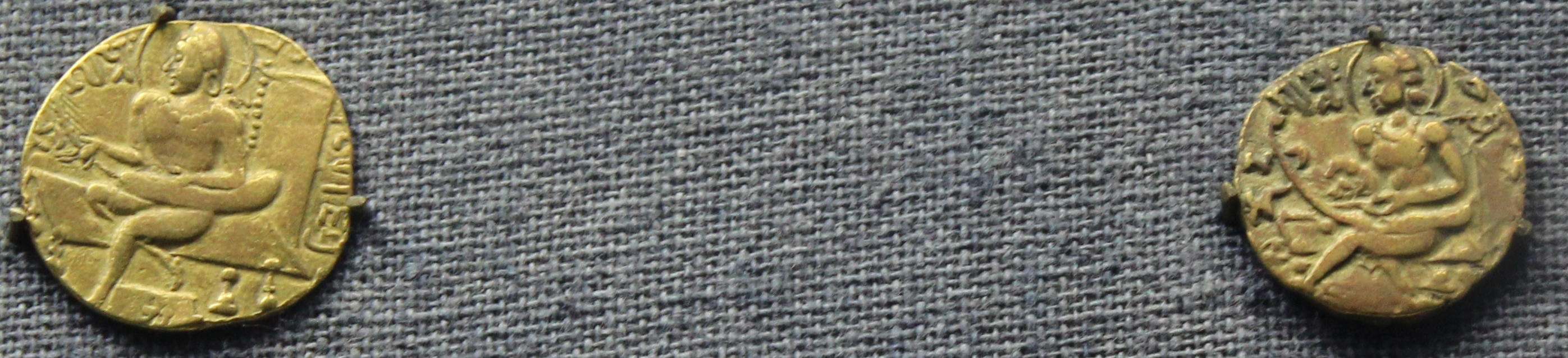
سامودراجوبتا يلعب الفينا.
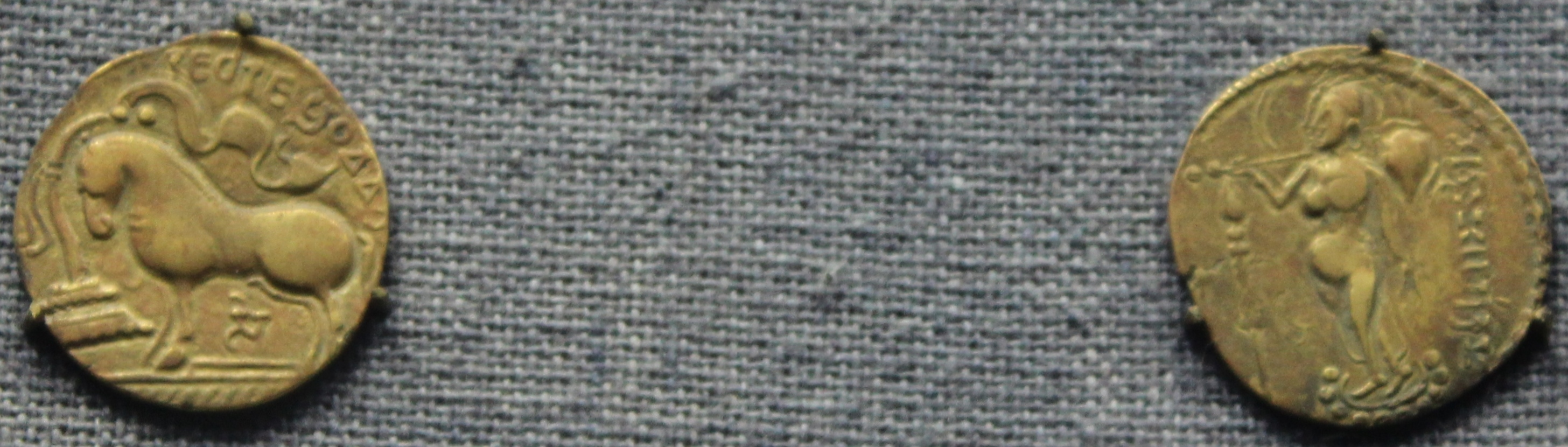
عملات أشوامدها
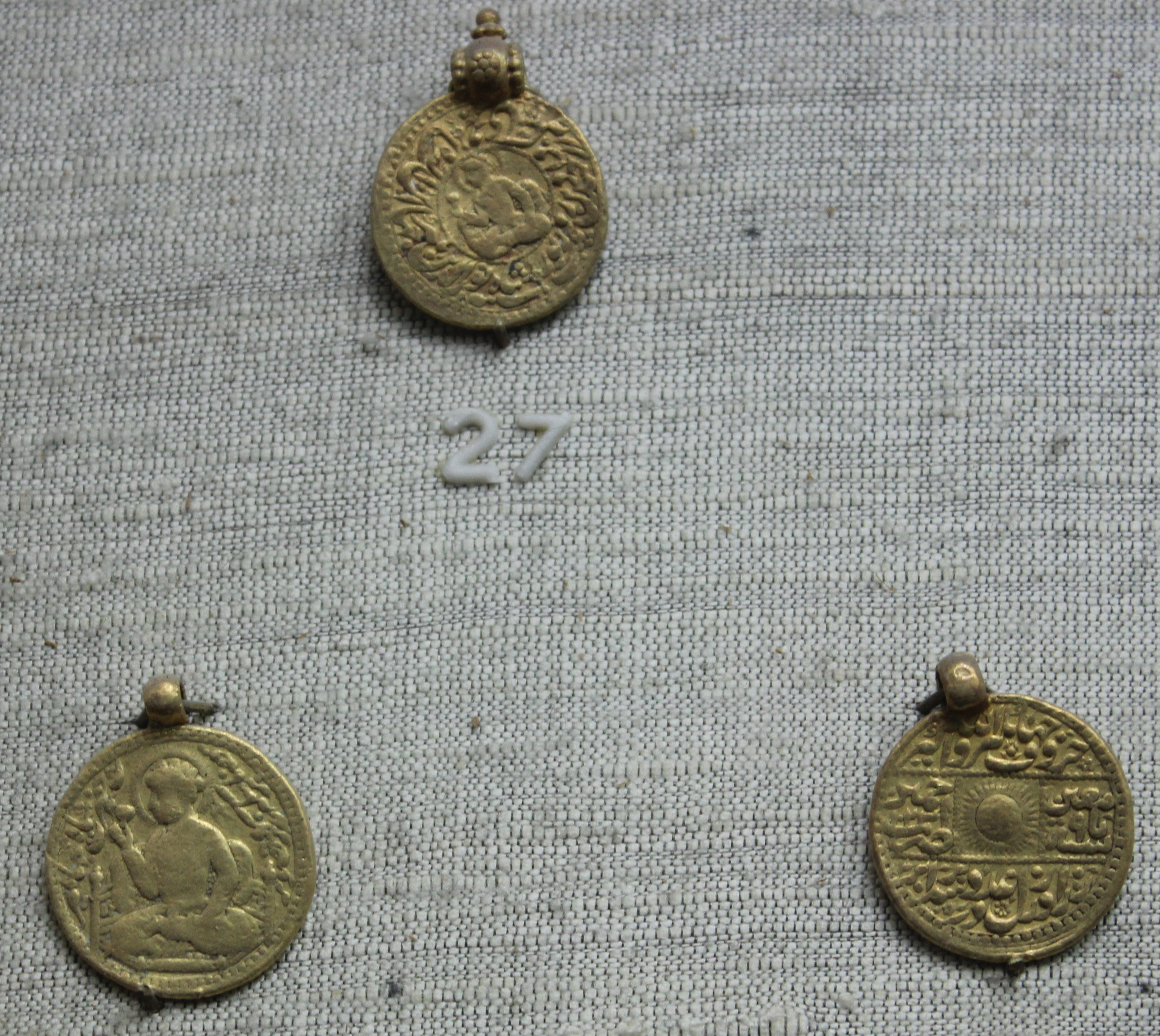
عملات جهانجير.
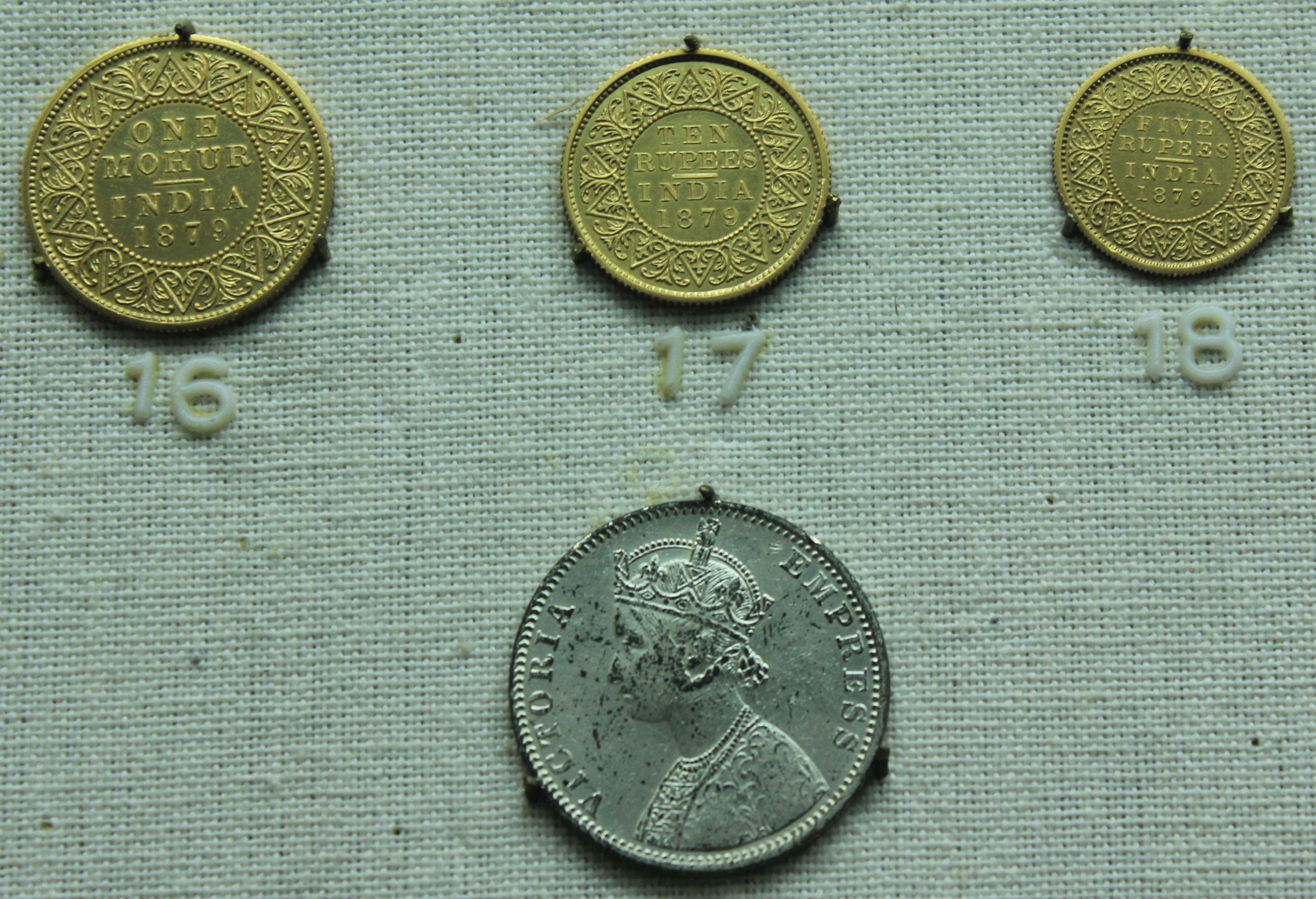
عملات هندية بريطانية، من القرن الثامن عشر الميلادي.

### معرض آسيا الوسطى

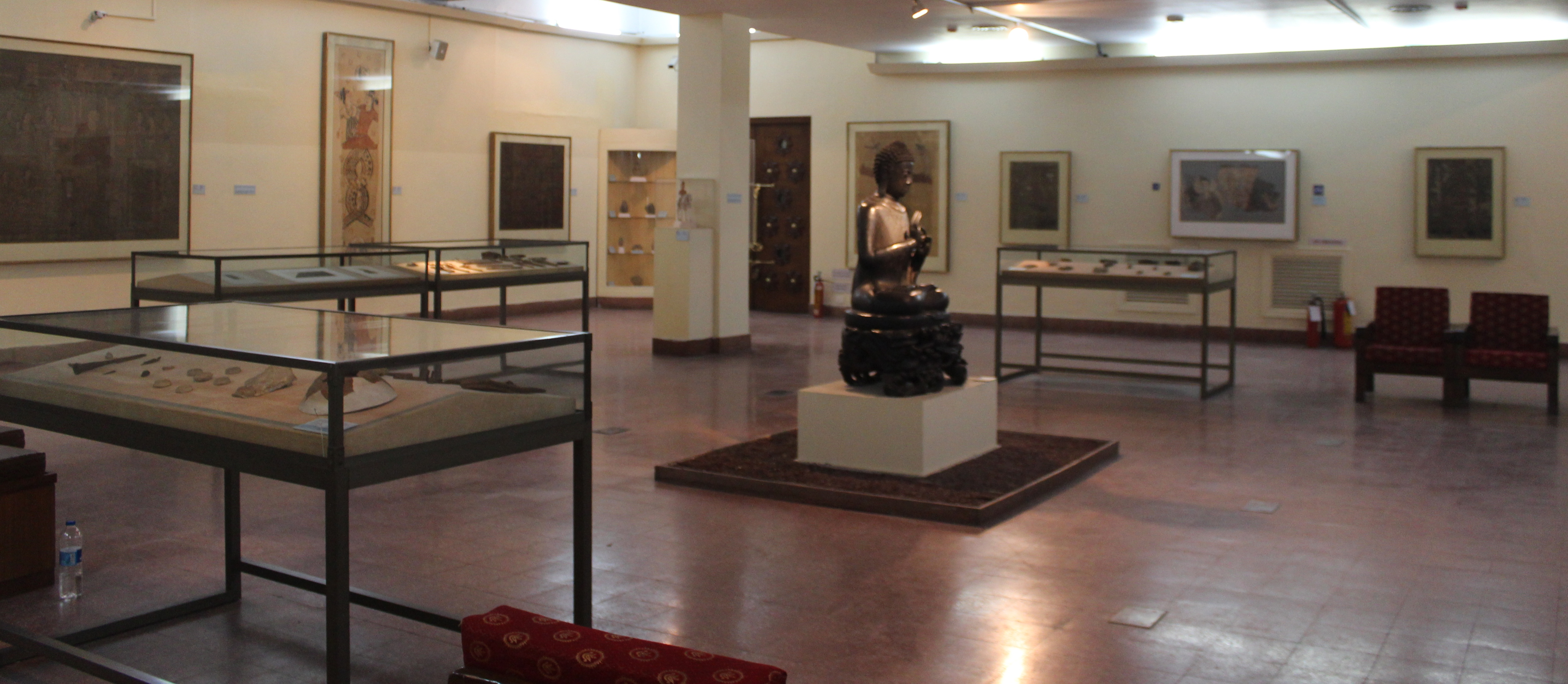
القطع الأثرية في معرض آسيا الوسطى

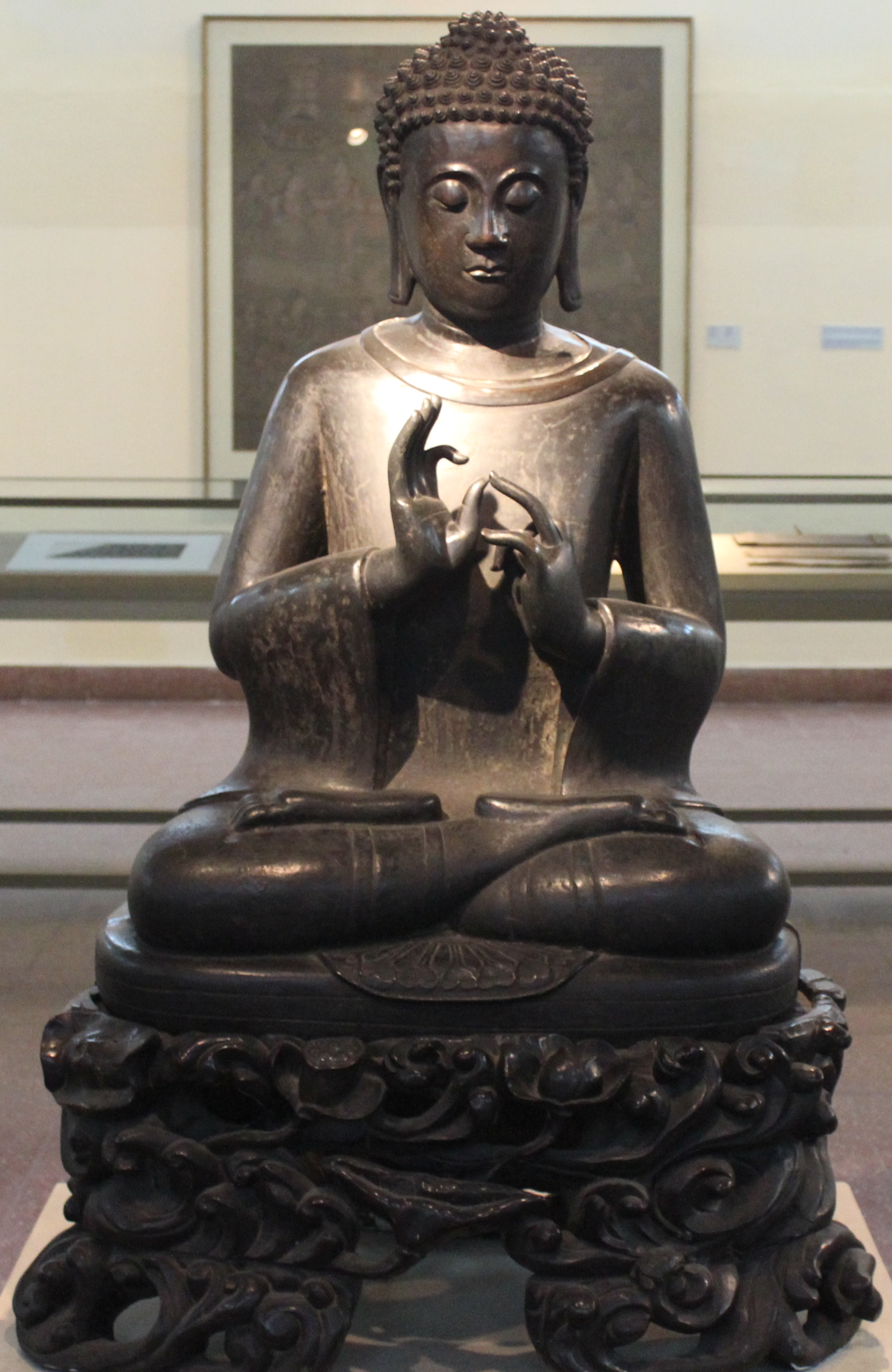
بوذا في دارماتشاكرا مودرا.
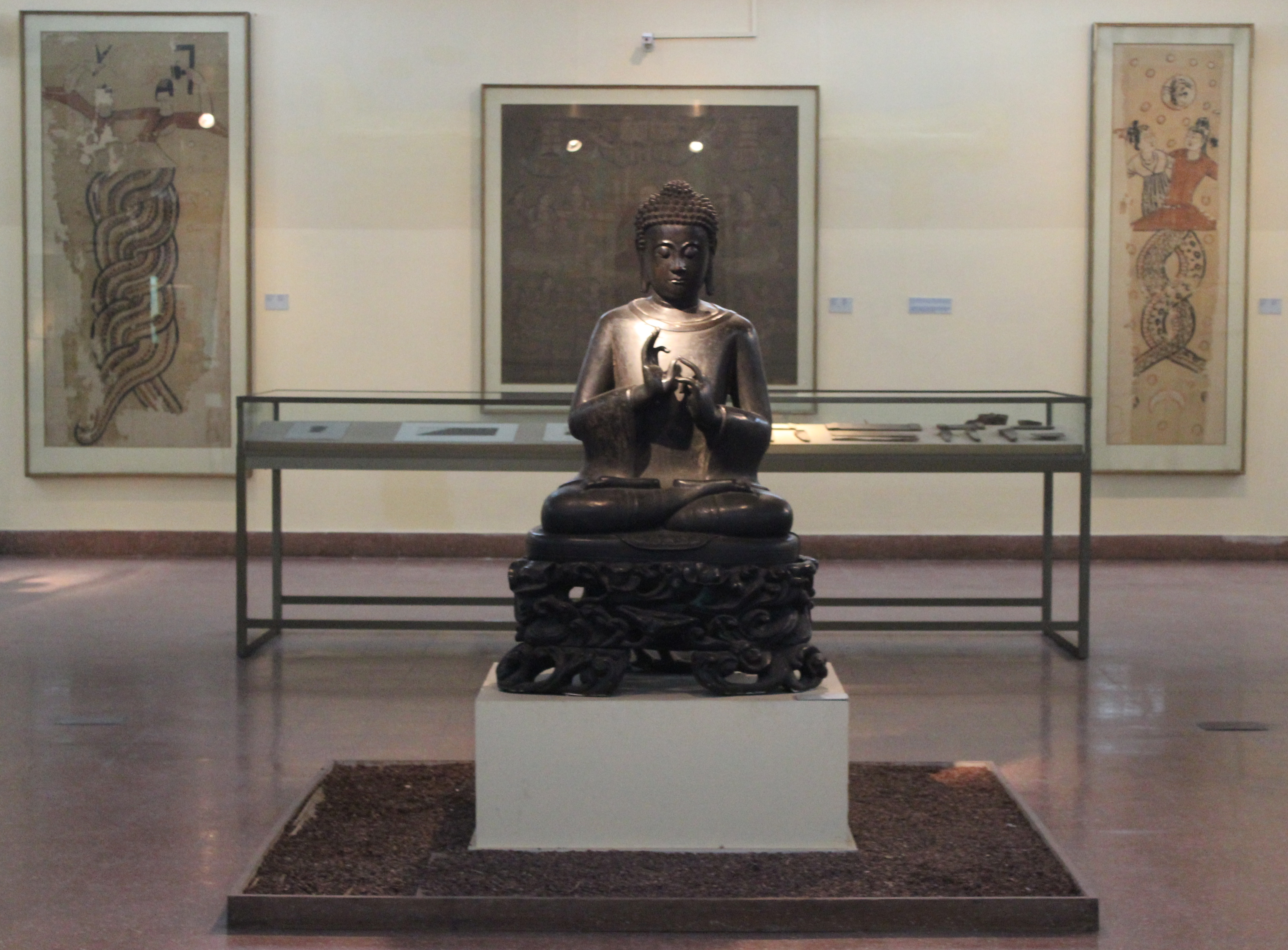
بوذا في معرض الفنون في آسيا الوسطى.
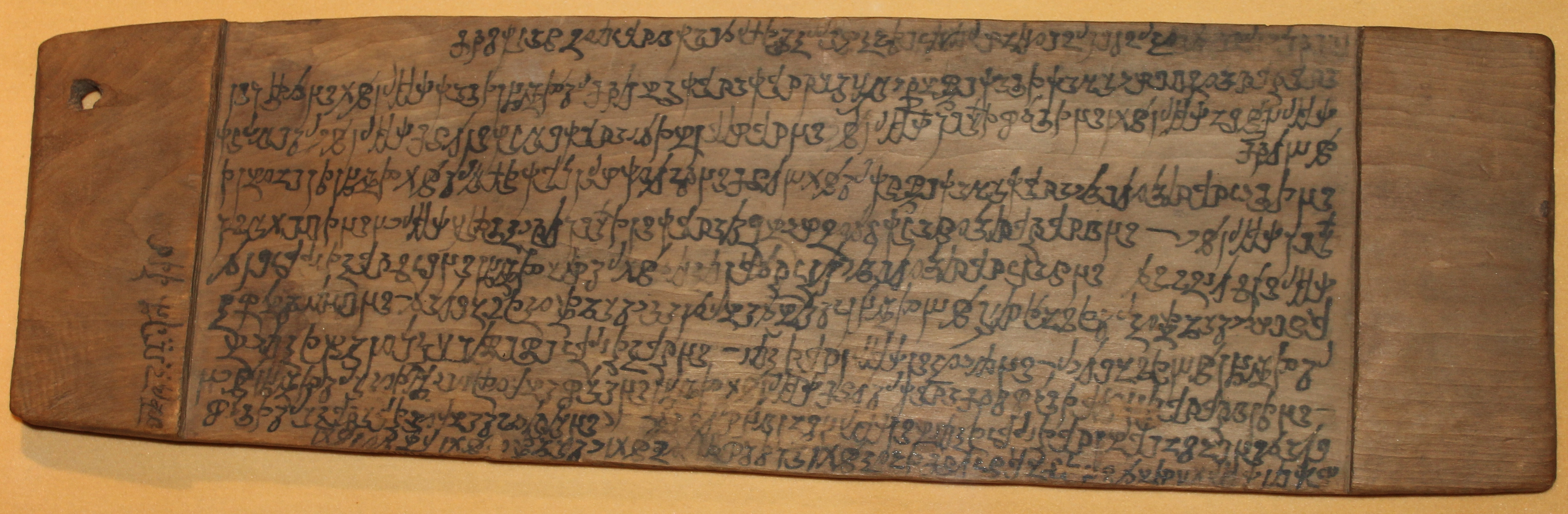
قرص يحتوي على مخطوطة خروشتي.
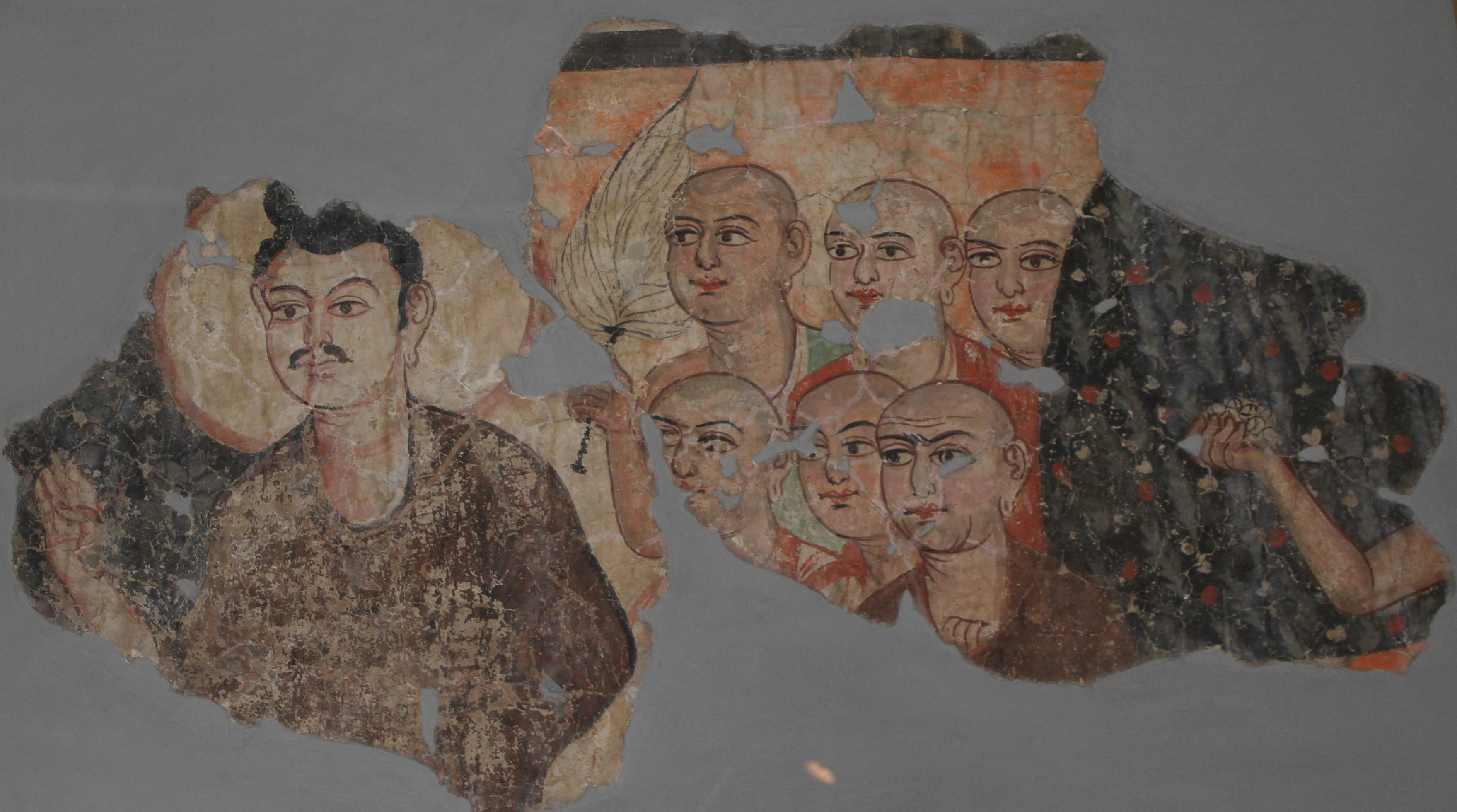
جزء من لوحة جدارية تظهر بوذا مع تلاميذه.

### معرض التراث البحري

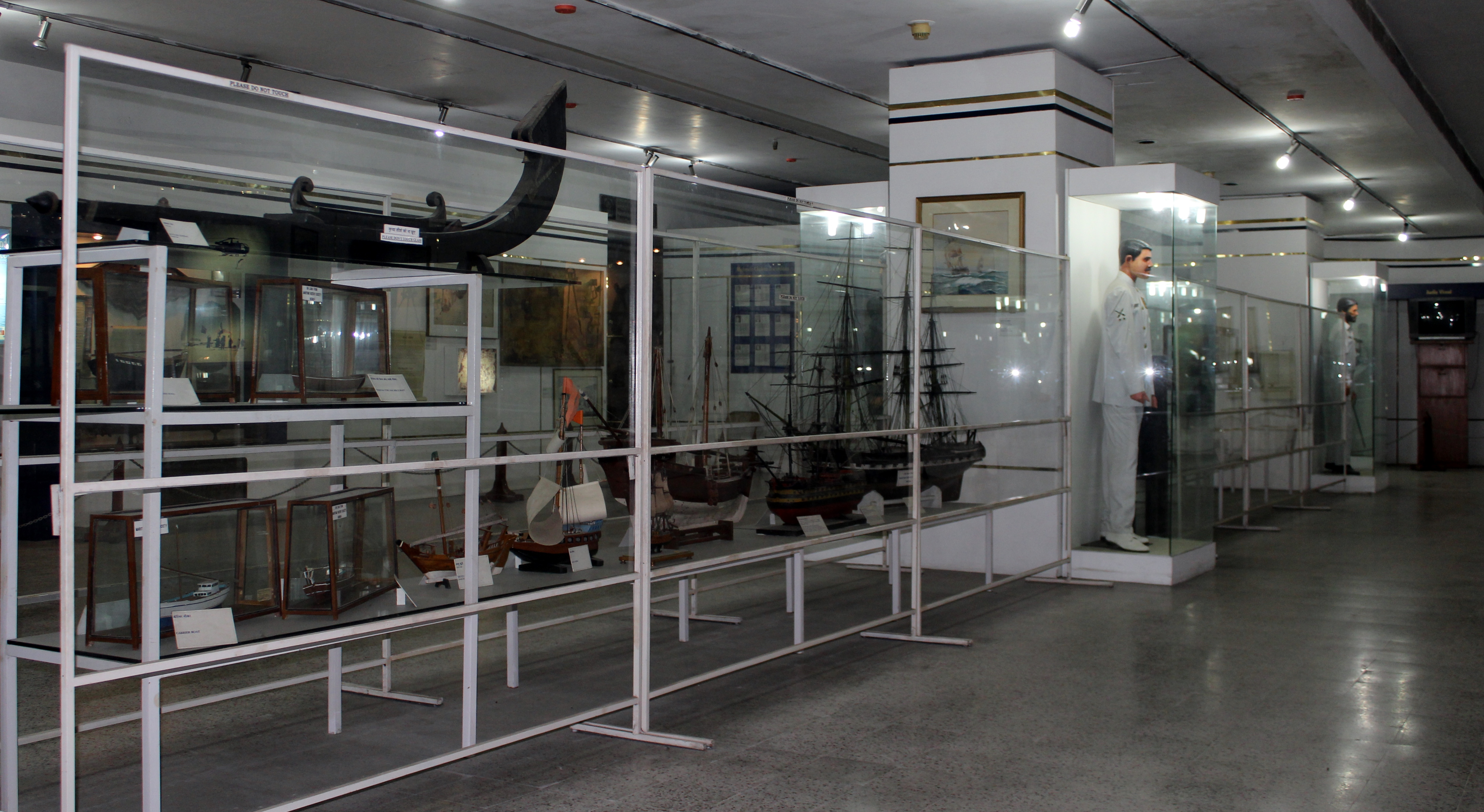
منظر للصالة البحرية
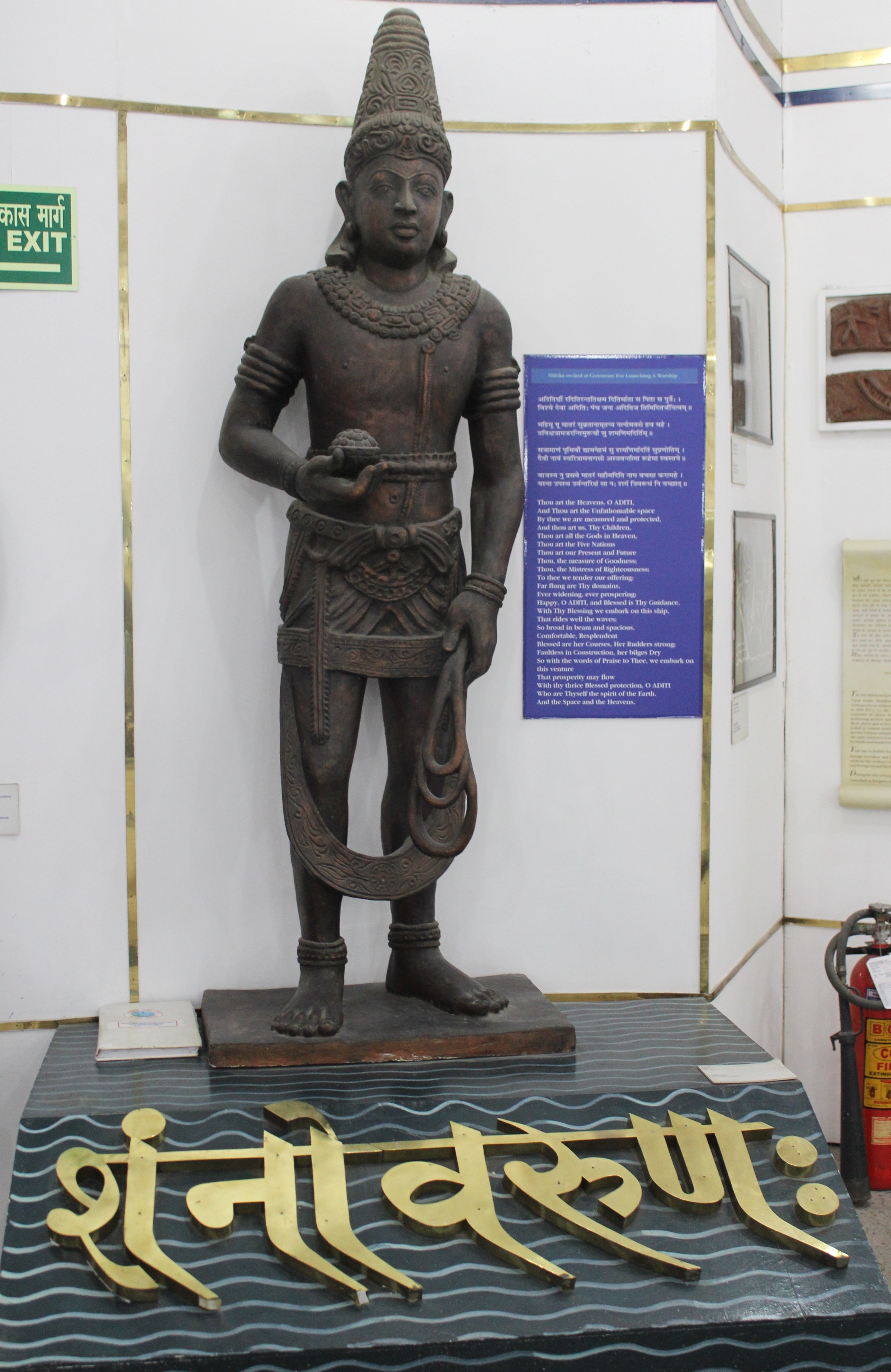
داخل المعرض
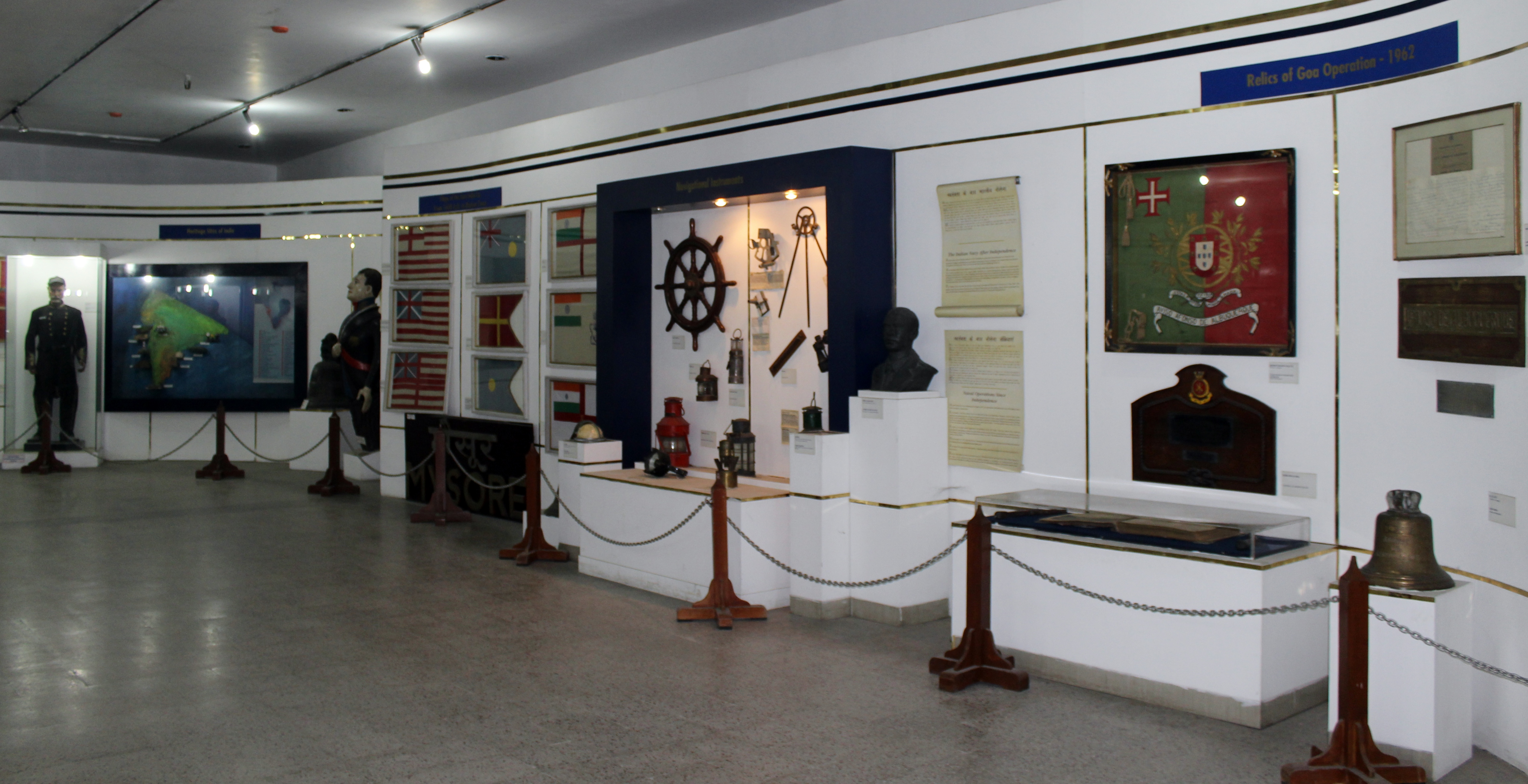
معرض أشياء متنوعة.
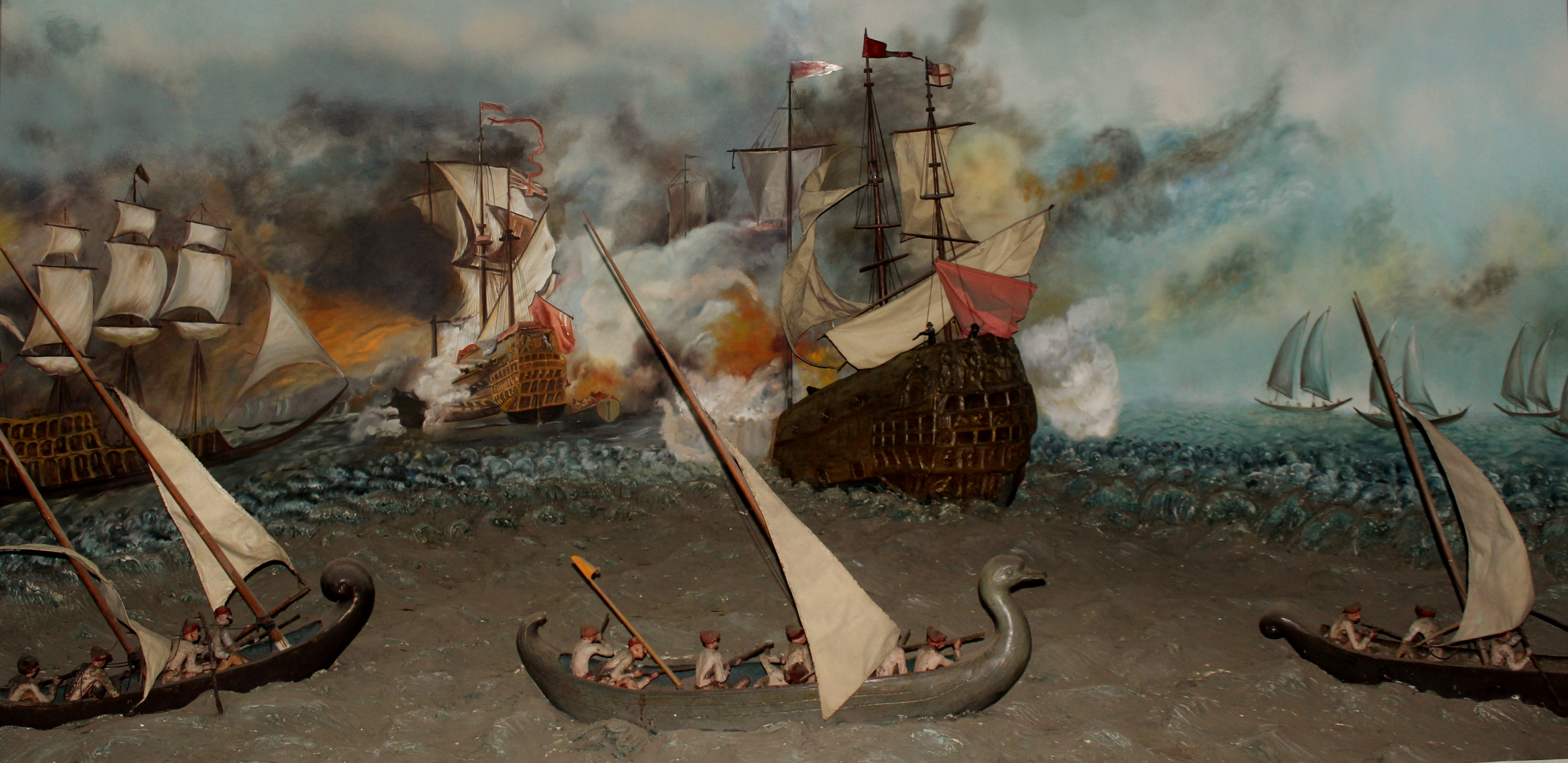
ديوراما تظهر تكتيكات المراثا البحرية.
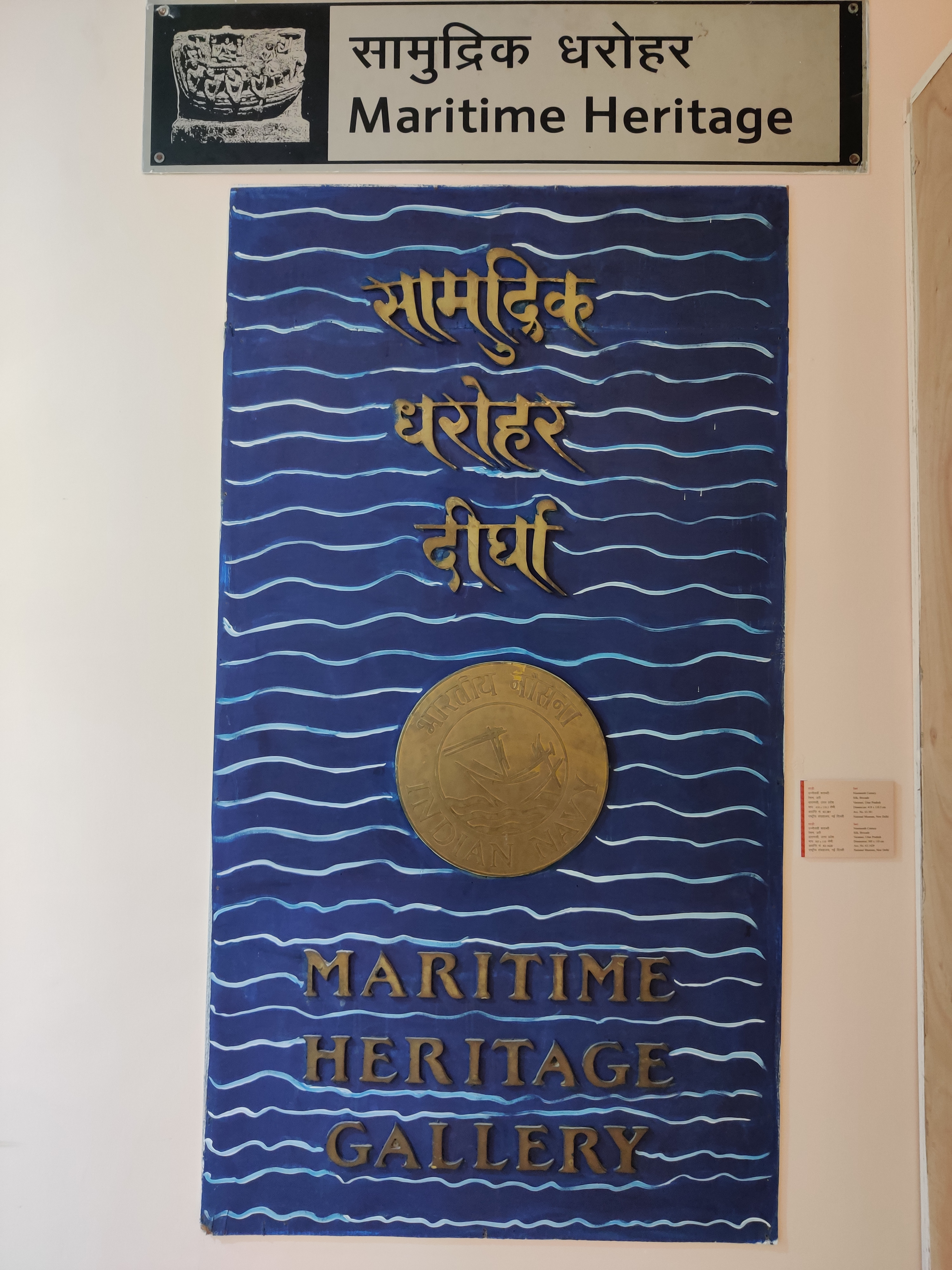
مدخل معرض التراث البحري.

### معرض لوحات تانجور ومايسور

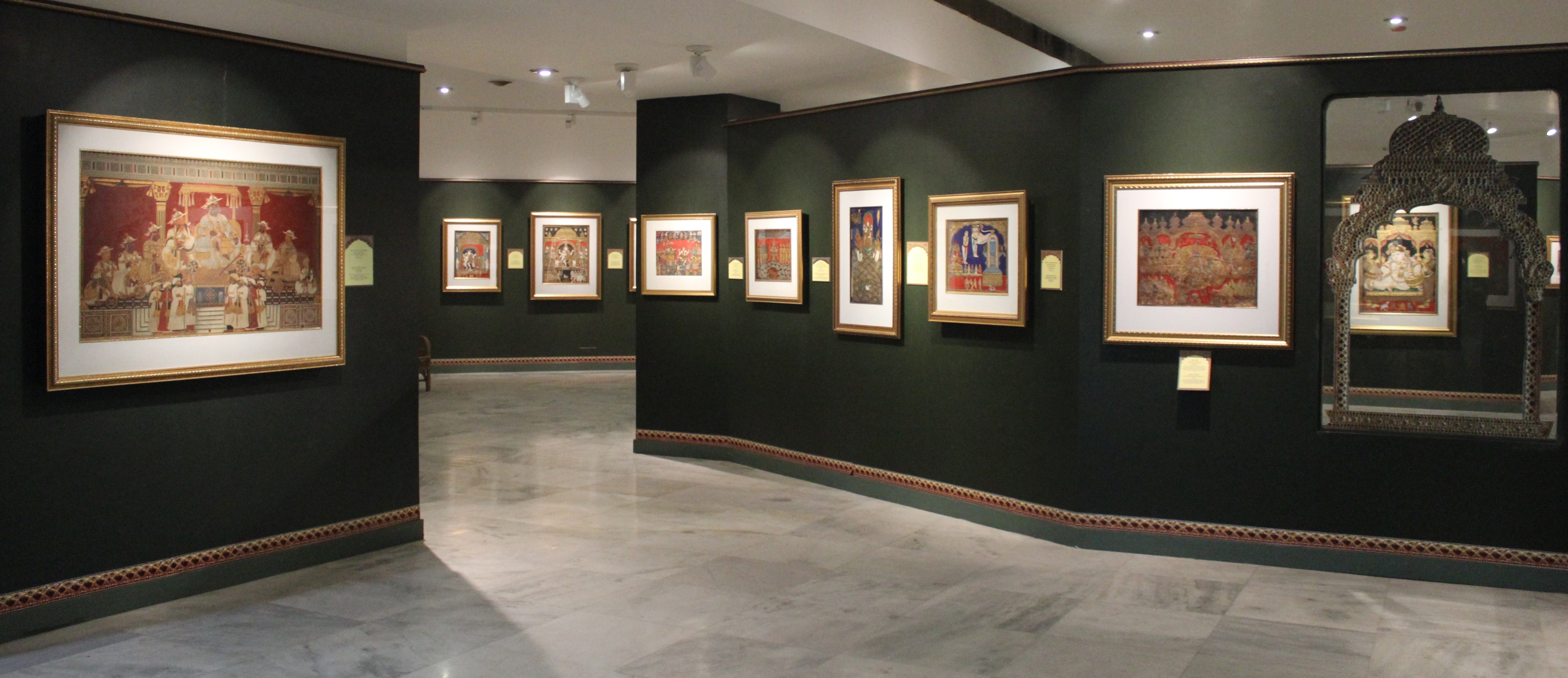
معرض لوحات تانجور ومايسور

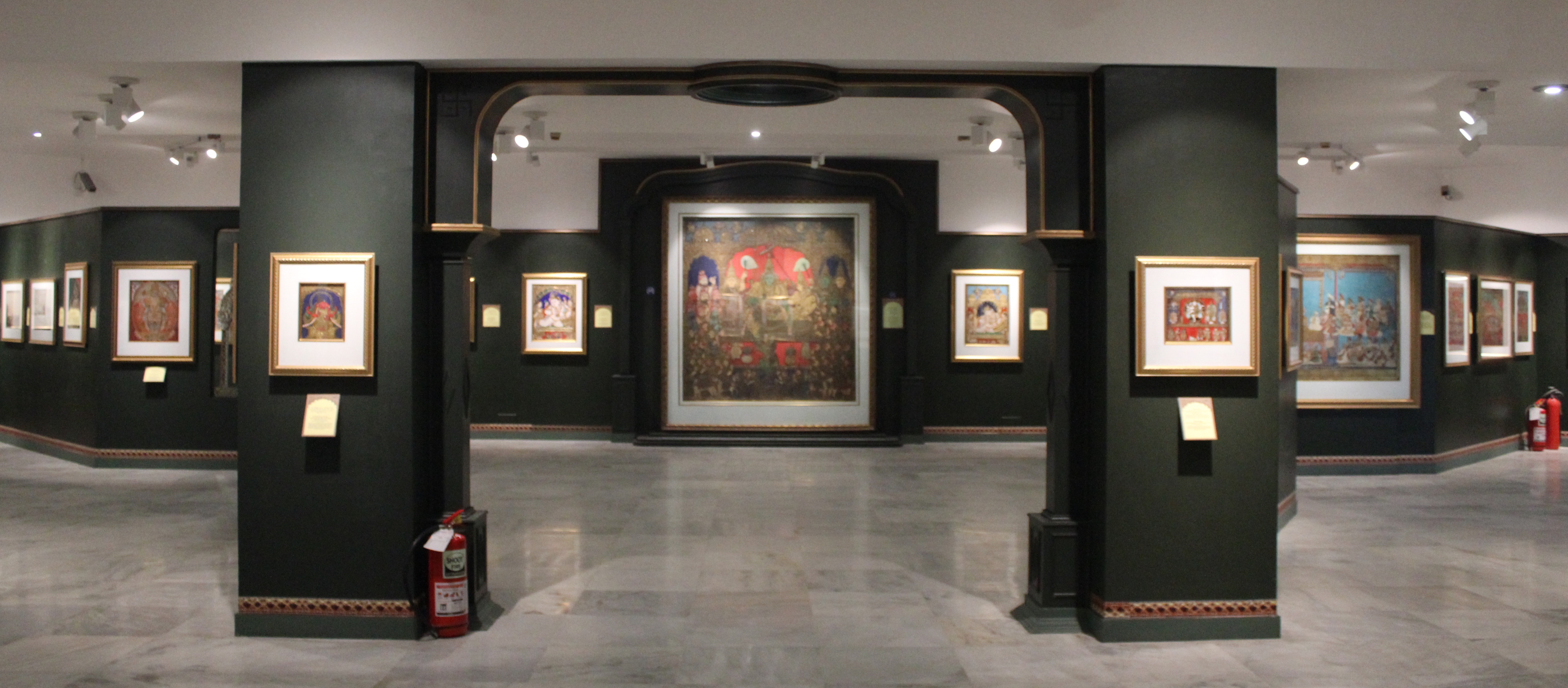
منظر للمعرض.
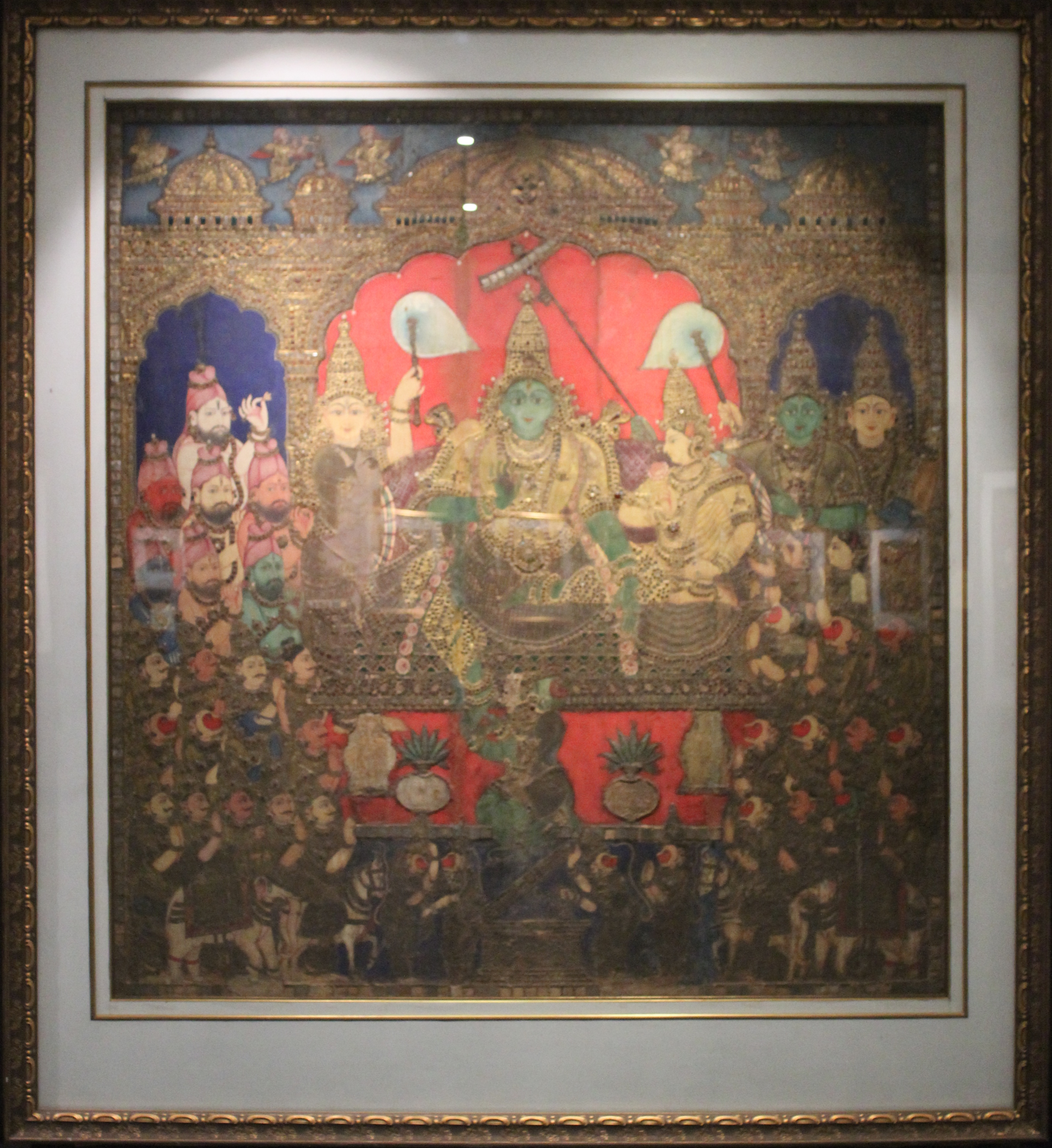
راما دربار (تتويج راما في أيوديا).

### معرض المنسوجات

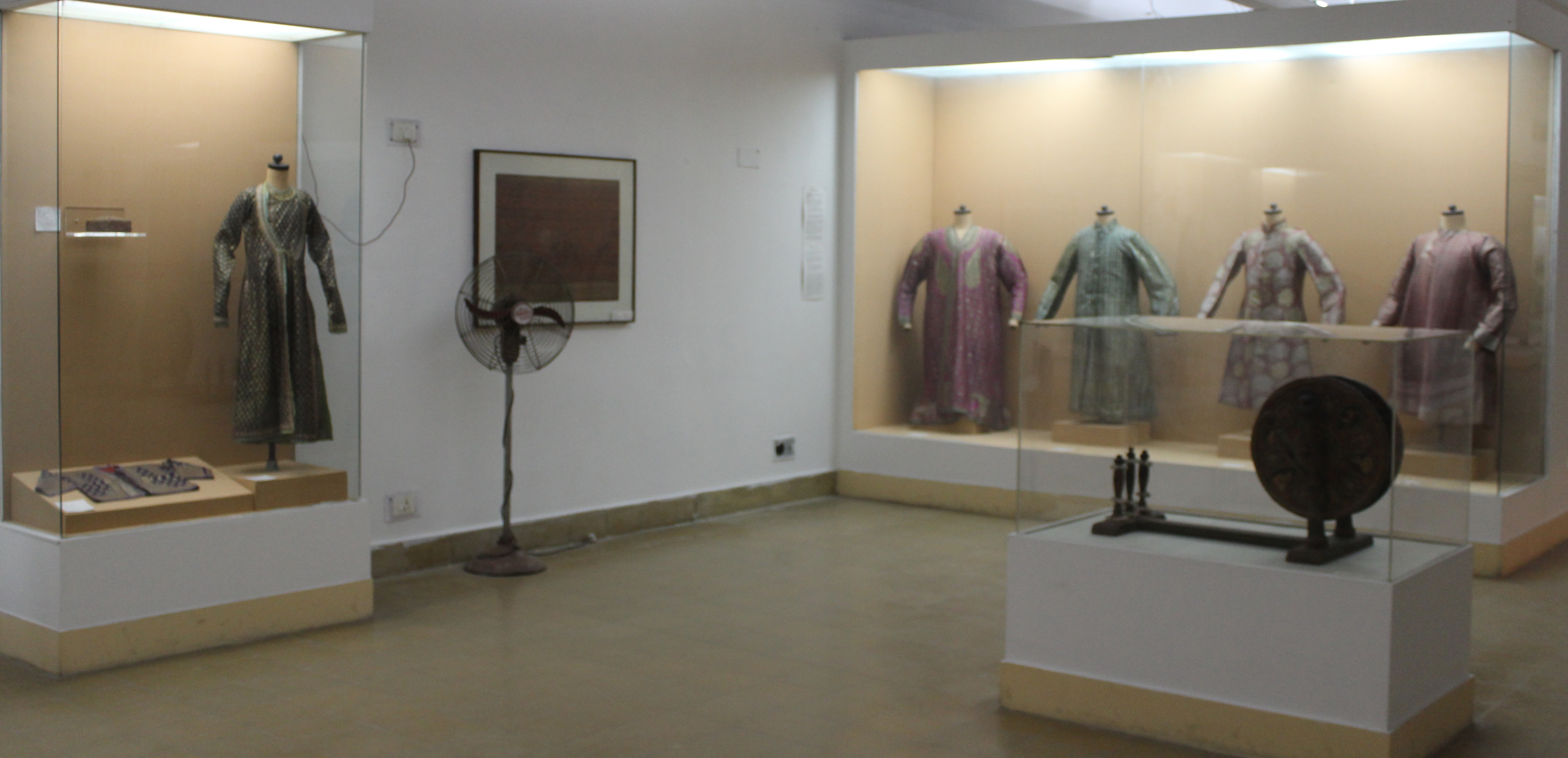
منظر لمعرض المنسوجات.
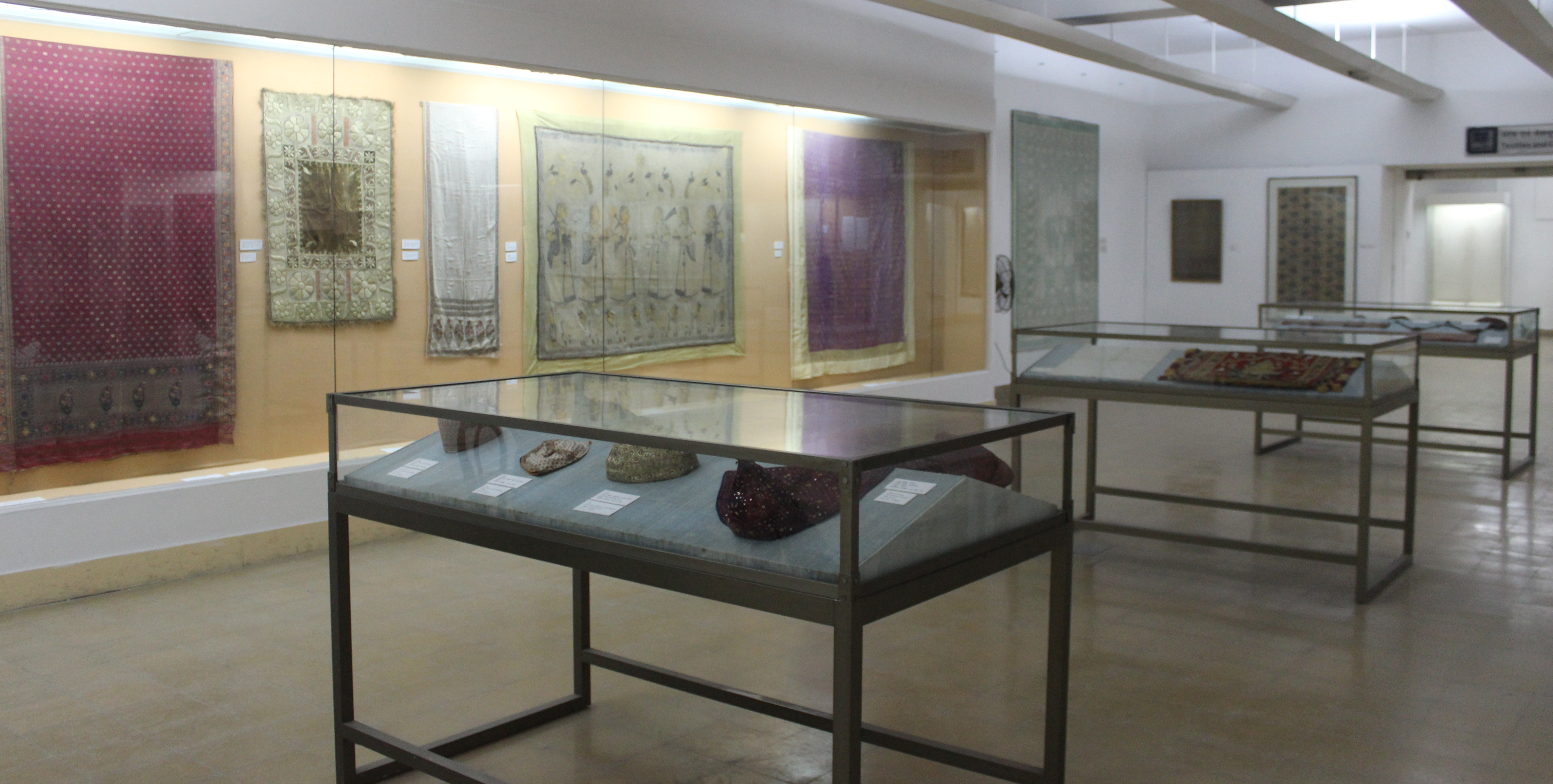
منظر آخر لمعرض المنسوجات.
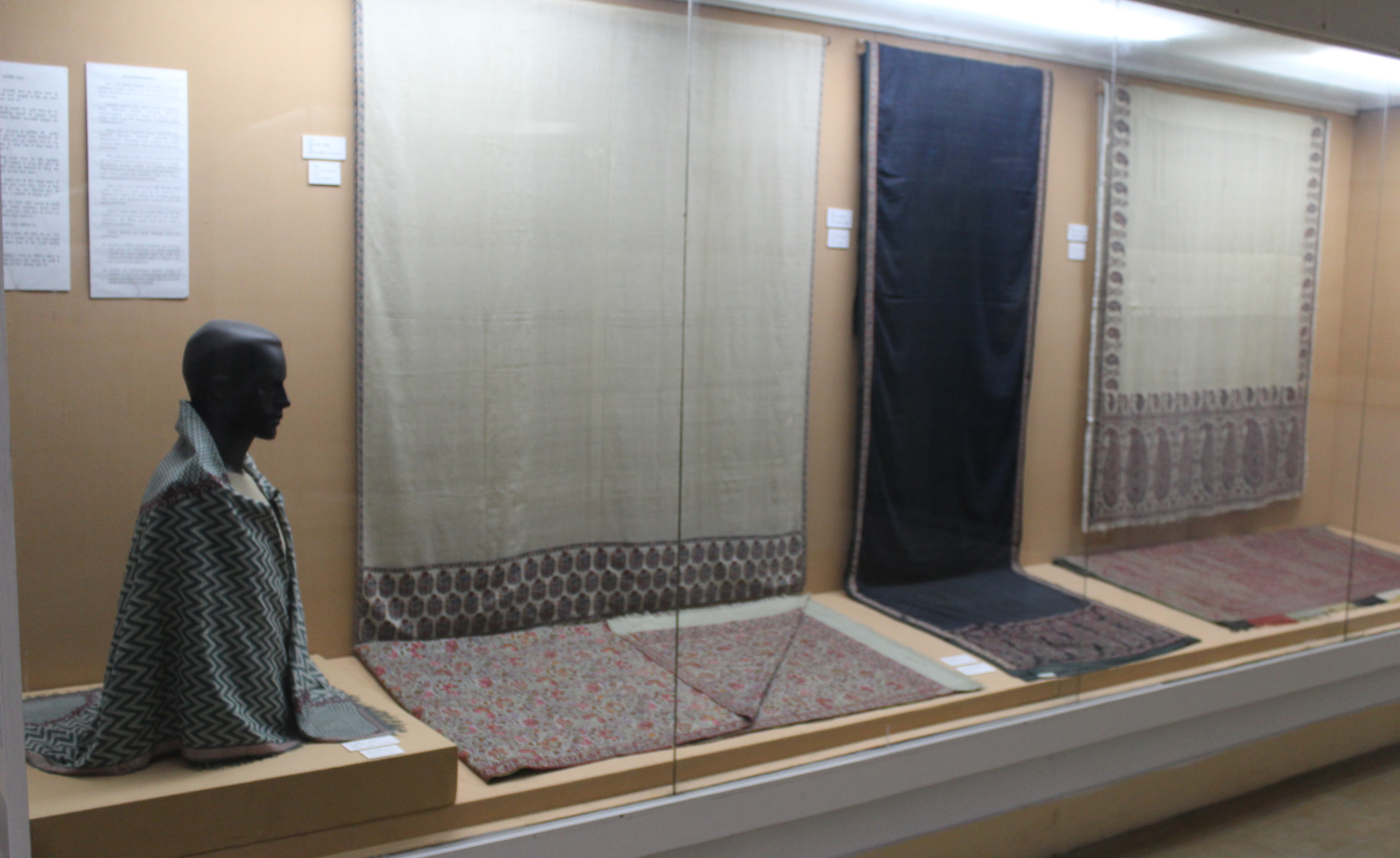
منظر للشالات من كشمير في معرض المنسوجات.
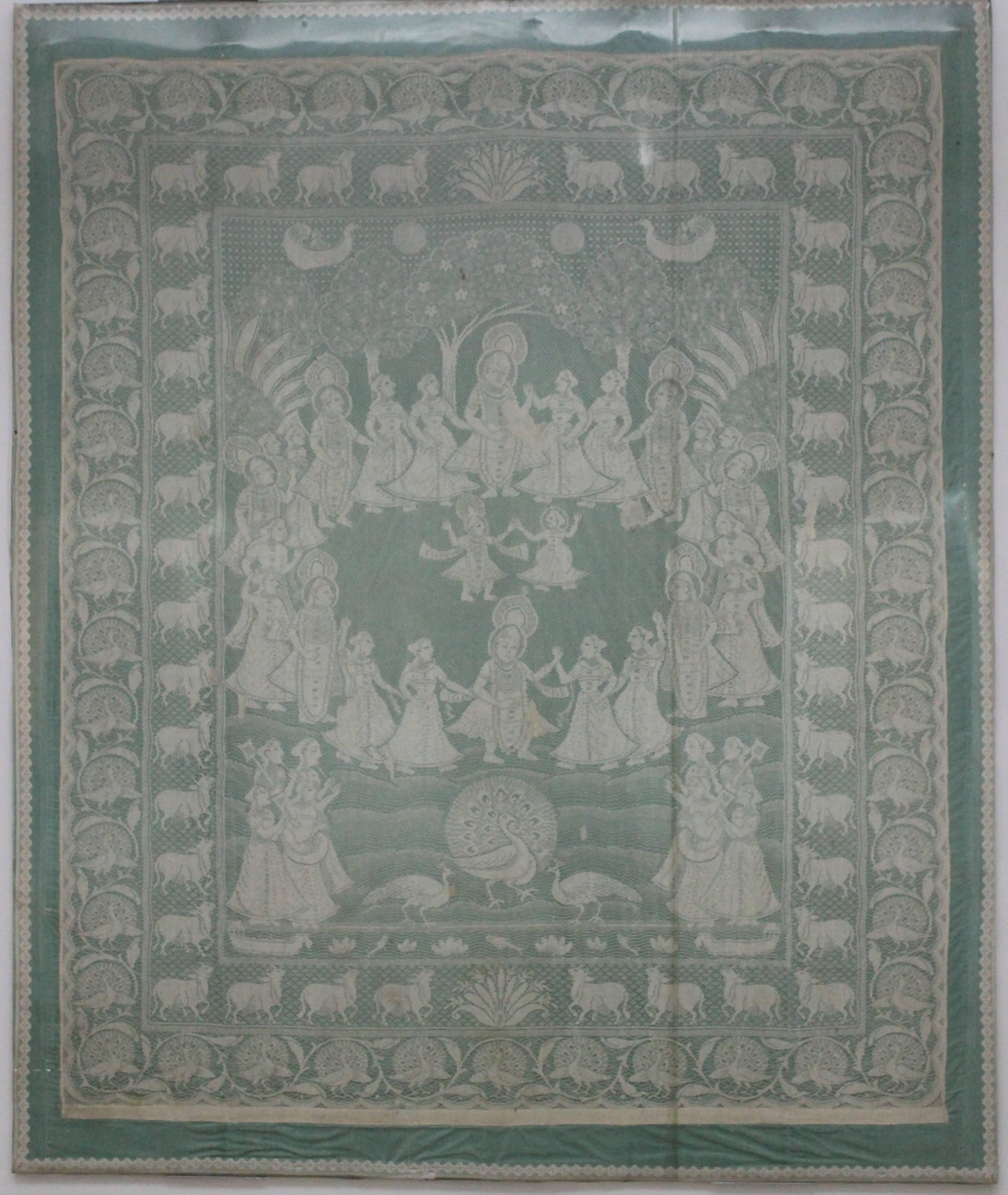
بيتشواي على الشبكة.
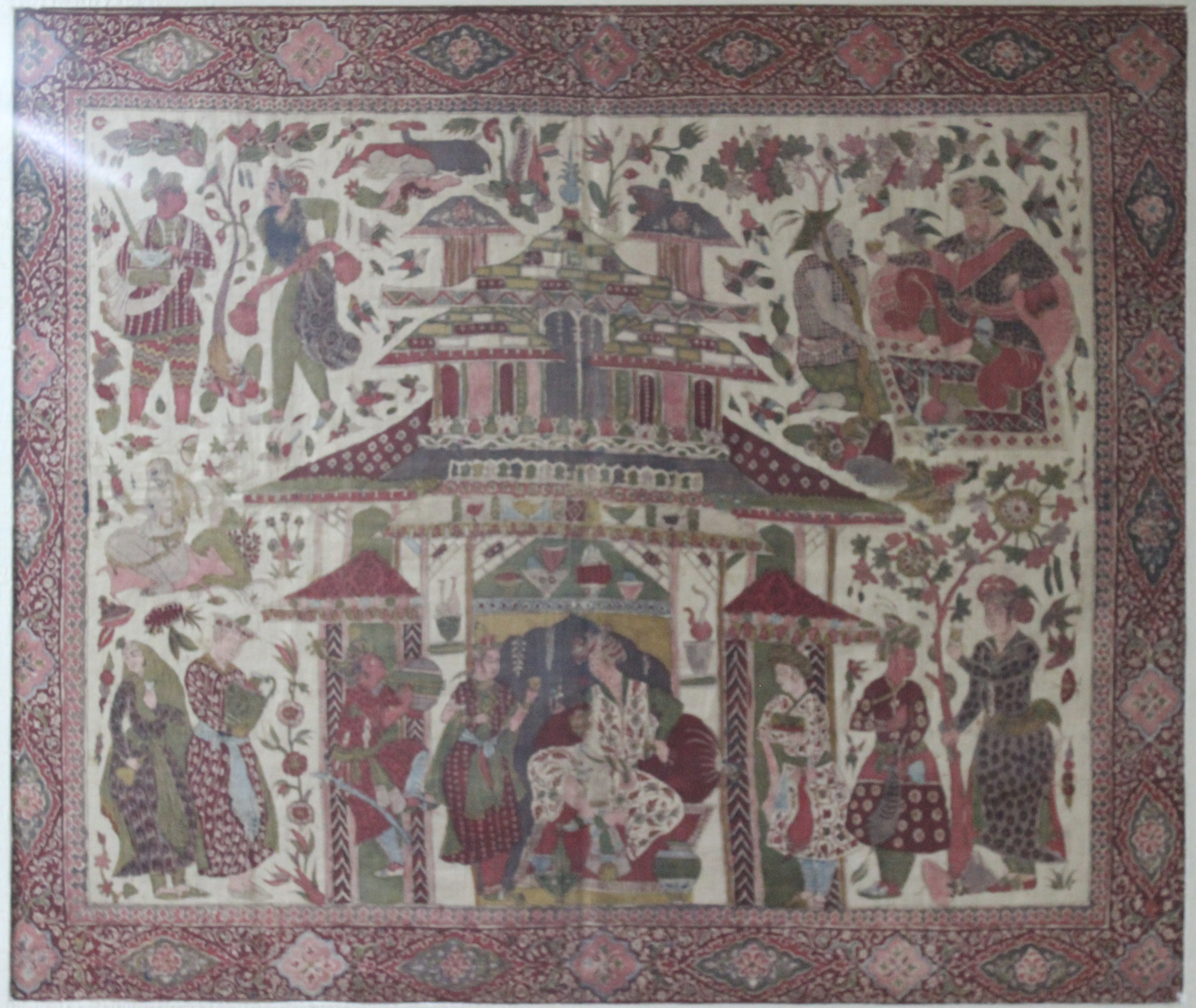
منسوجة رومال
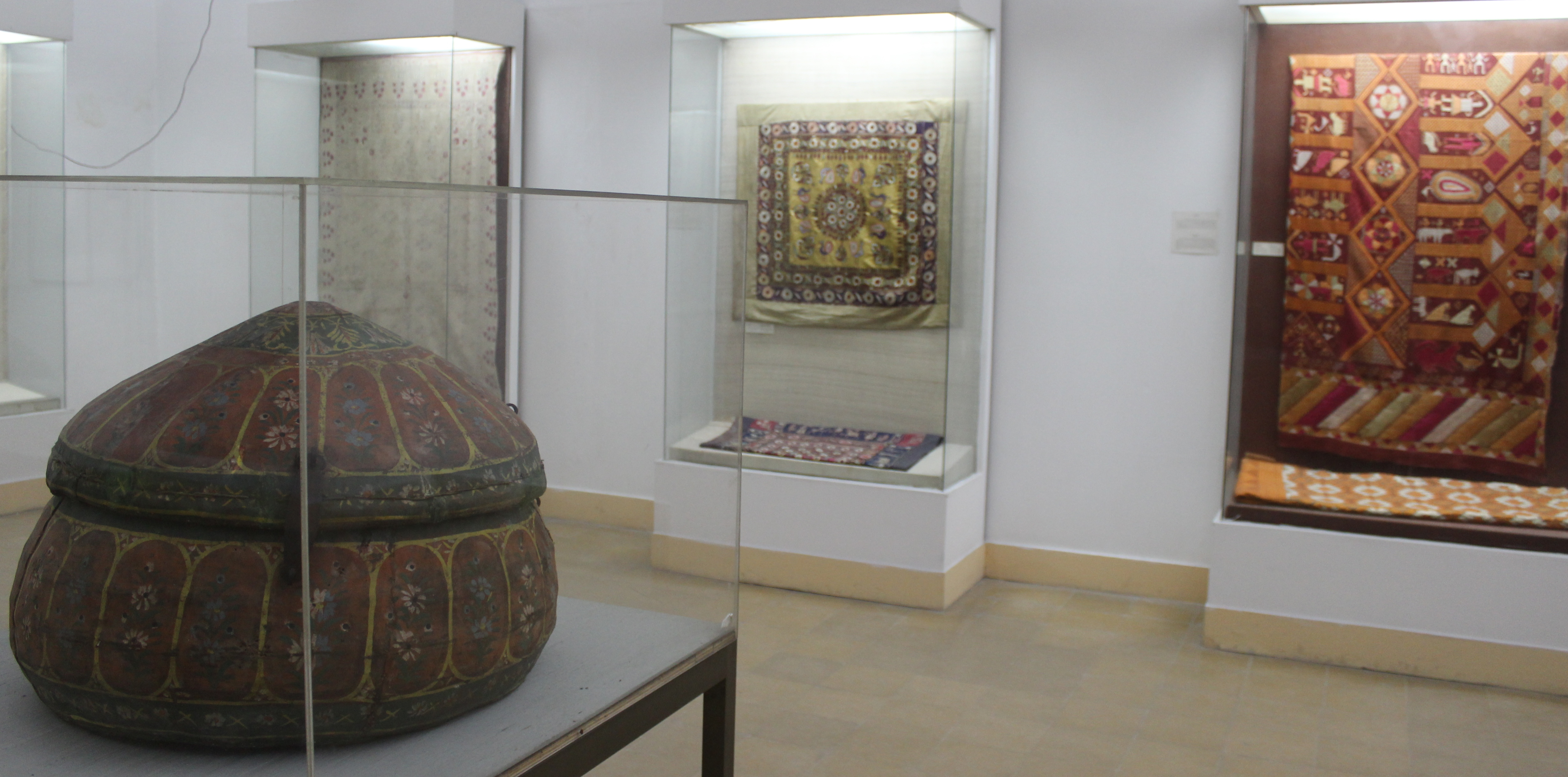
صندوق بيتارا في معرض المنسوجات.

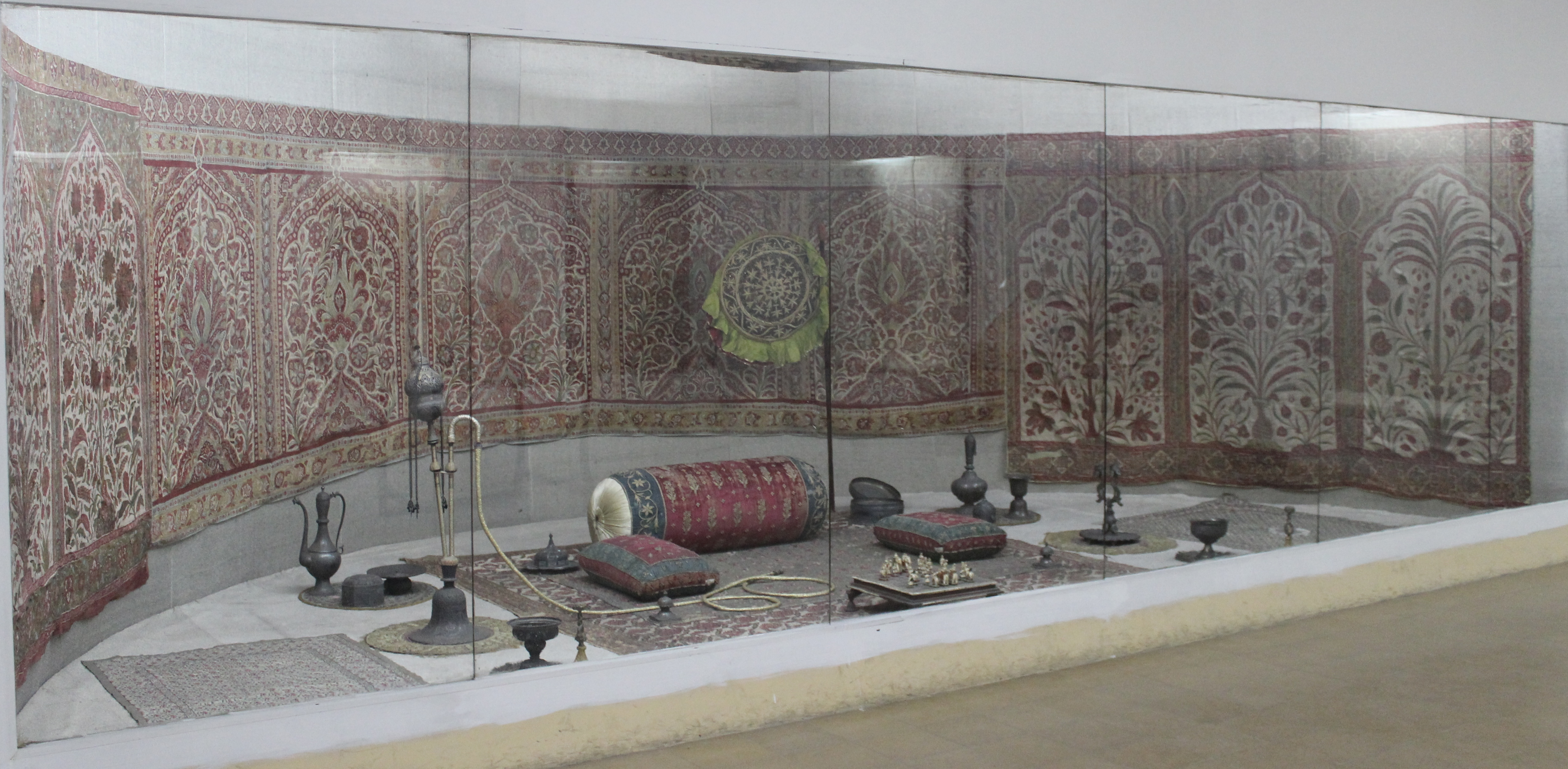
استخدام المنسوجات في خيمة راجاس
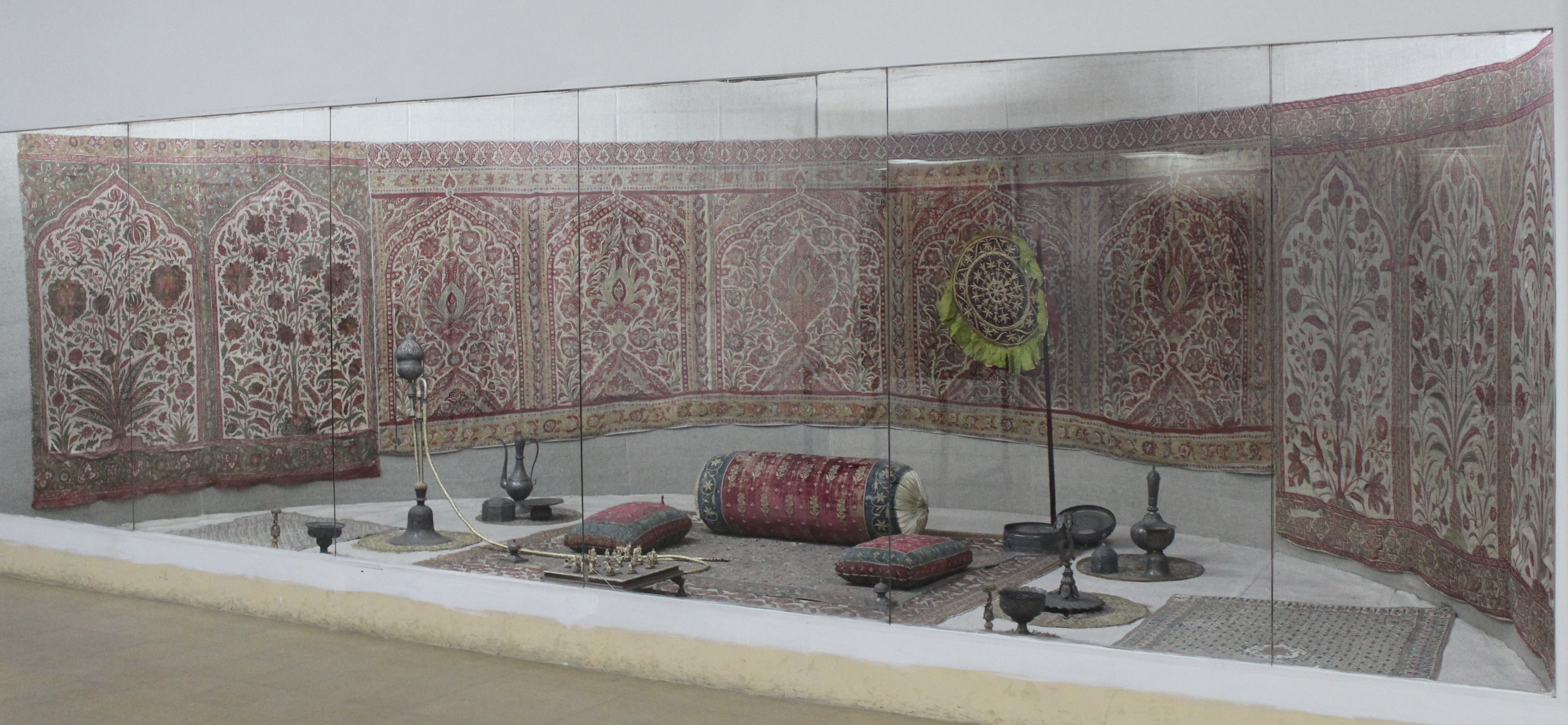
منظر آخر لاستخدام المنسوجات في خيمة راجاس

### معرض الفنون قبل الكولومبية والغربية

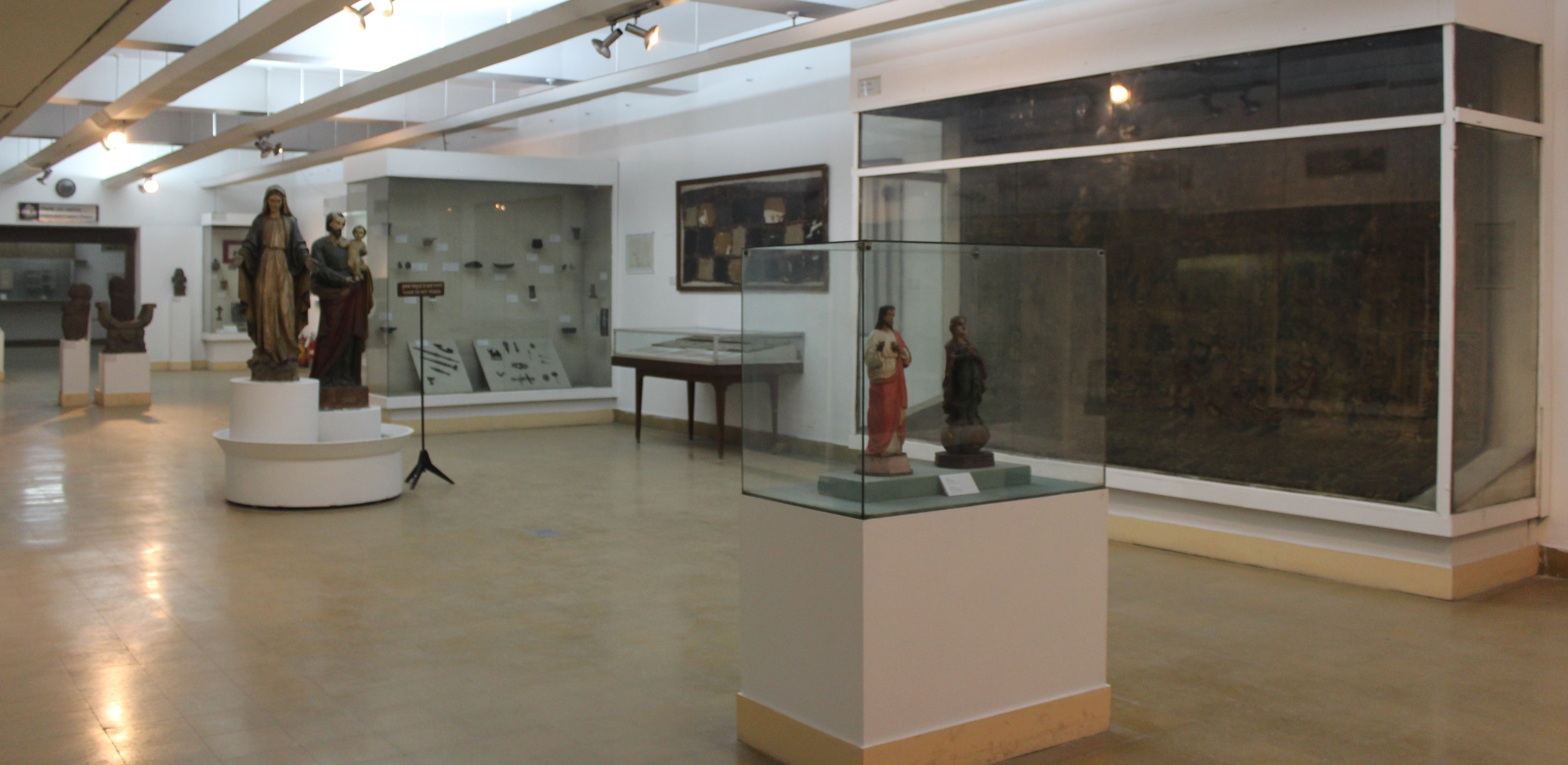
منظر للمعرض الذي يحتوي على قطع أثرية من عصور ما قبل كولومبوس

## قسم الأنثروبولوجيا

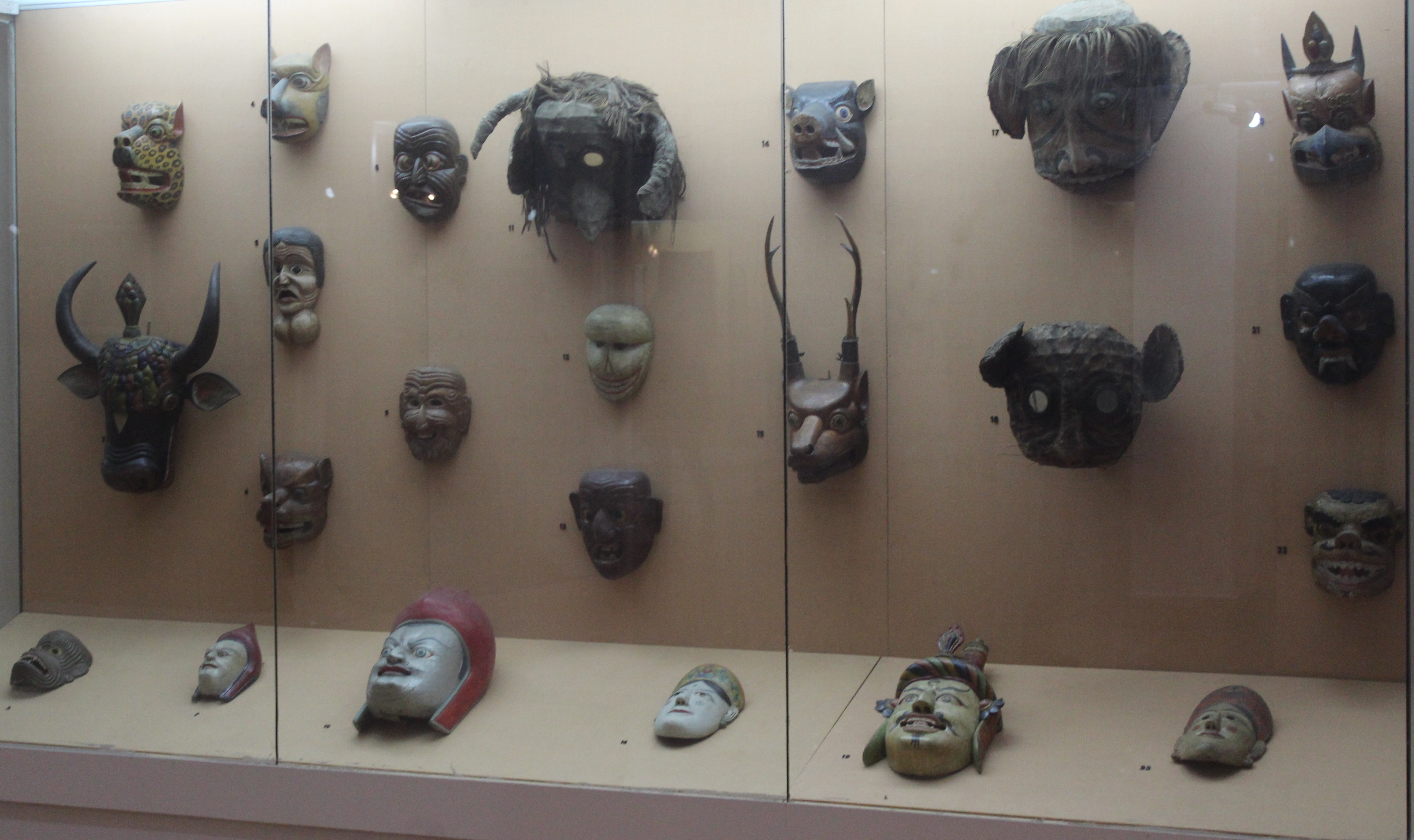
منظر للأقنعة المختلفة الموجودة في معرض نمط الحياة القبلية الشمالية الشرقية.
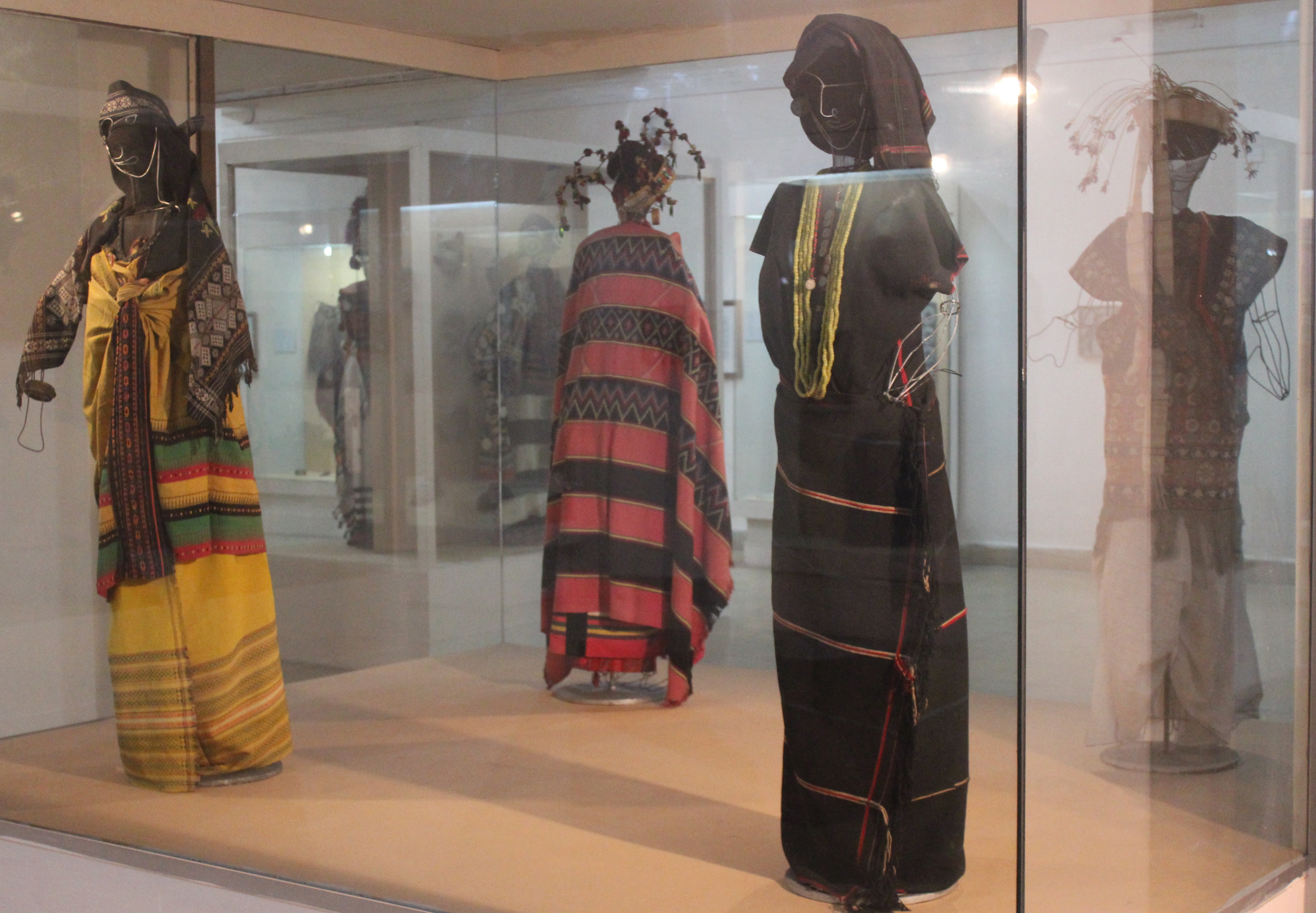
منظر لمعرض نمط الحياة القبلية الشمالية الشرقية.
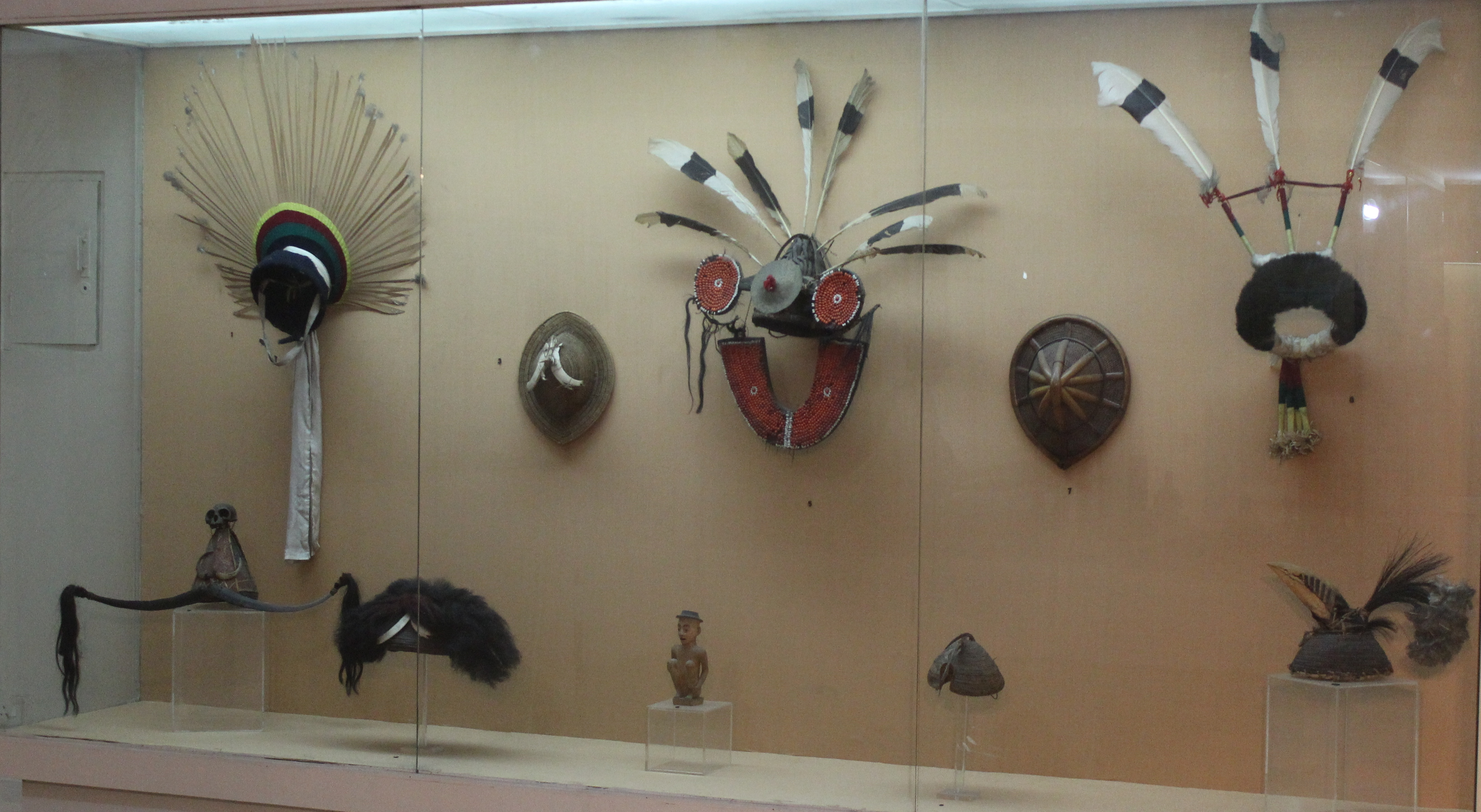
منظر لأغطية الرأس المختلفة في معرض أسلوب الحياة القبلية.
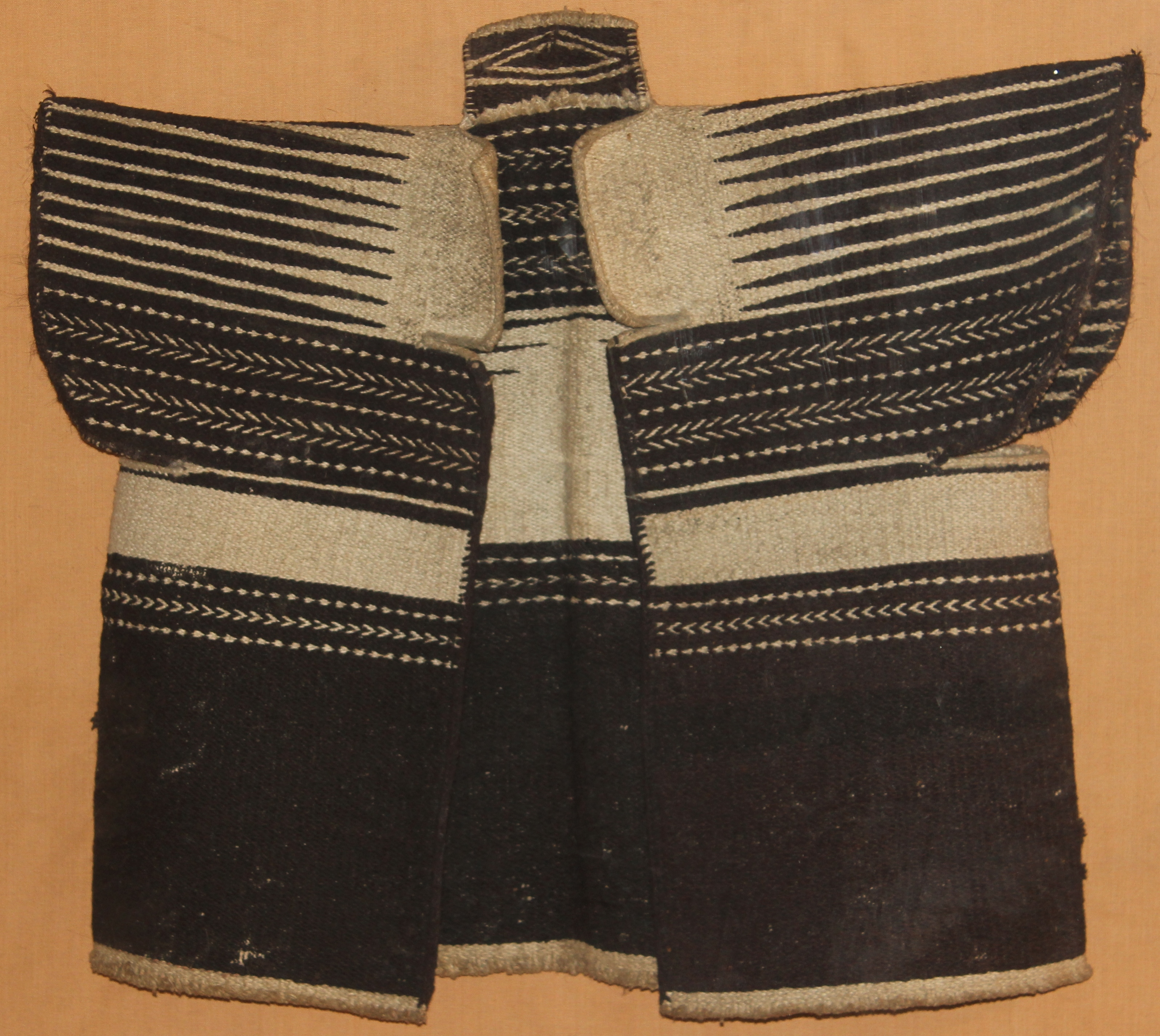
معطف مصنوع من الألياف والشعر البشري والقطن.

### معرض شاران راني بقليوال للآلات الموسيقية

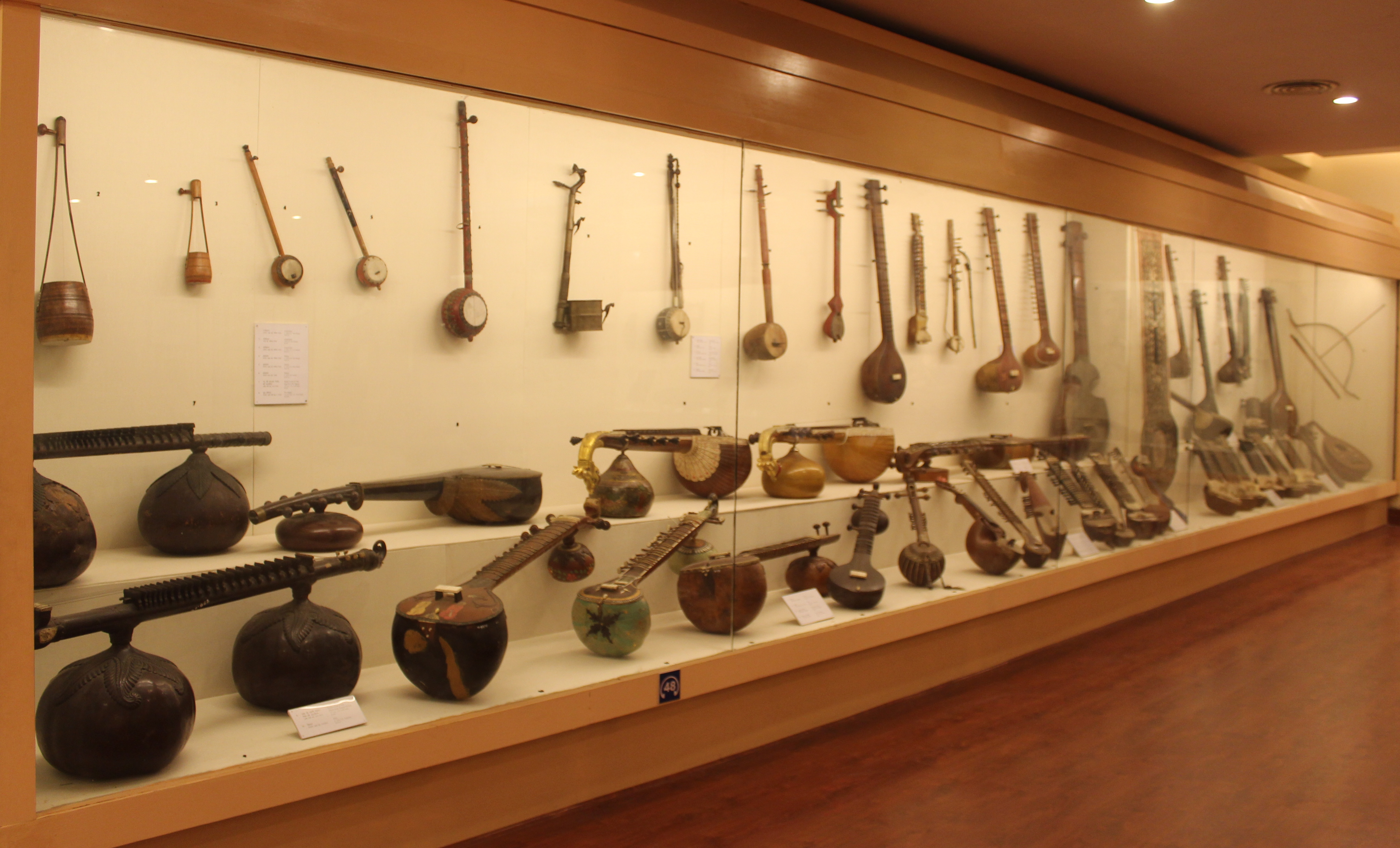
منظر للآلات الموسيقية
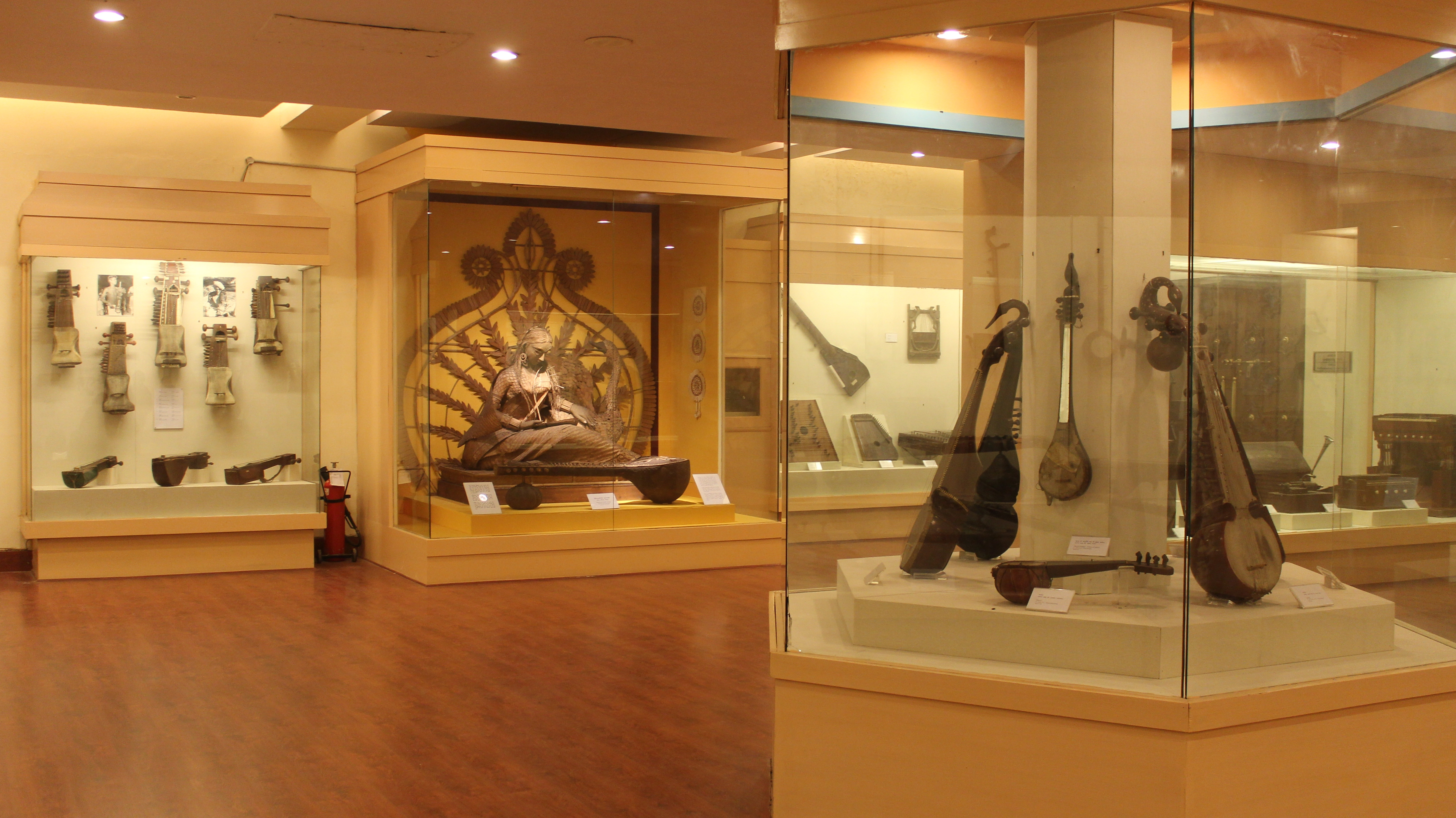
عرض أكبر للمعرض

## معرض المنحوتات الخشبية

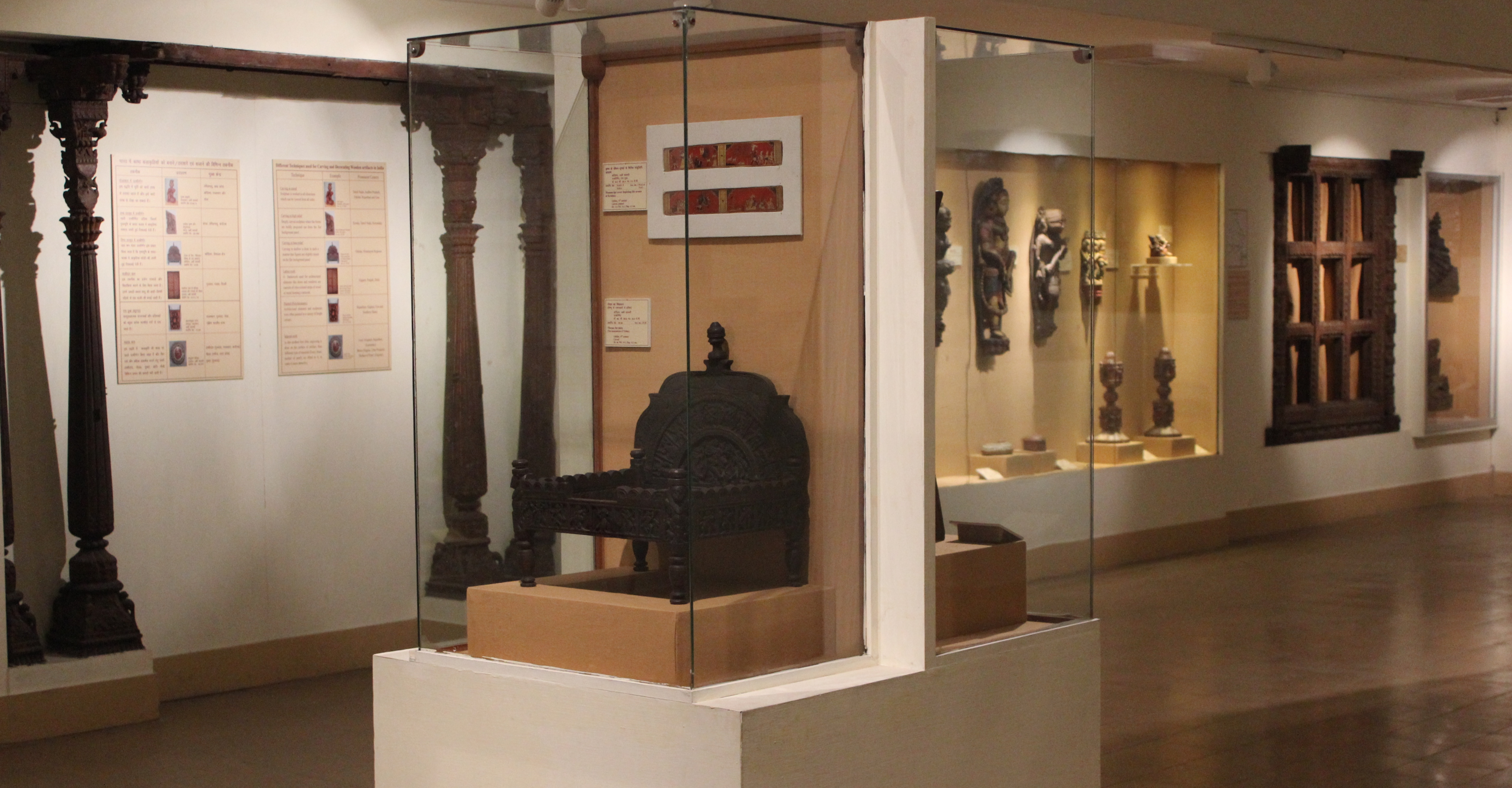
منظر لمعرض نحت الخشب

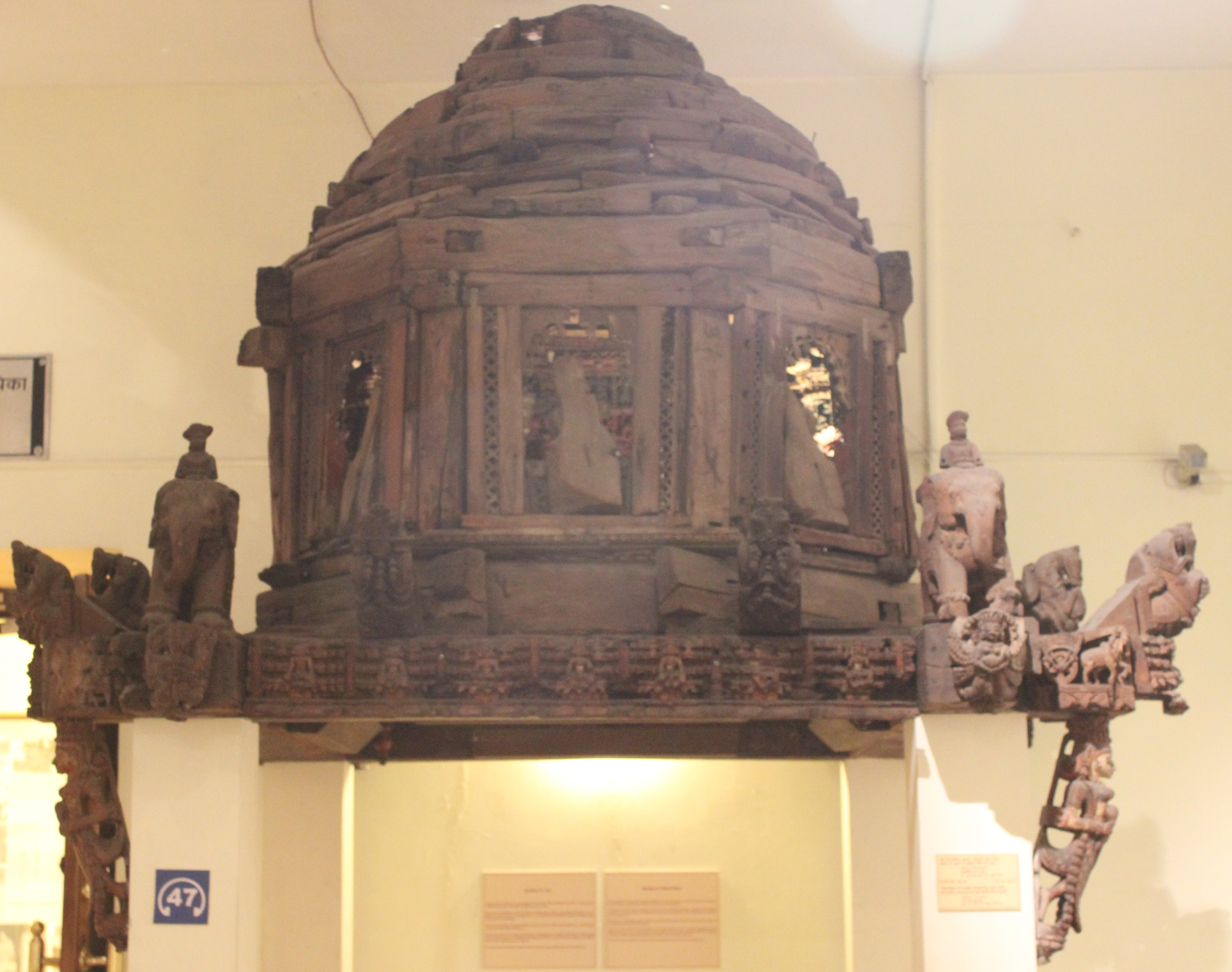
منحوتة مندب في معرضالمنحوتات الخشبية.
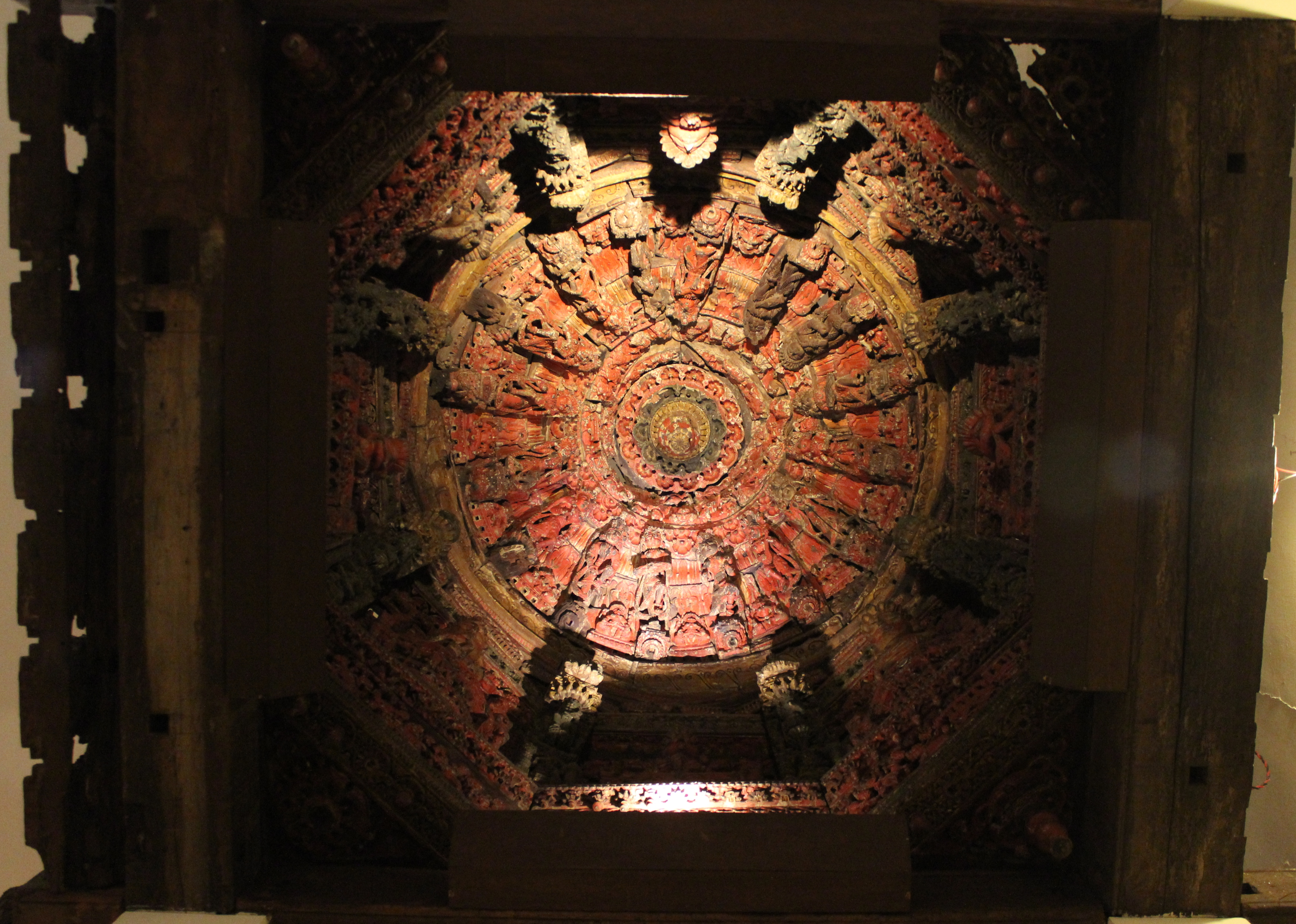
منظر داخلي لمنحوتة مندب.
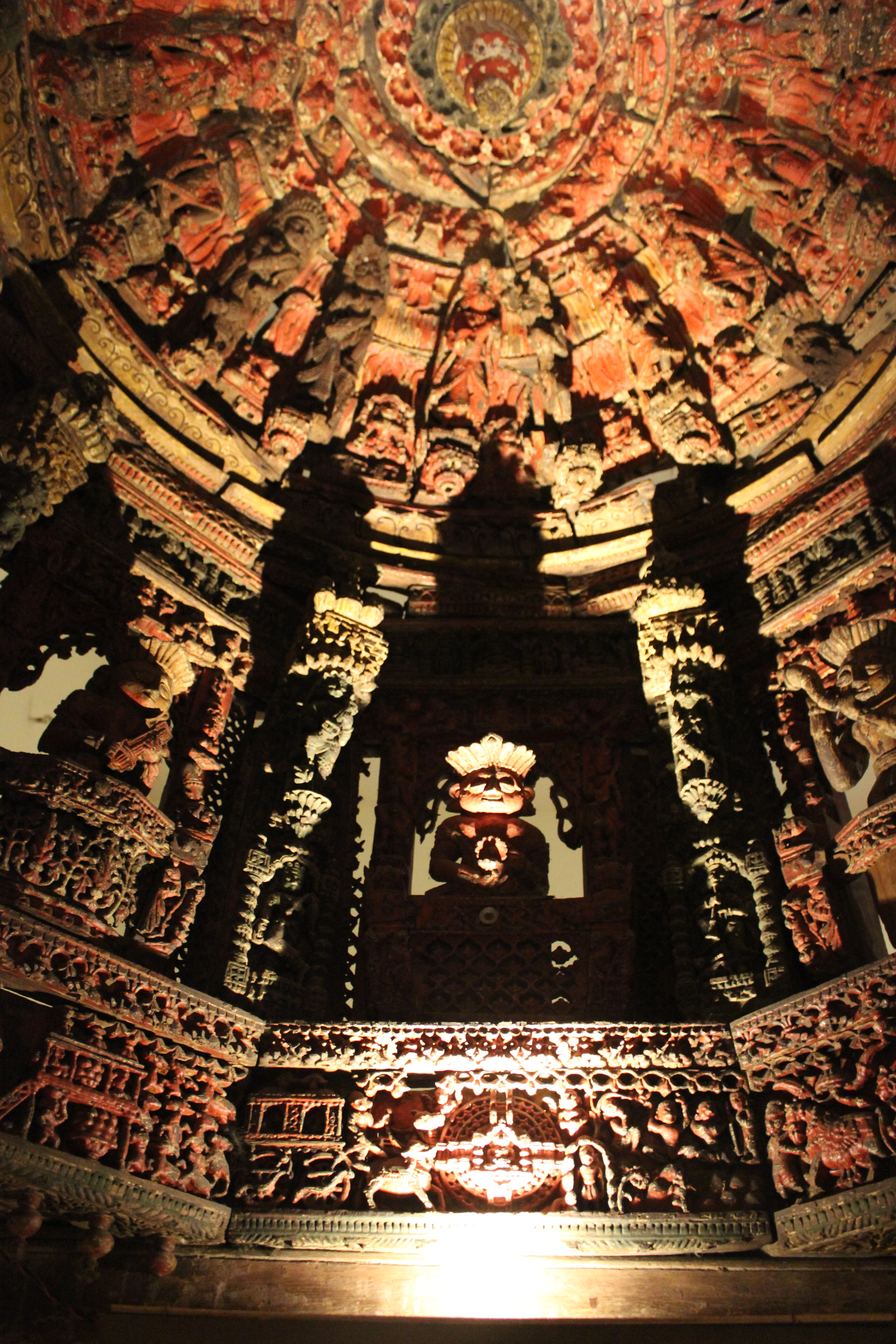
منظر داخلي من المنحوتة الخشبية المندب.
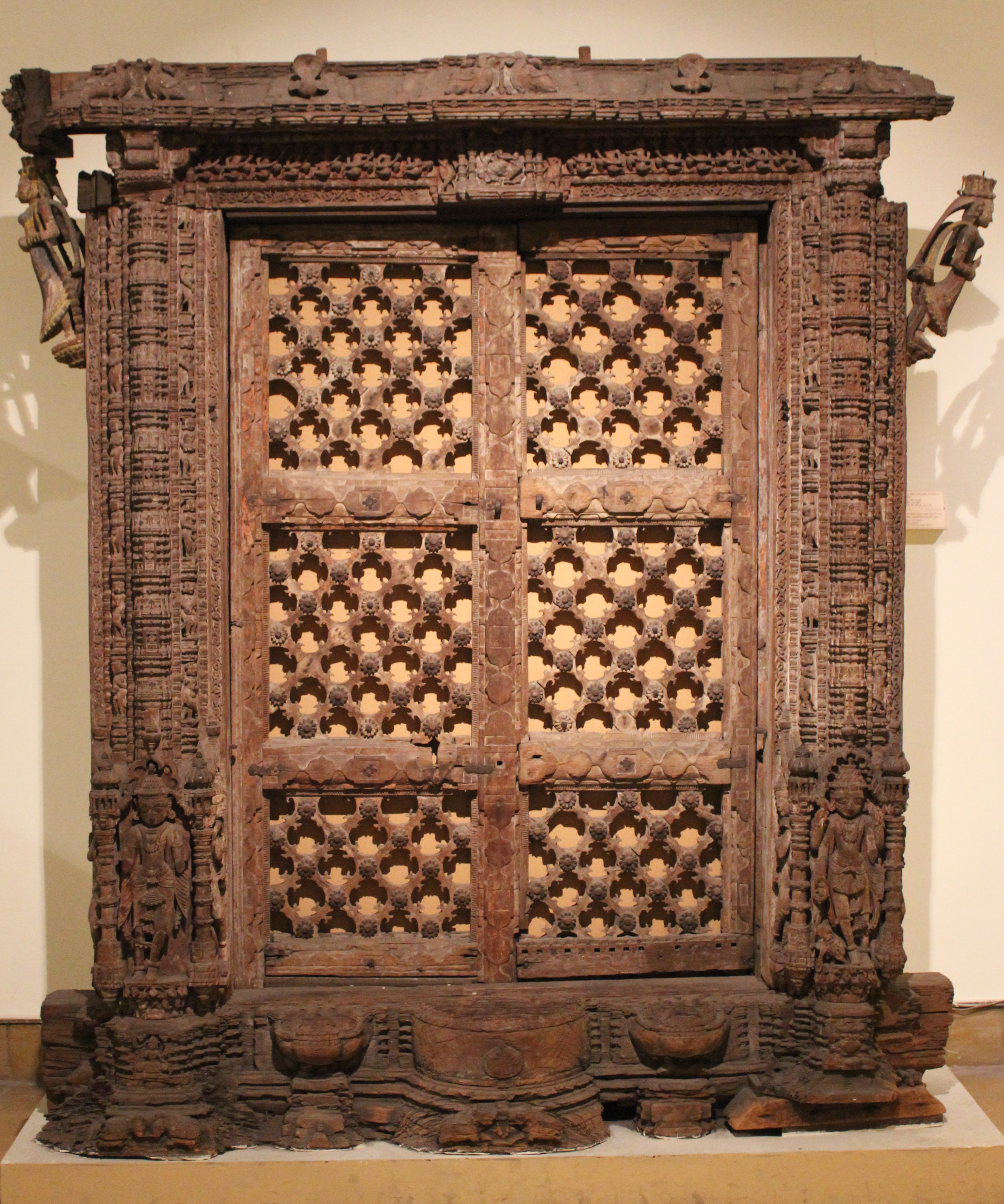
باب منحوت من ولاية غوجارات.

## معرض الأسلحة والدروع

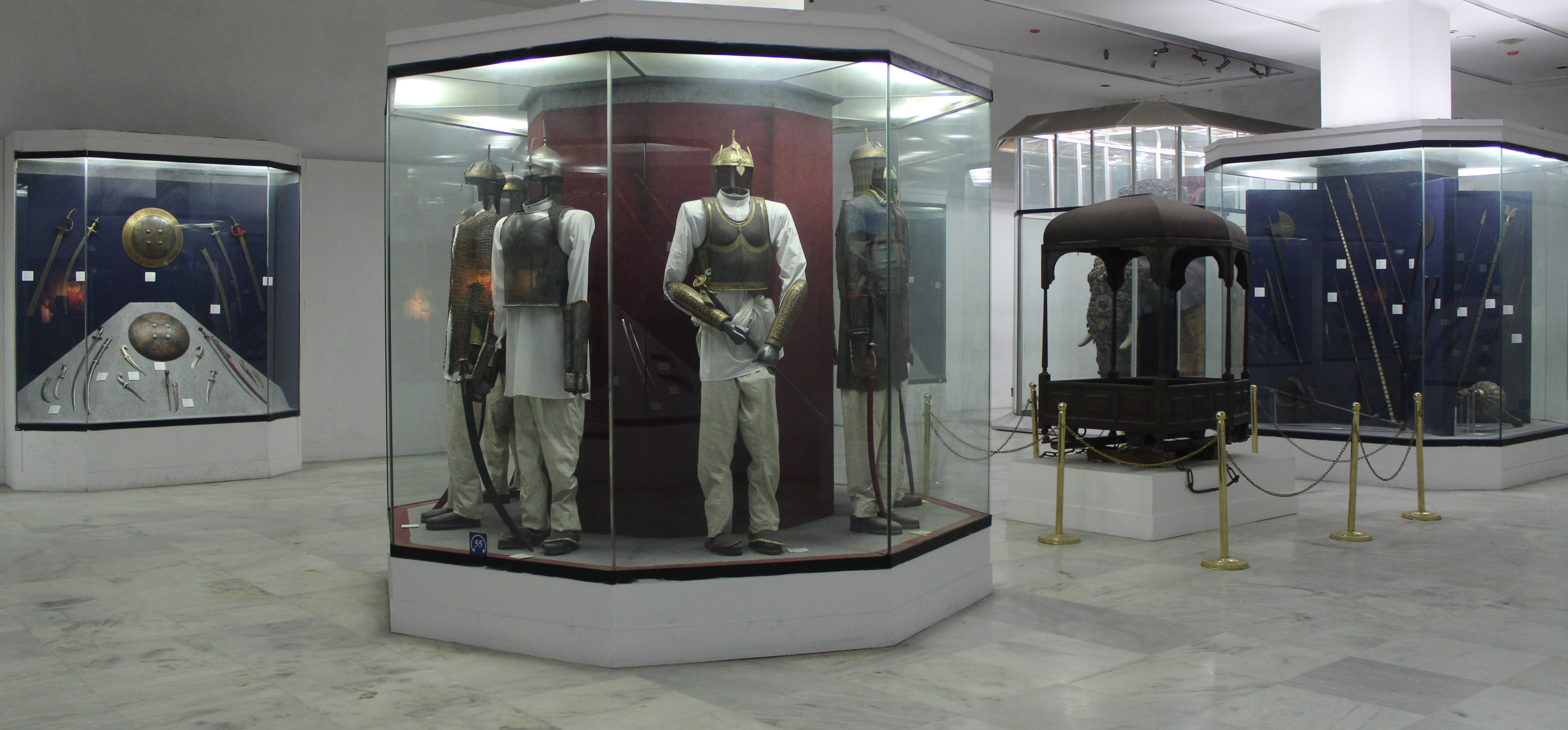
منظر للمعرض

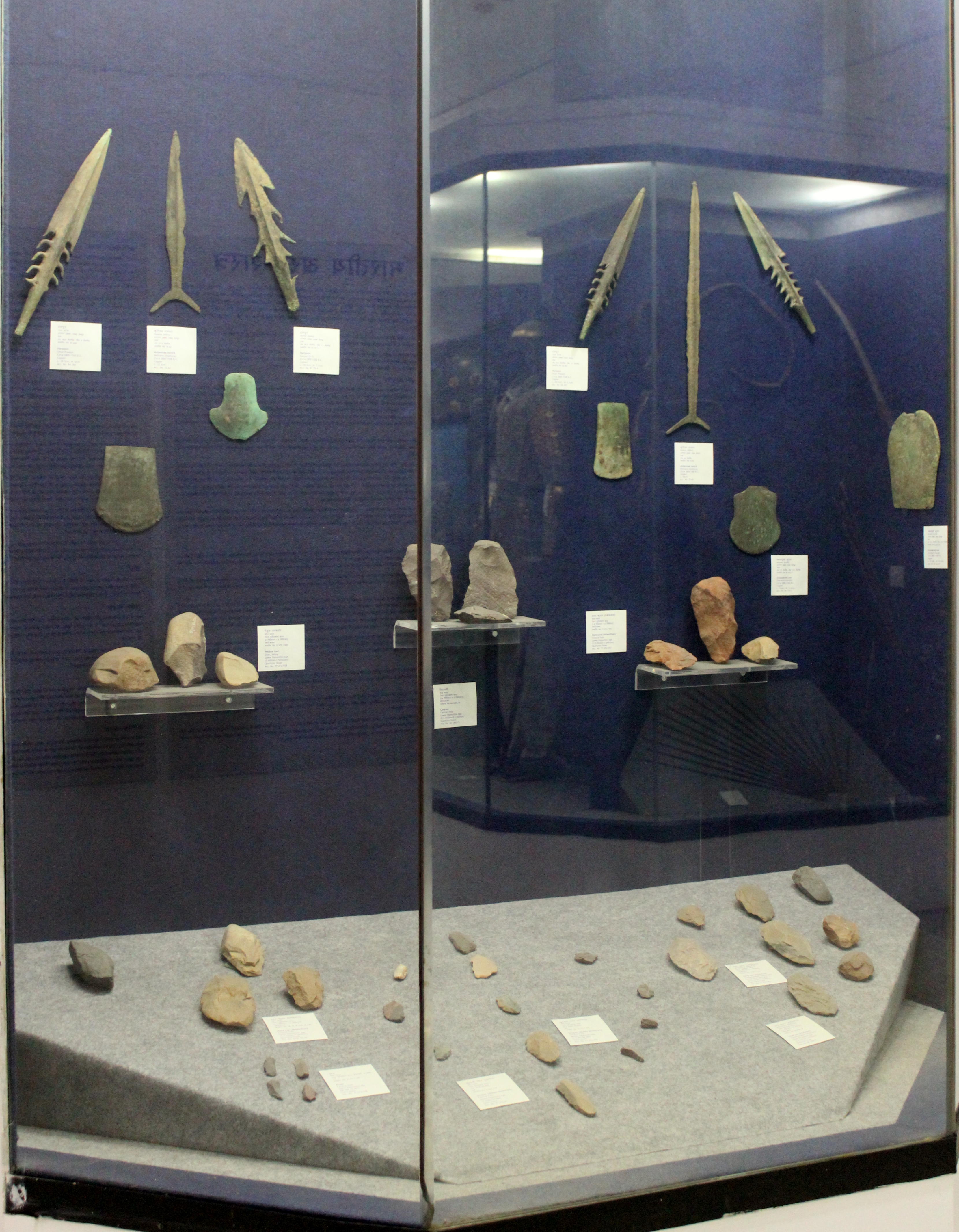
أذرع من العصر الحجري والبرونزي.
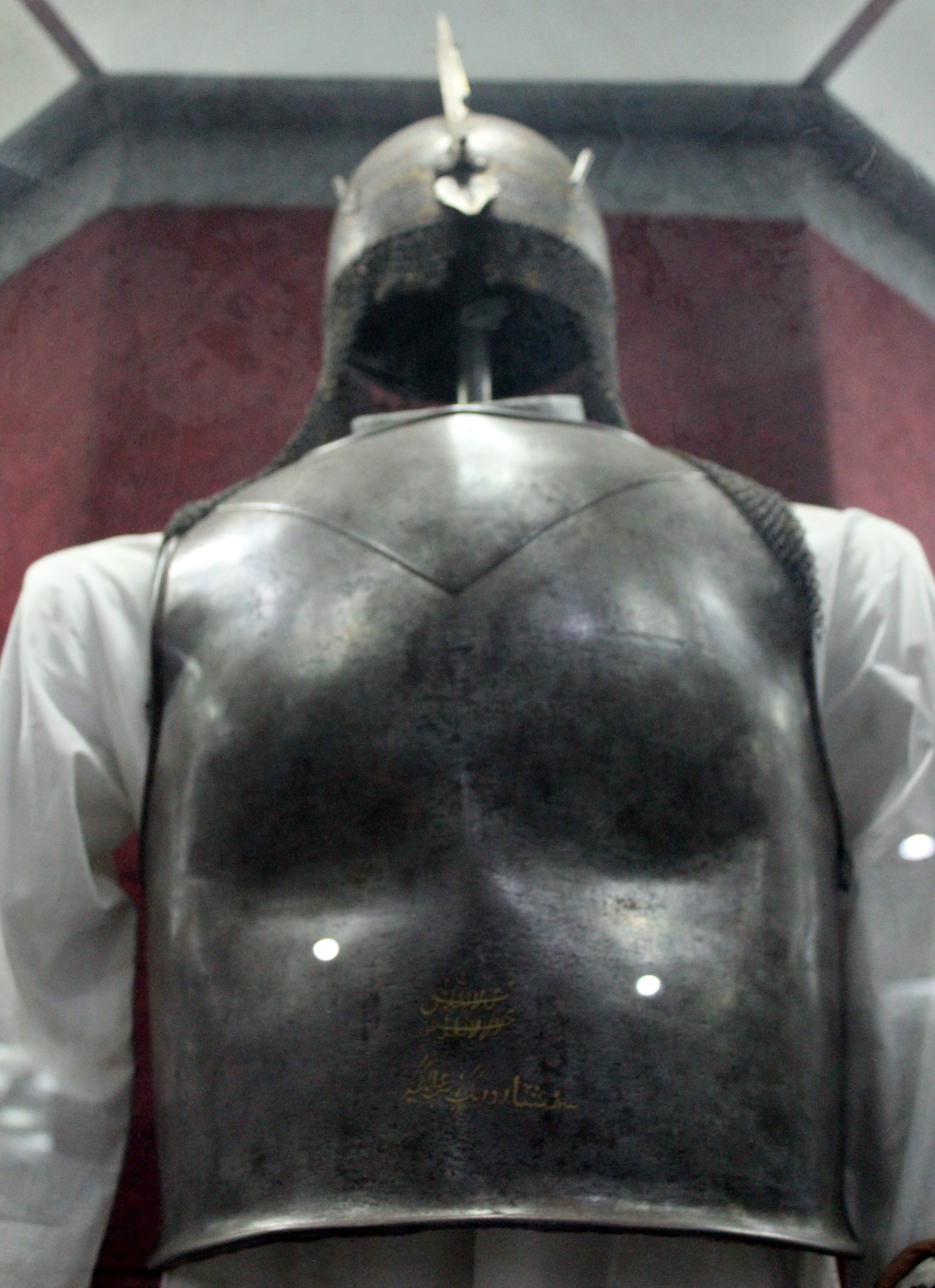
الدروع الواقية للبدن لأورنكزيب عالم كير.
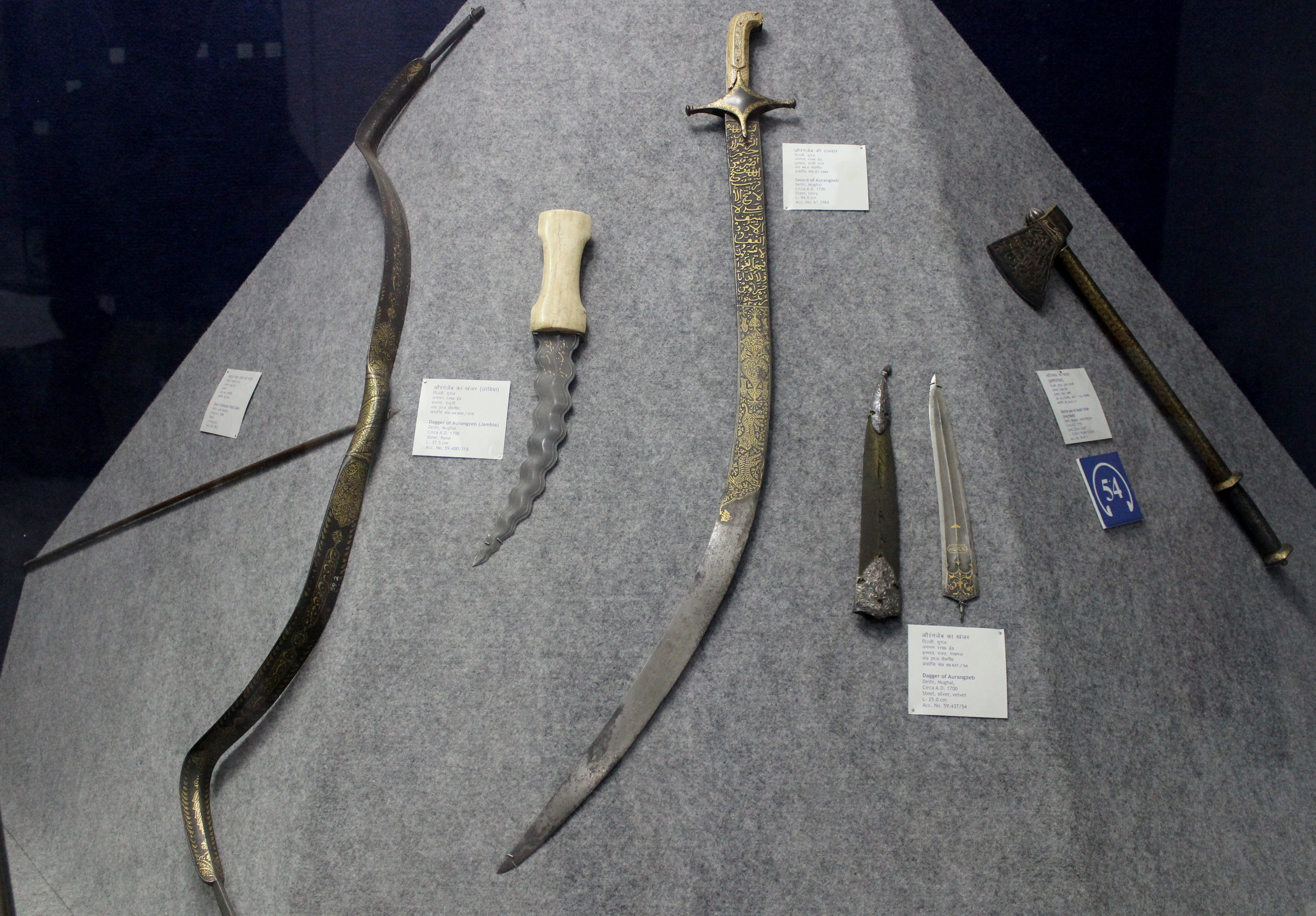
قوس وسهم بهادور شاه ظفر الثاني، سيف وخنجر لأورنجزيب وفأس معركة نادر شاه.
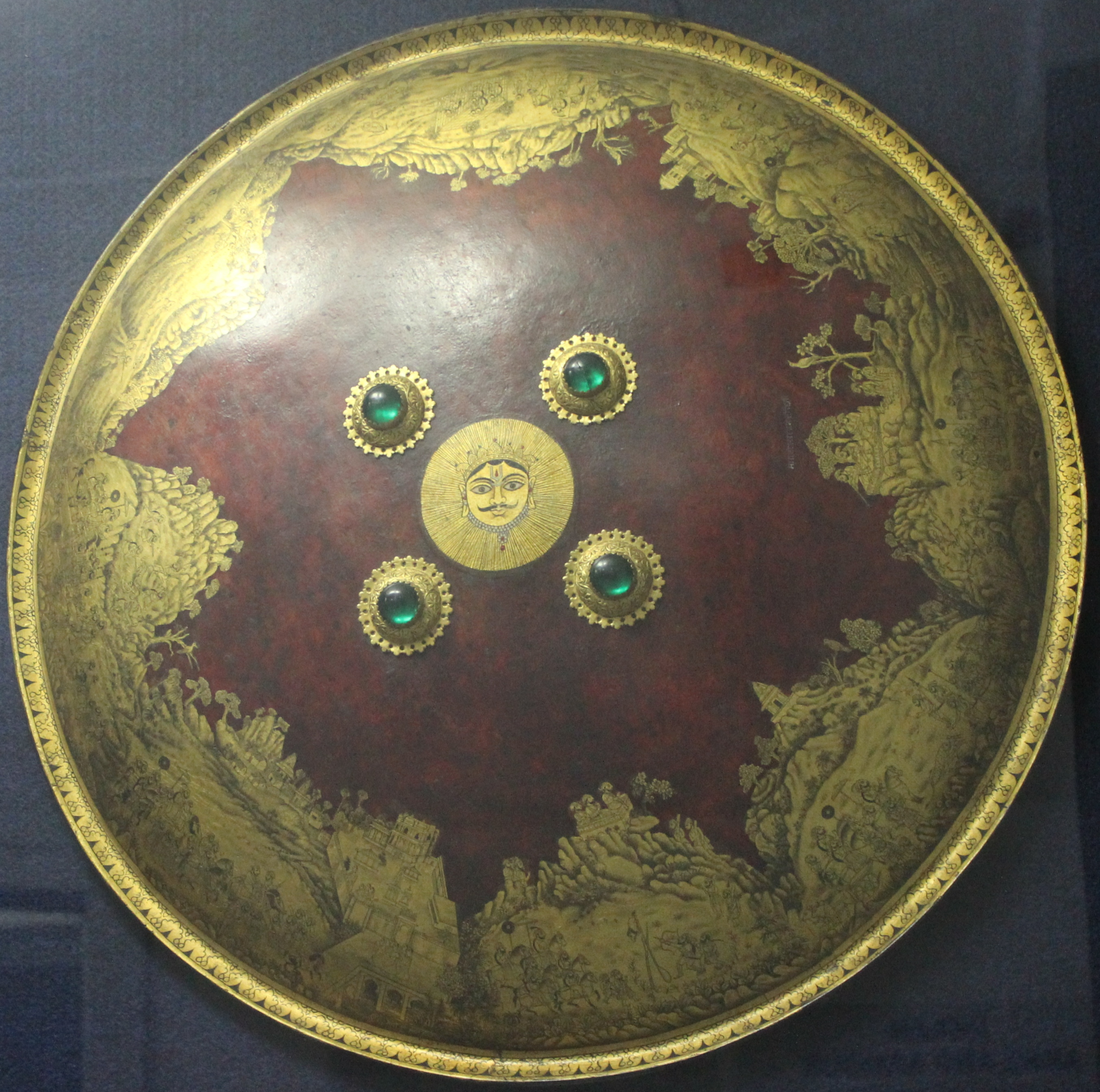
درع ماهارانا لسانجرام سينغ الثاني.

## التقليد والفن والاستمرارية
أُضيف معرض يضم أكثر من 200 قطعة من نطاق جغرافي واجتماعي واسع، تم الحصول عليها من جامعين متخصصين إلى المتحف في 6 فبراير 2014. تشمل الأشياء المختلفة المعروضة لوحة من قبيلة سنتال، لوحات التمرير من البنغال الغربية، المنسوجات مثل منسوجات البنجاب، والمنحوتات البرونزية من باستار، إلى جانب أعمال الطين والسلال. يمثل المعرض تمثيلًا ثريًا للفن من مختلف أنحاء الهند.

## تجربة اللمس
أطلق المتحف الوطني بالتعاون مع اليونسكو والمنصة الوطنية لحقوق المعاقين وساكشام معرضًا دائمًا جديدًا للأشخاص ذوي الإعاقة في عام 2015 والذي يضم نسخًا متماثلة عن طريق اللمس لـ 22 قطعة من مجموعات المتحف مثل بالإضافة إلى دليل صوتي ومنحدرات وعلامات وصفية بطريقة بريل؛ ويشجع المعرض الزائرين على "اللمس" والإحساس بالأشياء المعروضة. تضمن تلك التجربة مساحة مواتية من التعرض للأشياء لذوي القدرات المختلفة. صُمم المعرض وطُوّر على يد رضا شيبا، أمين المعرض المساعد تحت التوجيه العام للدكتور فيجاي كومار ماذ، أمين المعرض وبمساعدة فاسوندهارا سانجوان. صُنعت النسخ المُقلدة المعروضة في المنصة في قسم نمذجة المتحف الوطني برئاسة هيمانت تومار وزملائه وصمم المعرض أمارديب لابانا، مع التركيز بشكل خاص على الأبعاد؛ إذ يمكن للمرء على سبيل المثال أن يتمتع بتجربة حسية لعملة من منتصف القرن التاسع عشر من منطقة عوض المُعاد إنشاءها بقطر 23 بوصة وسمك 2 بوصة.

## الإدارة
يقع المتحف الوطني ضمن اختصاص الحكومة المركزية في الهند على أساس طبيعة المنح وممارسة الرقابة. اعتني بالمتحف في البداية المدير العام للآثار حتى عام 1957، عندما أعلنت وزارة التعليم بحكومة الهند، أنها مؤسسة منفصلة ووضعته تحت سيطرتها المباشرة الخاصة.  بدأ المتحف بعد هذا التحول في زيادة عدد موظفيه بشكل كبير ومجموعاته باستخدام أموال من لجنة المشتريات الفنية. يخضع المتحف الوطني في الوقت الحاضرللرقابة الإدارية لوزارة بحكومة الهند.

## المتبرعين
بدأت الموجة الأولى من التحصيل للمتحف الوطني في عام 1948 واستمرت حوالي عام 1952، واعتمدت بشكل كبير على علماء مثل في.س.أغاروالا، وموتي شاندرا، وراي كريشناداس، وكارل خاندالافالا وعلاقاتهم الشخصية مع جامعي التحف من القطاع الخاص. منح البرلمان التمويل للتجميع الجماعي منذ عام 1947، لكن تميزت فترة التجميع الأولى بنقص التفاصيل الوصفية والبيانات القابلة للقياس الكمي والمعايير المحيطة بمعايير الاختيار. باع أو سي جانجولي (1881–1974) مجموعة من مجموعته من اللوحات إلى المتحف الوطني ذاكرًا أنه لعب دورًا في تأسيسه. كما أكد أنه شجع زملائه الجامعيين الآخرين على توريث مجموعاتهم للمتحف الوطني، لكنه لم يكن ناجحًا دائمًا. توجد مجموعات من برجور إن. الذي يؤكد بالفعل على كيفية مشاركته في شراء المجموعة نفسها باستثناء أنه من المحتمل أن يكون خاندالافالا، أحد أقارب تريشوري والا، قد لعب دورًا أكبر. كان لفي اي أجاروالا دورًا أساسي في تأمين مجموعة خاصة واسعة النطاق من ثقافة كاكولتا ، ومجموعة ديكينسون، ومجموعة جولاب شاند، ومجموعة مودي، ومجموعة ميد.
بلغ عدد المجموعات المضافة إلى المتحف الوطني في السنوات الأخيرة وفقًا للجنة الدائمة للاستعلام عن النقل والثقافة والسياحة إلى إجمالي 2269 قطعة خلال الفترة 1994-2010. تم شراء 1360 قطعة من هذه القطع وتم الحصول على 906 أشياء متبقية من خلال الهدايا وما إلى ذلك. نُسب هذا العدد الصغير إلى لجنة اقتناء الفنون بالمتحف الوطني التي توقفت عن العمل منذ عام 1997.

## قاعة محاضرات
بجانب صالات العرض ، يحتوي المتحف أيضًا على قاعة تتسع لـ 250 شخصًا. يتم عرض فيلم قصير للتعريف بالمتحف ومجموعاته في القاعة بانتظام. كما يتم عرض عروض أفلام عن الفن والتاريخ والتراث.

## رقمنة المجموعات المتحفية
بدأ المتحف الوطني مشروعًا خاصًا لرقمنة مجموعته من الأشياء من أجل إتاحتها للزوار لمشاهدتها عبر الإنترنت. تتضمن هذه العملية رقمنة وتخزين مجموعات المتاحف في نظام إدارة المجموعات المسمى "جاتان" وهو برنامج افتراضي لبناء المتاحف ، يتيح إنشاء نظام إدارة المجموعات الرقمية للمتاحف الهندية ويتم نشره في العديد من المتاحف الوطنية في جميع أنحاء الهند. هدفها هو عمل بصمة رقمية لجميع الأشياء المحفوظة في المتاحف ومساعدة الباحثين والقيمين وغيرهم من الأشخاص المهتمين في هذا المجال الذي تم تصميمه وتطويره بواسطة مركز تطوير الحوسبة الذكية.
دُمجت البصمات الرقمية للأشياء والآثار المحفوظة التي تم إنشاؤها باستخدام برنامج جاتان في المستودع الرقمي الوطني والبوابة لجعلها في متناول الجمهور. توفر البوابة الوطنية والمستودع الرقمي لمتاحف الهند وصولاً متكاملاً إلى المجموعات والمصنوعات اليدوية من حيث المنحوتات واللوحات والمخطوطات والأسلحة والعملات المعدنية والعديد من فئات المصنوعات اليدوية الأخرى بغض النظر عن المواقع المادية والجغرافية للمتاحف. كما طور مركز تطوير الحوسبة الذكية، وهو تطبيق قائم على الهاتف المحمول يهدف إلى تحسين تجربة زيارة المتحف بين ذوي القدرات المختلفة. يسمح التطبيق لزوار المتحف في الوقت الفعلي بجمع كل التفاصيل حول الأشياء أو القطع الأثرية ببساطة عن طريق مسح رمز الاستجابة السريعة الموجود بالقرب من الكائن.

## مجموعات المتحف الوطني في مشروع Google الفني
تطوع المتحف الوطني بأشياء من مجموعته في مشروع غوغل الفني Google Art Project، وهو مبادرة غير تجارية مُقدّمة من غوغل من خلال مؤسسة غوغل للثقافة. صُورت أكثر من مائة قطعة، وأُتيحت أوصافها على موقع  مشروع غوغل الفني الإلكتروني تحت اسم المتحف الوطني بنيودلهي، والذي أتاح وصولًا كبيرًا من الزوار عبر الإنترنت لمجموعة المتحف. سيتم ملء صفحة مشروع غوغل الفني بالمتحف الوطني بشكل أكبر عن طريق إضافة مجموعات أخرى ذات صلة من المتحف الوطني بها.

## الجدل
قدمت منظمة اليونسكو في عام 2010  في أول دراسة من نوعها تقريرًا تصنيفًا للمتحف الوطني إلى جانب سبعة متاحف أخرى، على أنها سيئة الصيانة وضعيفة الإضاءة وعلاماتها غير صحيحة. قالت سلجا كوماري من وزيرة العدالة الاجتماعية والتمكين والسياحة آنذاك في رد مكتوب على البرلمان إن تصنيفات ونتائج التقريرغير صحيحة حيث أن عدد المجموعات والمعروضات غير صحيح.

## مستقبل
على الرغم من كونه في مراحله الأولى، يعتبر مشروع إعادة تطوير فيستا المركزي لإعادة تطوير موقع المتحف من بين المشاريع الأكثر شهرة في عاصمة الهند. كما أُدرج المتحف الوطني ضمن المباني المقتربة من نهاية "حياتهم الهيكلية" للمباني المقتربة 100 عام.